# Маковский, Владимир Егорович
Влади́мир Его́рович Мако́вский (26 января [7 февраля] 1846, Москва — 21 февраля 1920[…], Петроград) — русский живописец и график, сторонник реализма, выдающаяся фигура среди московских художников пореформенной эпохи, педагог; младший брат Александры, Константина и Николая Маковских, отец и наставник Александра Маковского. Член Товарищества передвижников (с 1872). Академик (с 1873) и действительный член (с 1893; по новому уставу) Императорской Академии художеств, преподаватель Московского училища живописи, ваяния и зодчества (1882—1894) и Высшего художественного училища при Академии художеств (1894—1918; ректор в 1894—1896), действительный статский советник (1905).

## Биография

### Детство и учеба

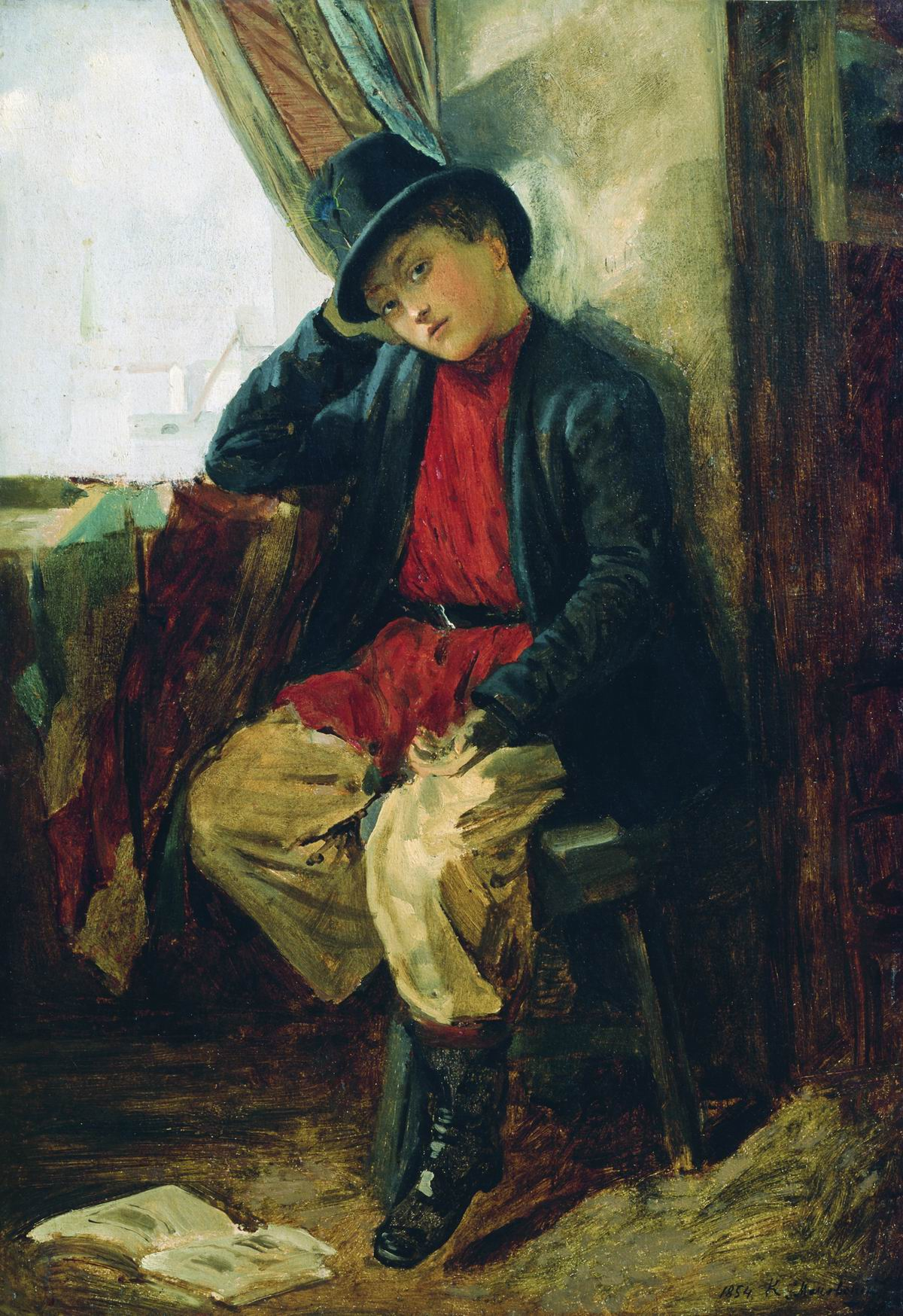
К. Е. Маковский (15 лет). «Портрет брата — В. Е. Маковского в возрасте 8 лет», 1854 г. Русский музей

Родился 26 января [7 февраля] 1846 года в Москве. Отец — Егор Иванович Маковский (1802—1886), чиновник, художник-любитель, коллекционер, один из основателей «натурного класса» на Большой Никитской улице, ставшего впоследствии Училищем живописи и ваяния, а после 1865 года — Московским училищем живописи, ваяния и зодчества. Мать — Любовь Корниловна Молленгауэр (1800—1893), дочь купца третьей гильдии, немецкого фабриканта музыкальных инструментов, выходца из Померании, знаменитая московская красавица, певица сопрано, с 1866 года преподаватель пения в Московской консерватории. Младший брат художников Александры, Константина и Николая Маковских. Старшая сестра художника, Мария Егоровна Маковская, была актрисой. Квартира Маковских находилась на набережной Москва-реки с видом на Московский Кремль. Среди друзей семьи были К. П. Брюллов, М. И. Глинка, Н. В. Гоголь, В. А. Тропинин, М. С. Щепкин. В квартире часто устраивались литературные и музыкальные вечера. От матери Владимир унаследовал красивый голос, учился играть на гитаре и скрипке, довольно рано начал рисовать.
Первые уроки изобразительного искусства брал у Василия Тропинина. В 1861 году, в возрасте пятнадцати лет поступил в Московское училище живописи, ваяния и зодчества, где в первый же год обучения, под руководством отца, написал жанровую картину «Квасник». Состоял студентом портретиста Сергея Зарянко и исторического живописца Евграфа Сорокина. Училище Владимир окончил в 1866 году с серебряной медалью за картины «Художник, продающий старые вещи татарину» и «Литературное чтение», и званием классного художника III степени.

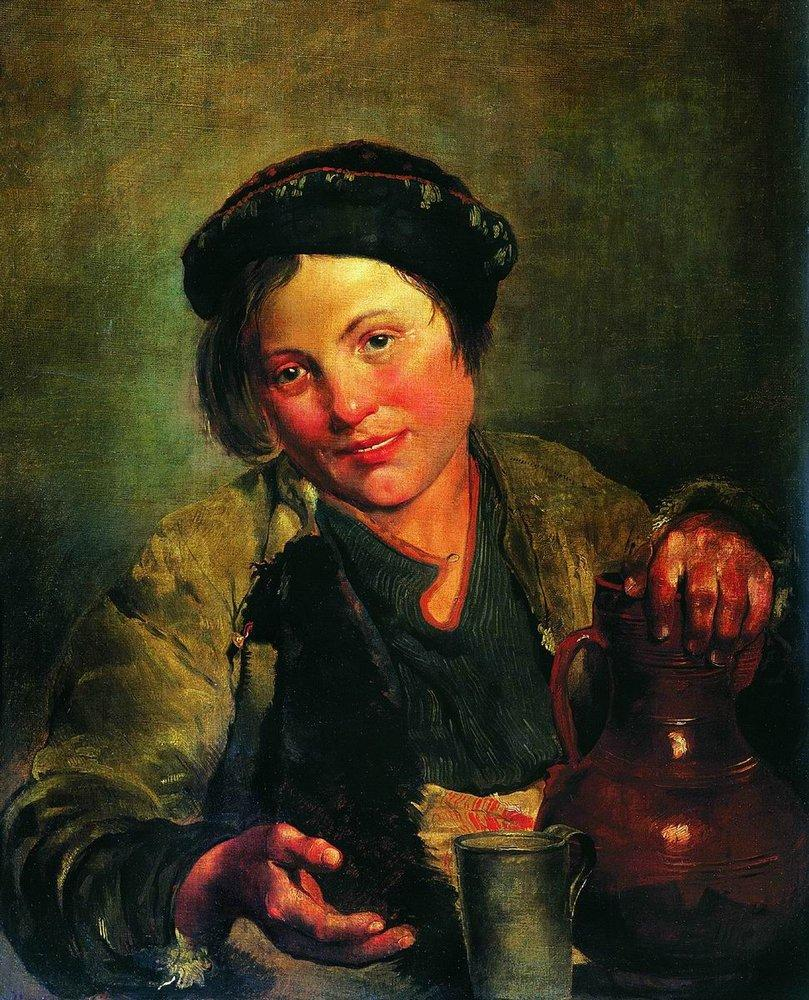
«Квасник», 1861 г. Третьяковская галерея
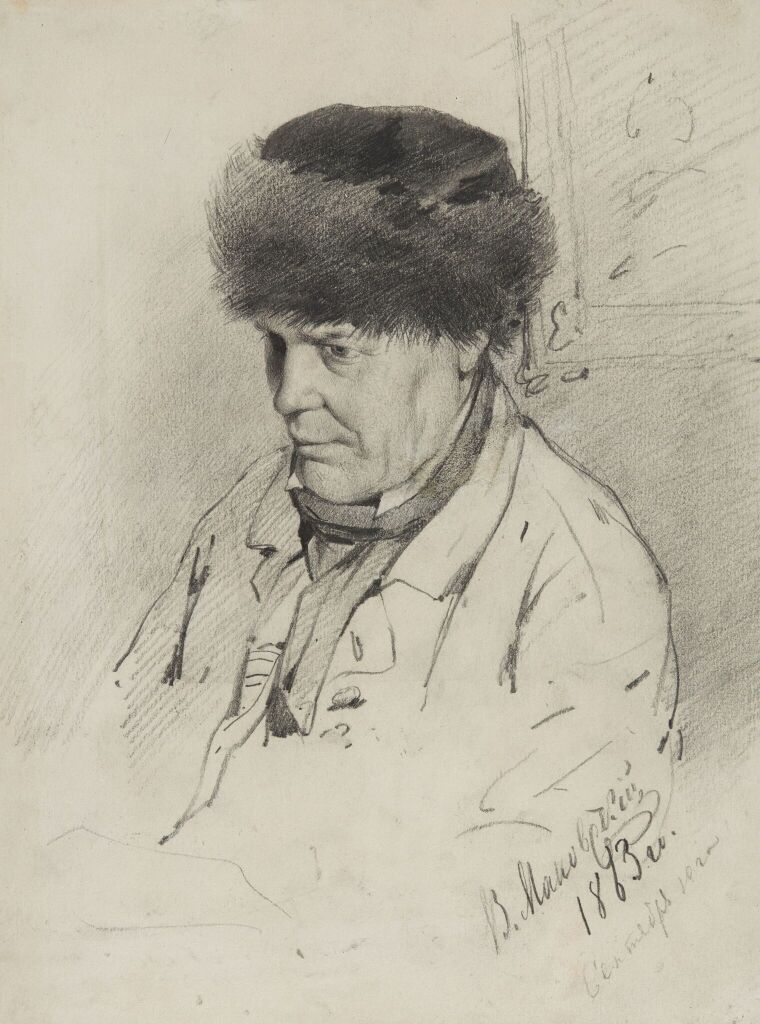
«Портрет отца — Е. И. Маковского», 1863 г. Третьяковская галерея
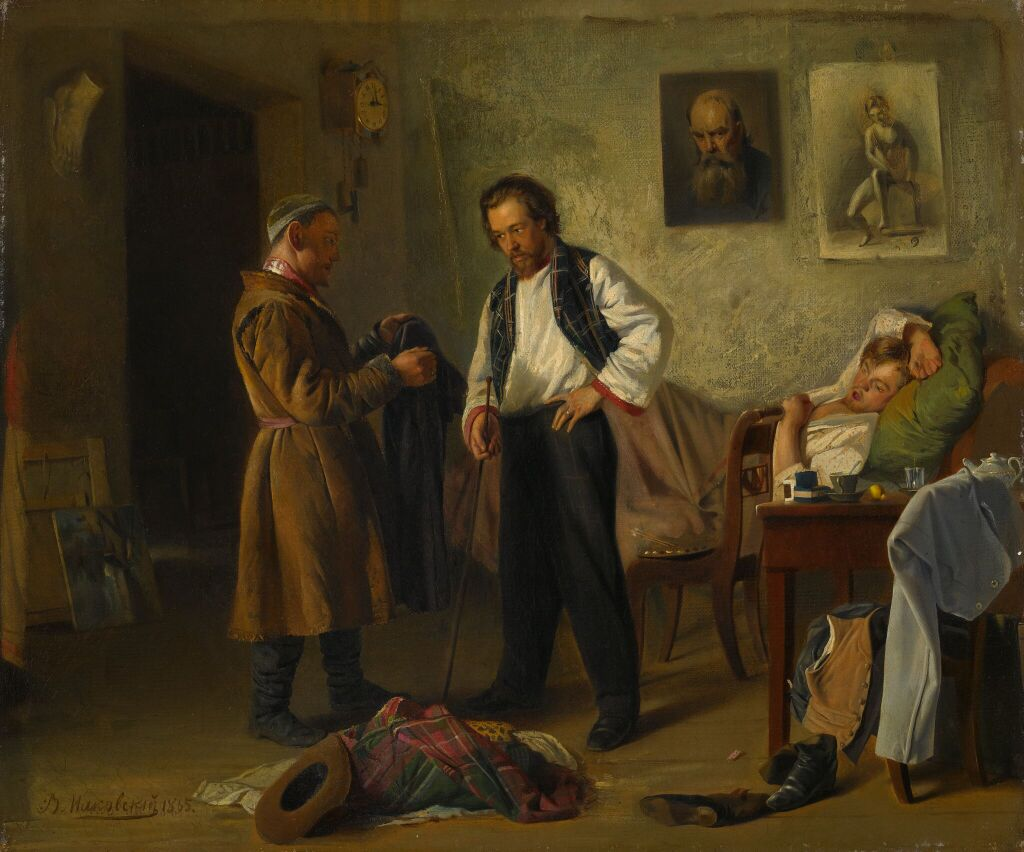
«Художник, продающий старые вещи татарину», 1865 г. Третьяковская галерея
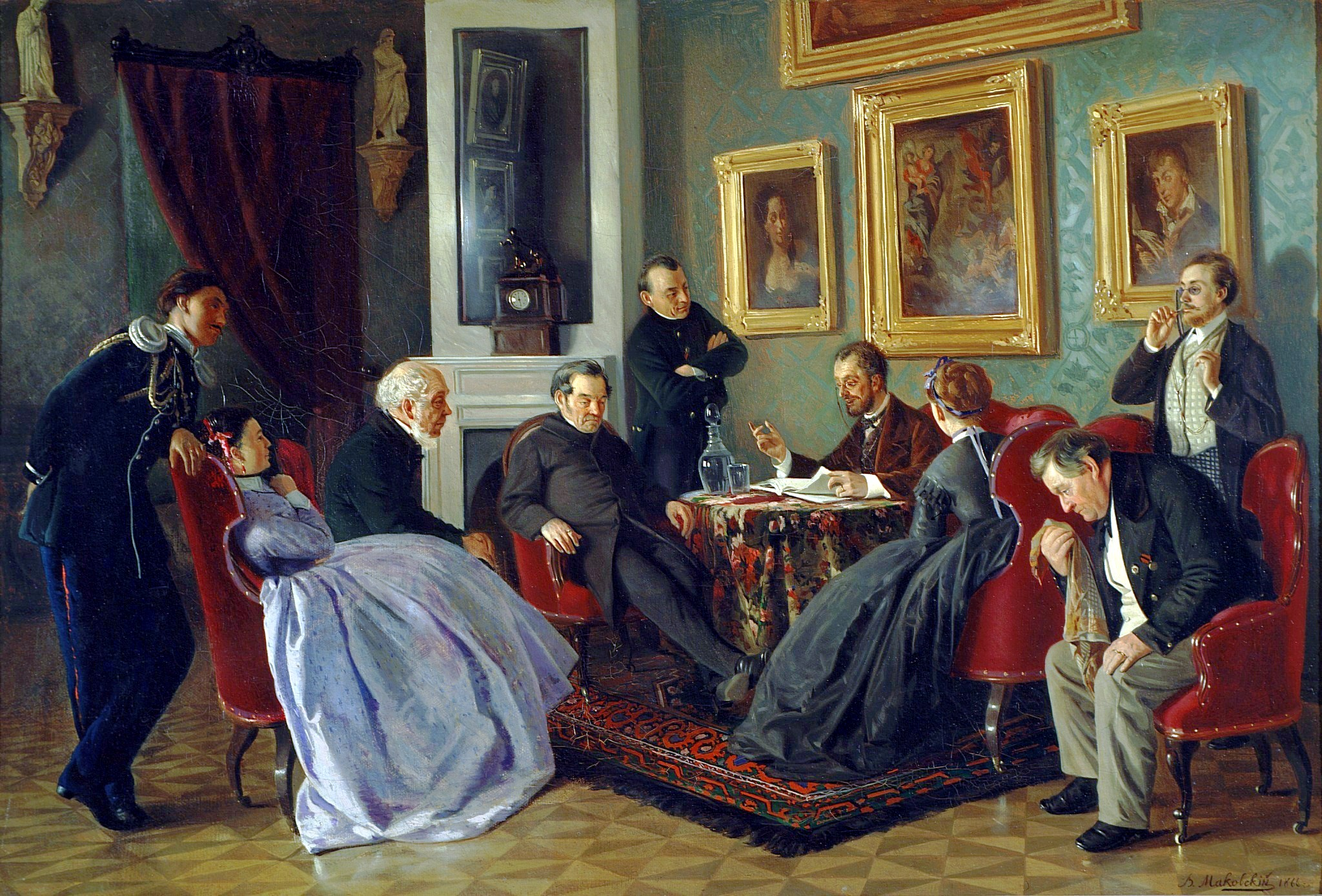
«Литературное чтение», 1866 г. Третьяковская галерея

### Творчество

#### Детская тематика
В 1868 году Владимир Маковский женился на Анне Герасимовой. С рождением в 1869 году первенца, сына Александра, у Владимира Маковского проявляется интерес к детской тематике. В 1869 году за картину «Ночное» / «Крестьянские мальчики стерегут лошадей», написанную по мотивам рассказа И. С. Тургенева «Бежин луг» (1851), Владимир Маковский получил звание классного художника I степени и золотую медаль имени Виже-Лебрен за экспрессию. Картина «Игра в бабки» была представлена в составе русского отдела на Всемирной выставке в Вене в 1873 году и стала первой картиной Владимира Маковского, купленной П. М. Третьяковым для своей галереи, что означало признание его как художника.

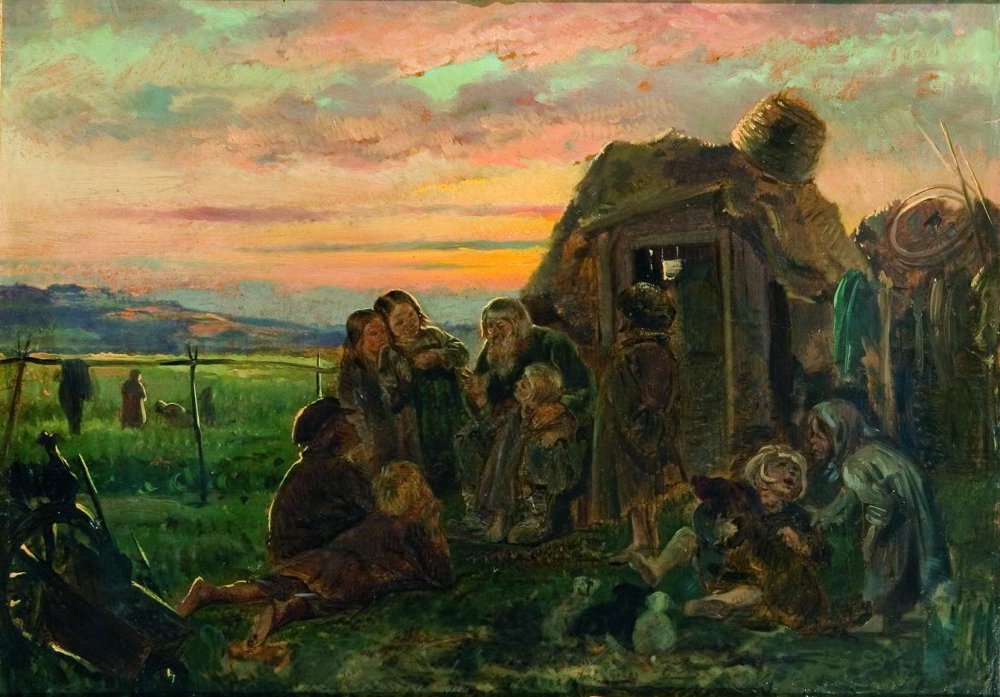
«Ночное» (I версия), 1866-1869 гг. Музей-квартира И. И. Бродского
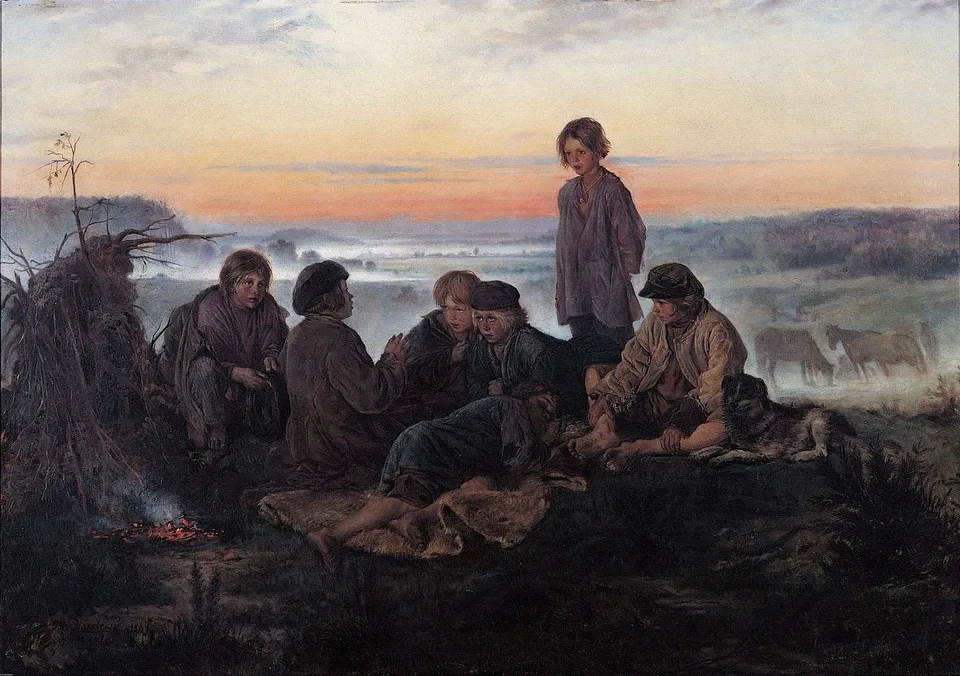
«Ночное» (II версия) / «Крестьянские мальчики стерегут лошадей» / «Бежин луг», 1869 г. Частная коллекция
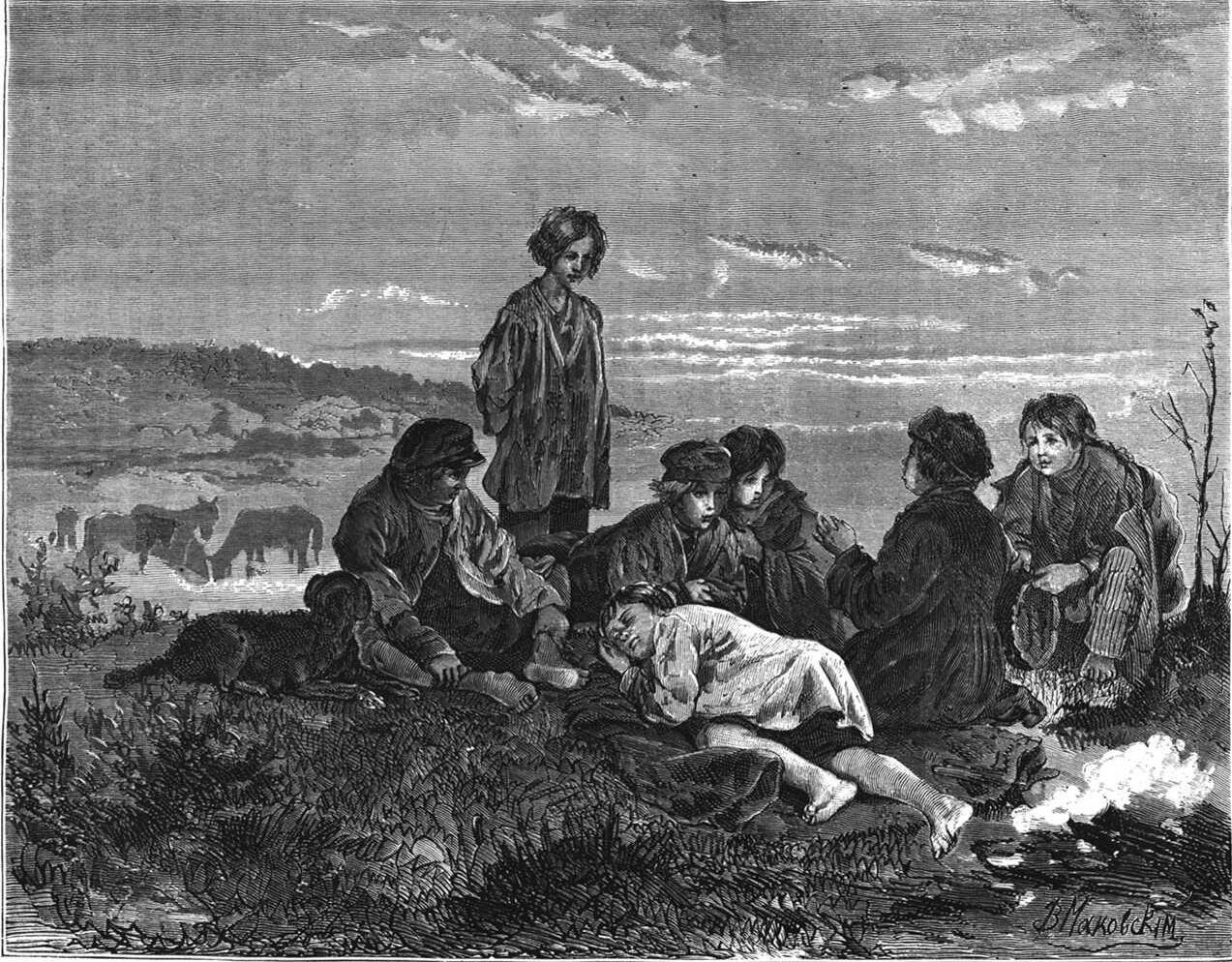
«Крестьянские дети в ночном. Бежин луг». Рисунок: В. Е. Маковский, гравер: Боярский. Журнал «Нива», №  2, 1874 г.
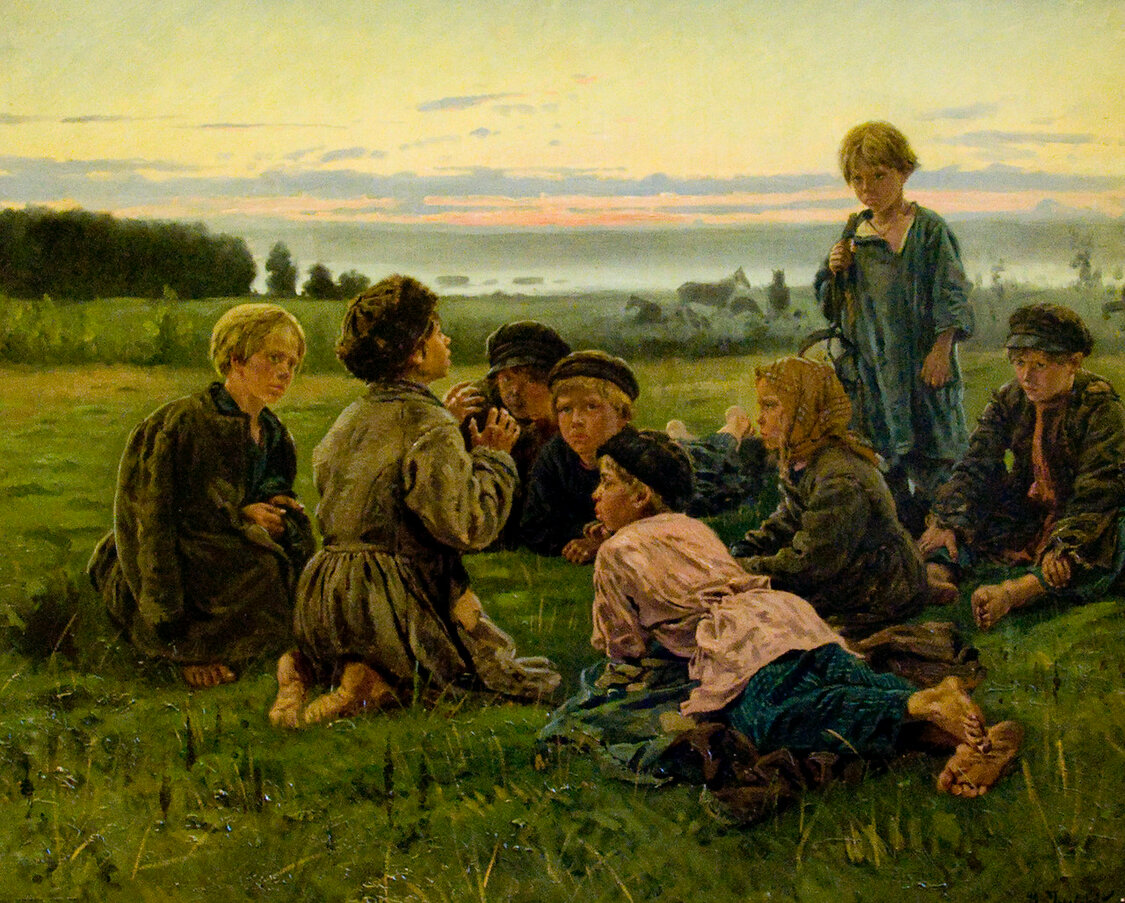
«Ночное» (III версия), 1879 г. Русский музей
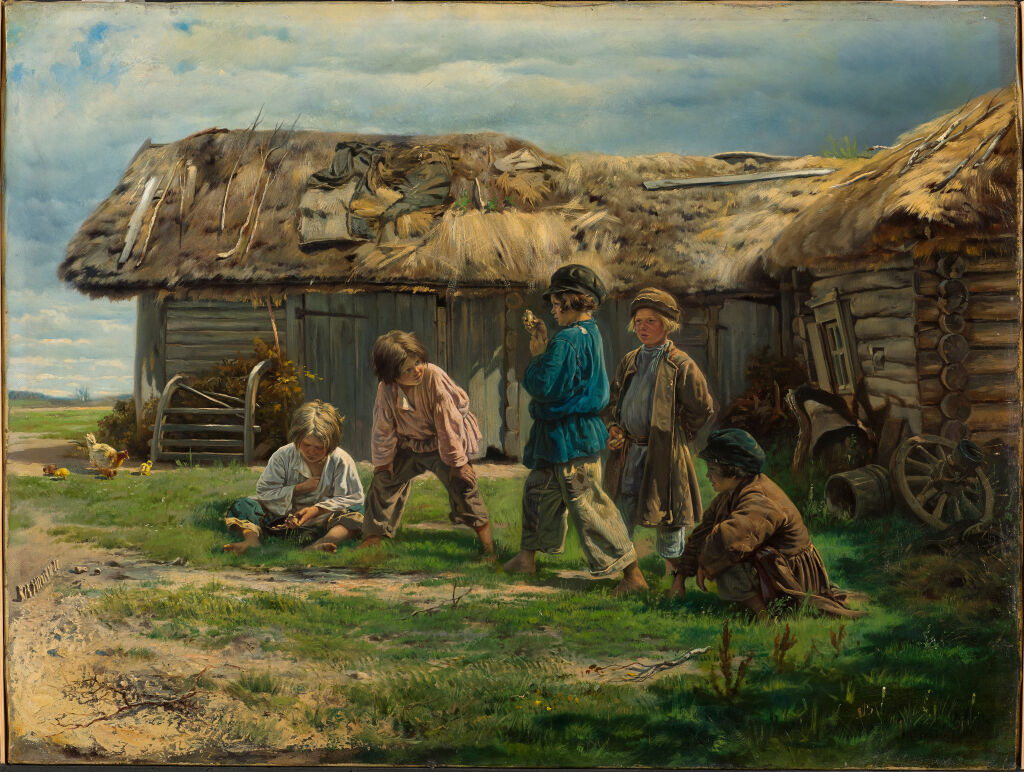
«Игра в бабки», 1870 г. Третьяковская галерея
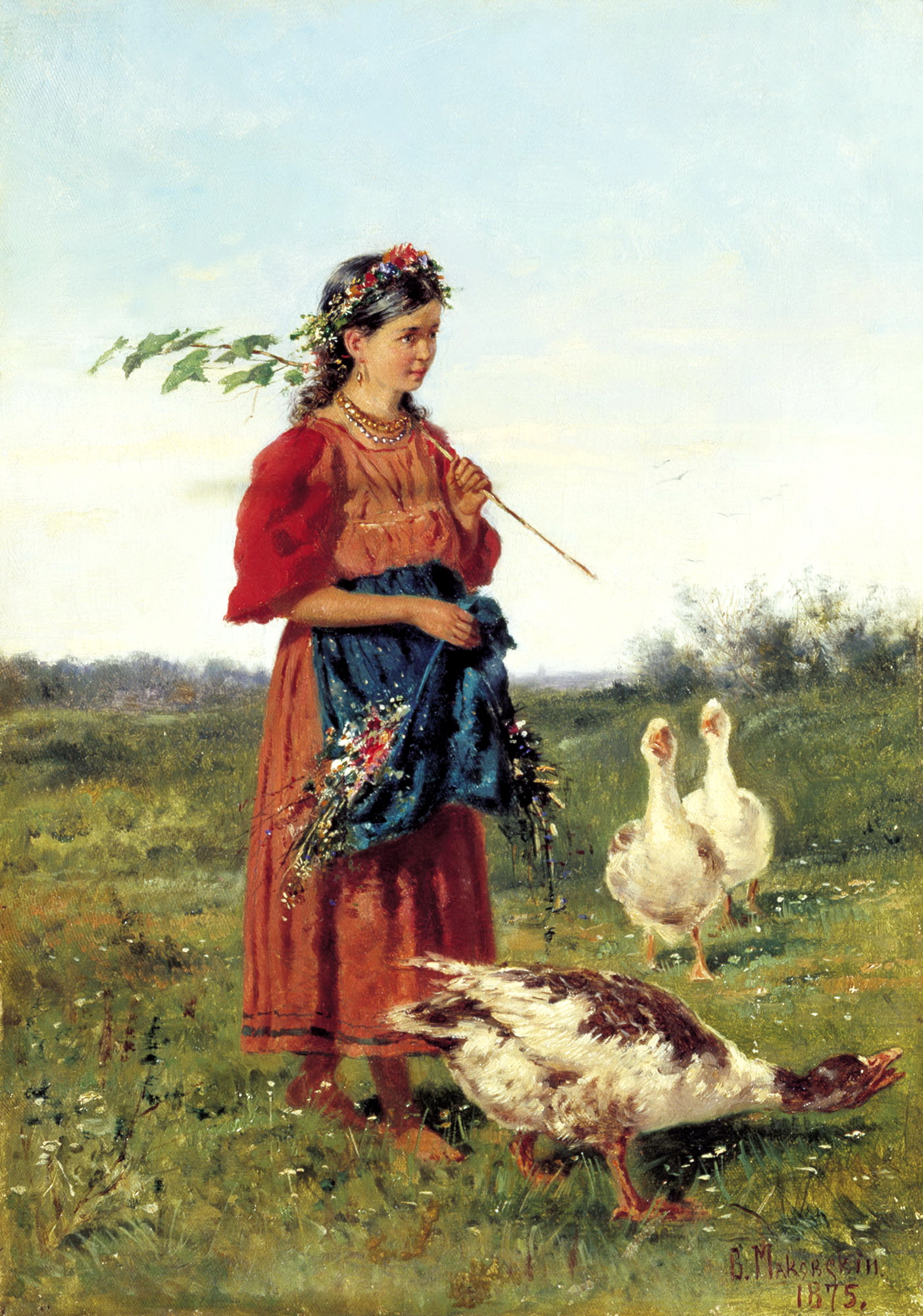
«Девочка с гусями», 1875 г. Нижнетагильский музей изобразительных искусств
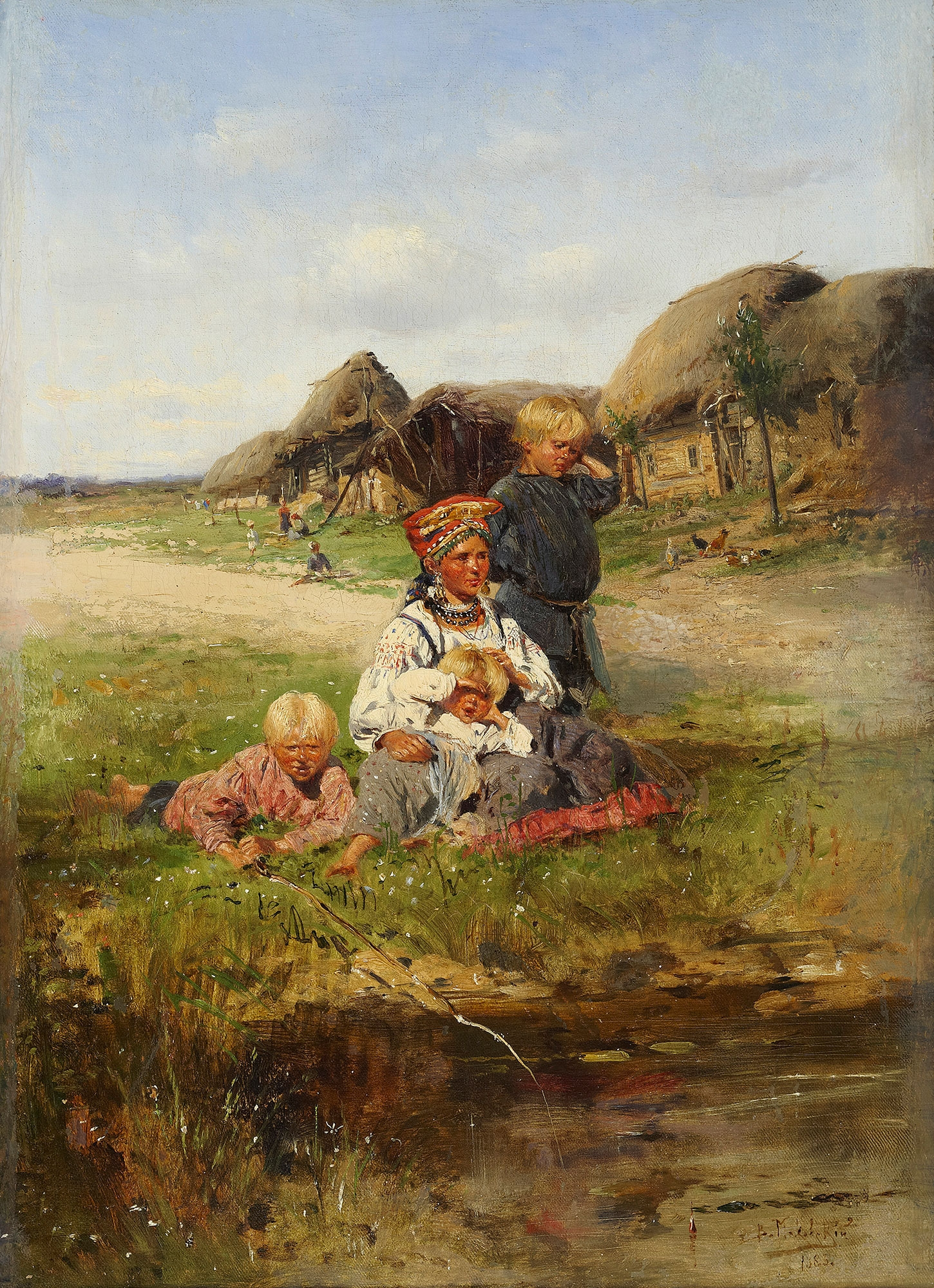
«Крестьянка с детьми», 1883 г. Екатеринбургский музей изобразительных искусств
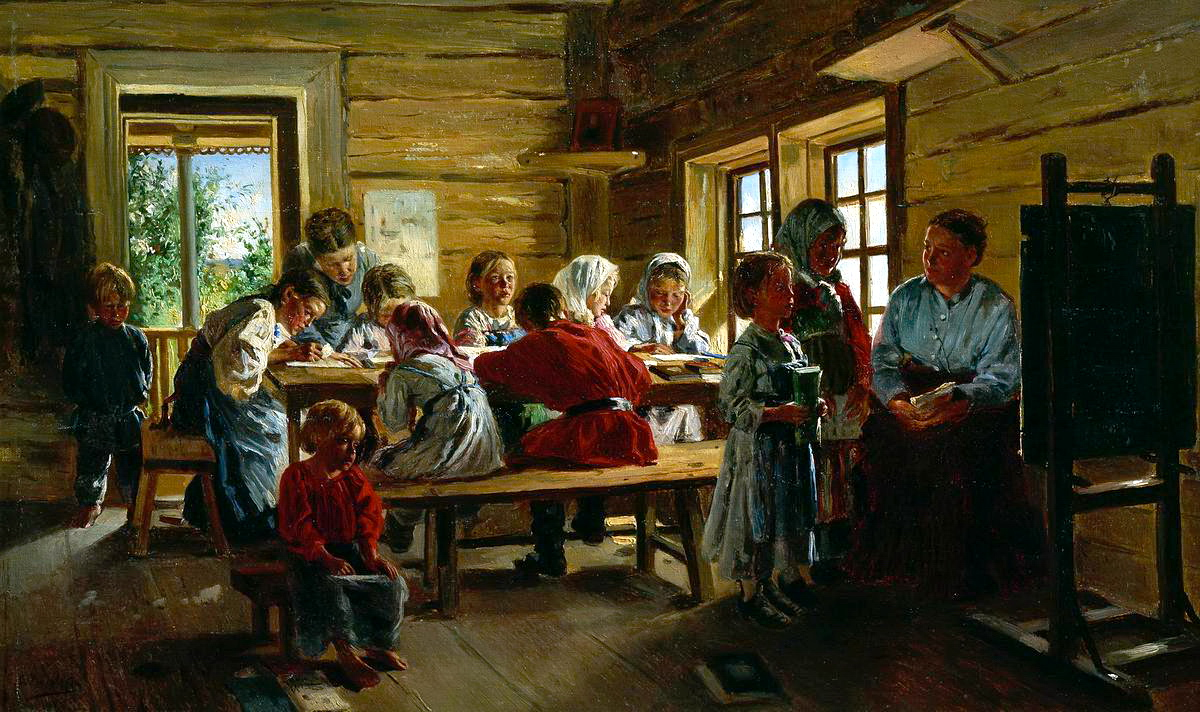
«В сельской школе», 1883 г. Тульский областной художественный музей
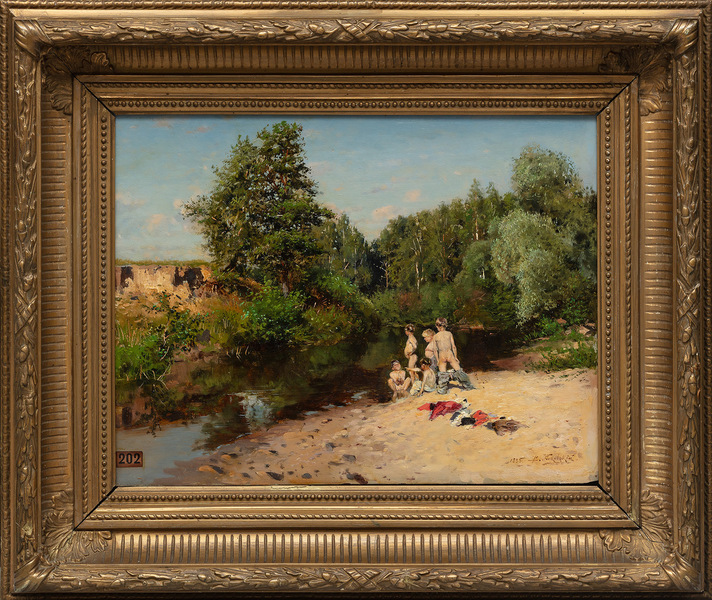
«Купающиеся мальчики», 1885 г. Частная коллекция
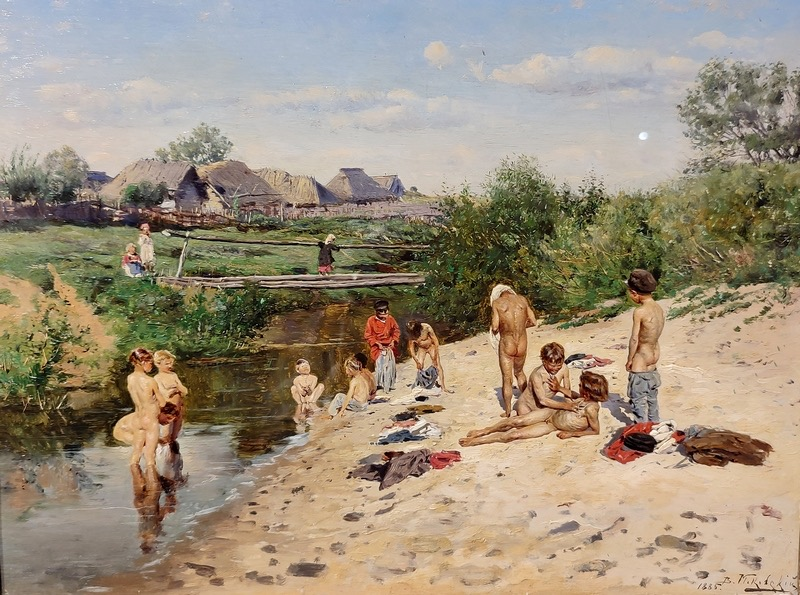
«Купающиеся мальчики», 1885 г. Частная коллекция
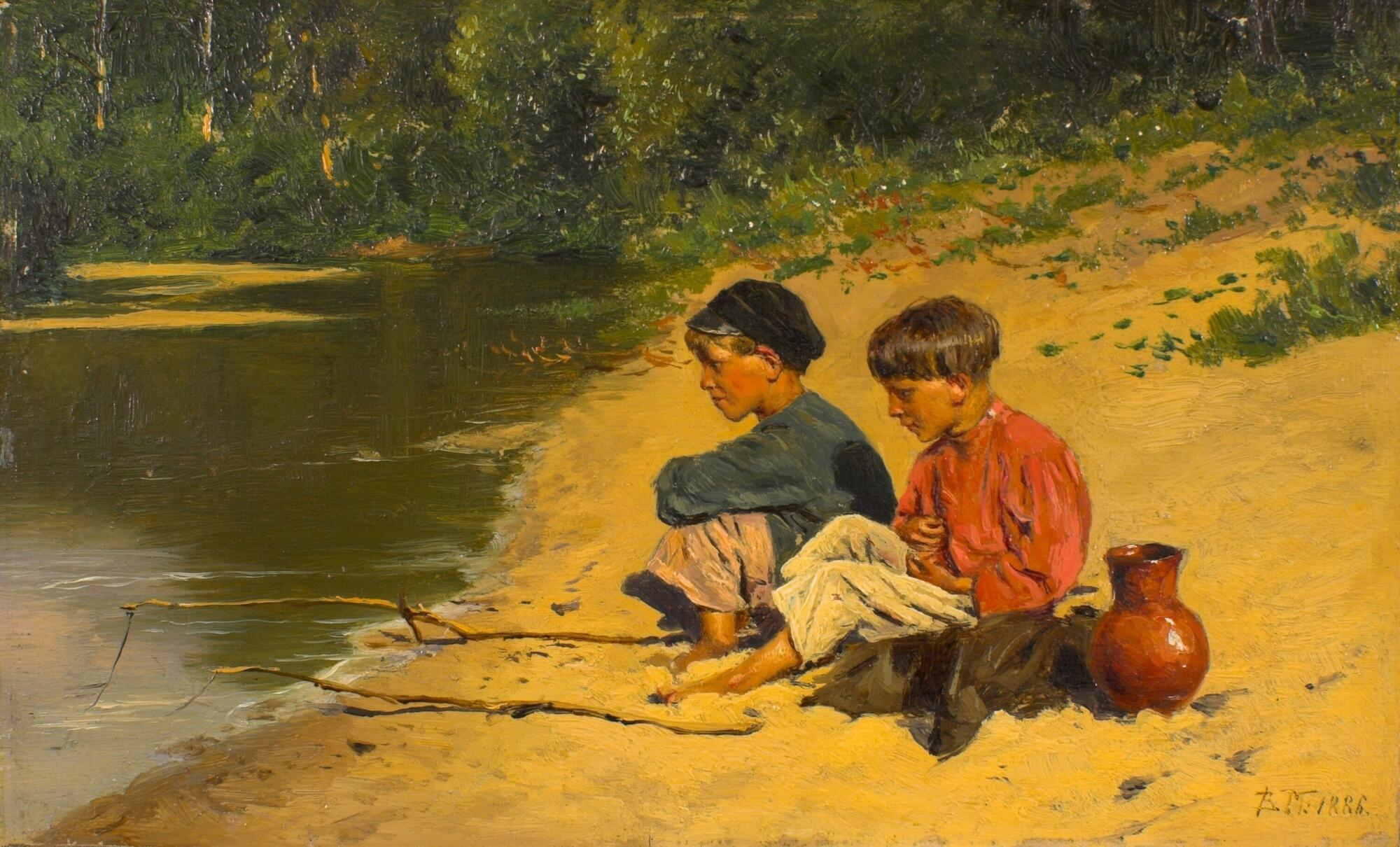
«Рыбачки», 1886 г. Красноярский государственный художественный музей имени В. И. Сурикова
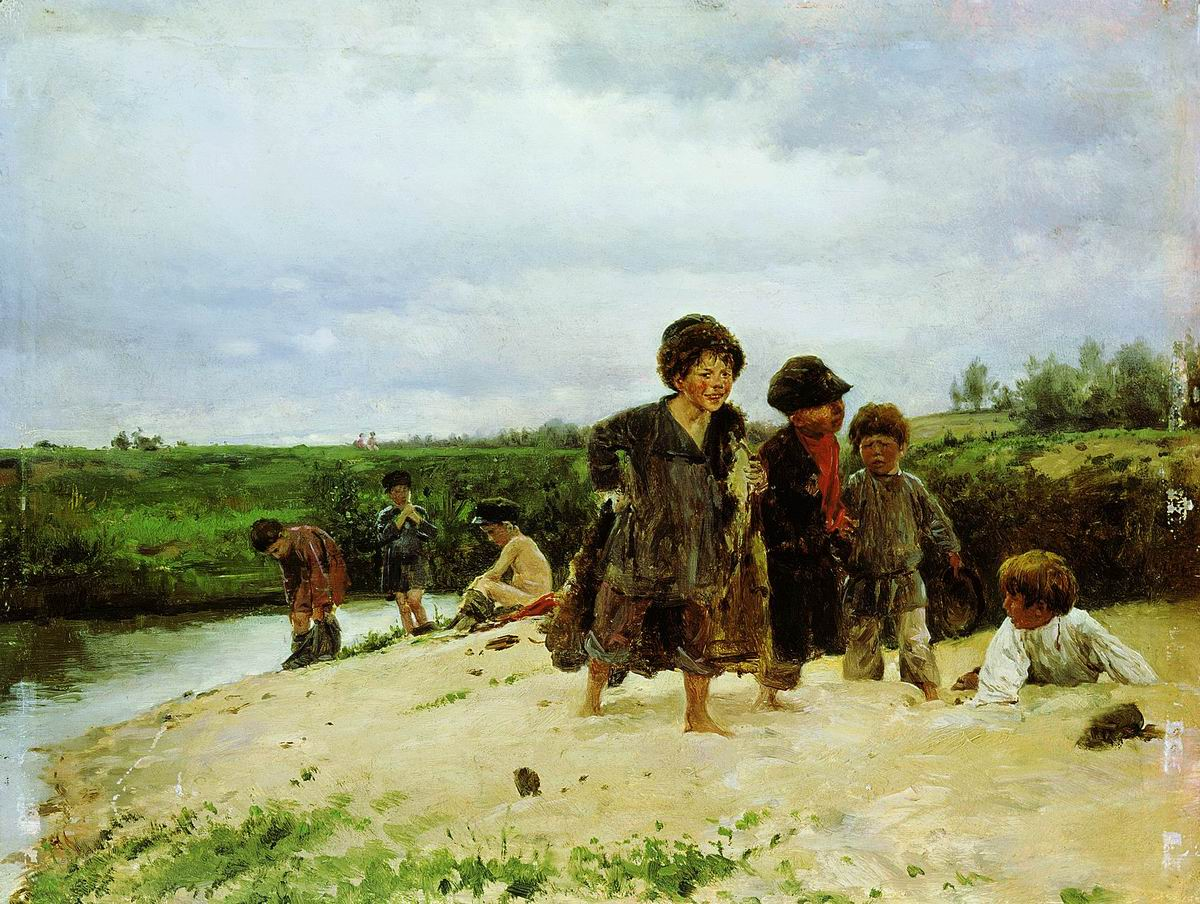
«От дождя», 1887 г. Ульяновский областной художественный музей

#### Передвижники
В 1872 году Владимир Маковский стал членом Товарищества передвижных художественных выставок. С самого начала был одним из наиболее деятельных членов Товарищества, участвовал почти во всех выставках, а с 1874 года его избрали членом правления.

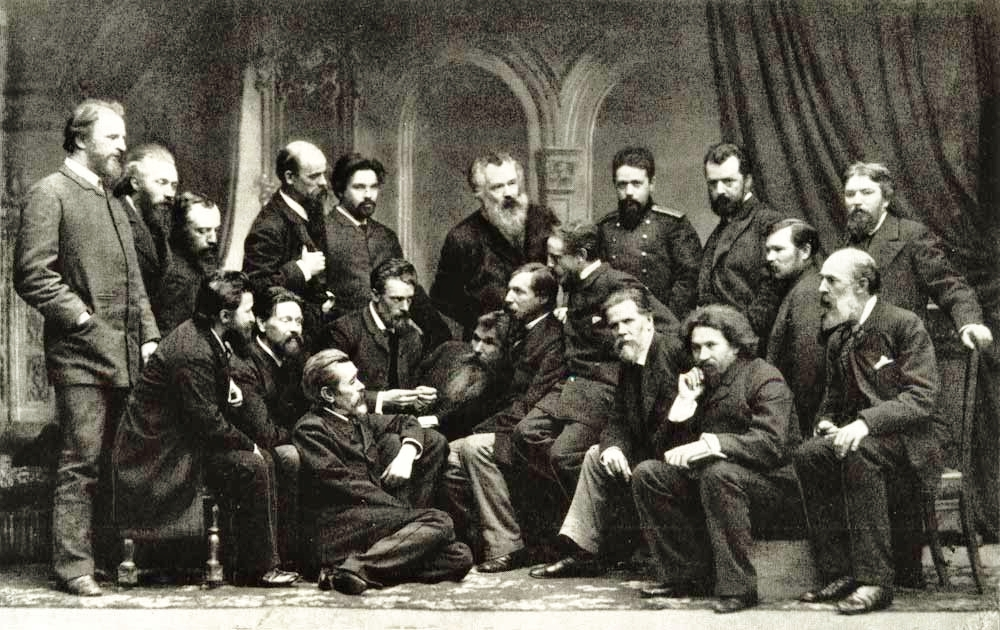
Фотография группы членов ТПХВ (1886 г.). Сидят (слева направо): С. Н. Аммосов, А. А. Киселёв, Н. В. Неврев, В. Е. Маковский, А. Д. Литовченко, И. М. Прянишников, К. В. Лемох, И. Н. Крамской, И. Е. Репин, П. А. Ивачёв (заведующий передвижной выставкой), Н. Е. Маковский. Стоят (слева направо): Г. Г. Мясоедов, К. А. Савицкий, В. Д. Поленов, Е. Е. Волков, В. И. Суриков, И. И. Шишкин, Н. А. Ярошенко, П. А. Брюллов, А. К. Беггров
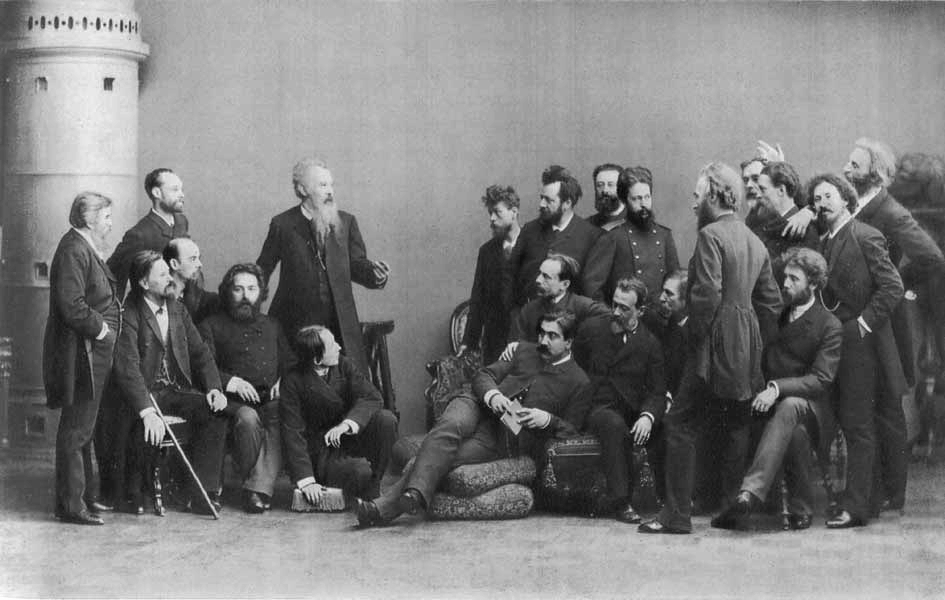
Фотография группы членов ТПХВ (1888 г.). Стоят: (слева направо) — А. К. Беггров, Н. Н. Дубовской, И. И. Шишкин, В. М. Максимов, П. А. Брюллов, Л. В. Позен, Н. А. Ярошенко, К. А. Савицкий, Н. В. Неврев, В. Е. Маковский, И. Е. Репин, Г. Г. Мясоедов. Сидят (слева направо) — А. А. Киселёв, Е. Е. Волков, А. И. Куинджи, А. М. Васнецов, Н. Д. Кузнецов, К. В. Лемох, М. П. Клодт, И. М. Прянишников, Н. К. Бодаревский

Принял участие в написании натюрморта в соавторстве с И. Е. Репиным и В. Д. Поленовым.

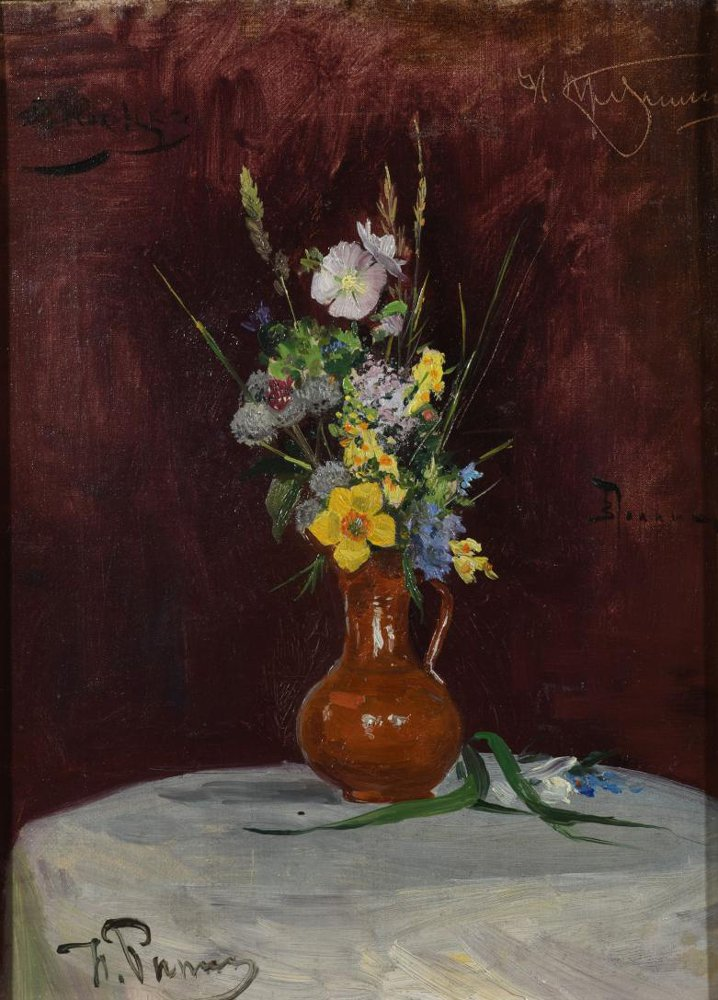
«Букет», конец XIX в. Музей-усадьба И. Е. Репина «Пенаты»

#### Бытовой жанр
Владимир Маковский является одним из крупнейших представителей бытового жанра в изобразительном искусстве России пореформенной эпохи.
В 1873 году за картину «Любители соловьев» Владимир Маковский получил первую премию Общества поощрения художников и был произведён Академией художеств в академики «за отличные познания в живописи народных сцен». Картина была выставлена на Всемирных выставках в Вене в 1873 г. и в Париже в 1878 г., где также привлекла всеобщее внимание.
Фёдор Достоевский о творчестве Владимира Маковского: «…если нам есть чем-нибудь погордиться, что-нибудь показать, то уж, конечно, из нашего жанра… в этих маленьких картинках, по-моему, есть даже любовь к человечеству, не только к русскому в особенности, но даже и вообще». Сергей Дягилев напротив называл жанровые картины Владимира Маковского «тысяча первой раскрашенной банальностью».

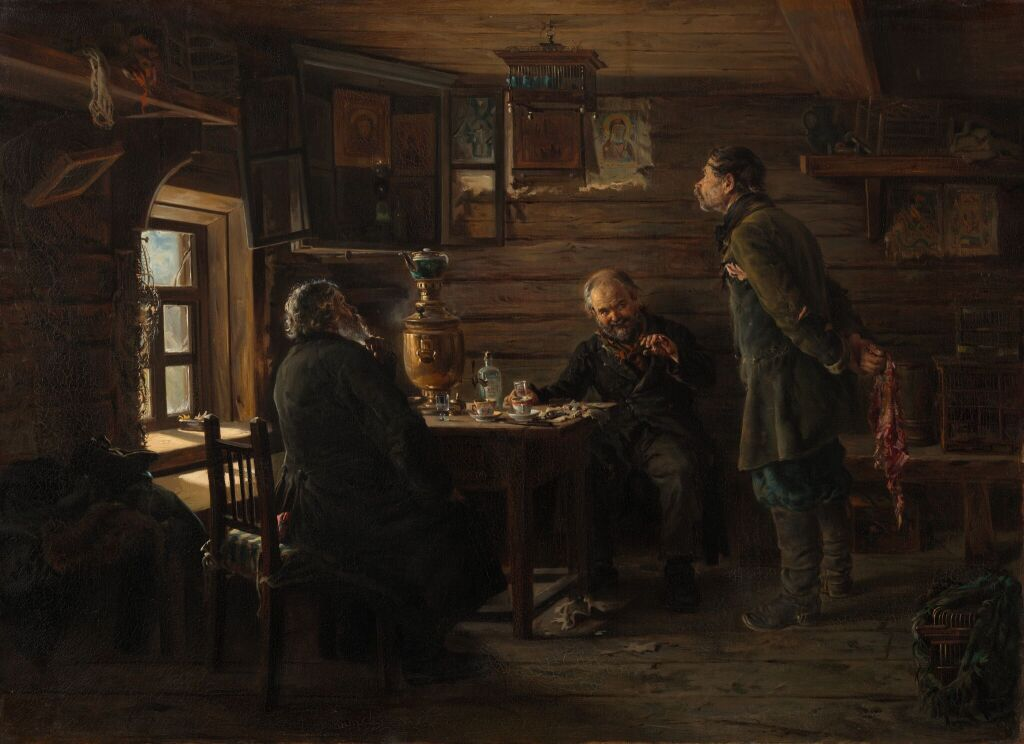
«Любители соловьев», 1872-1873 гг. Третьяковская галерея
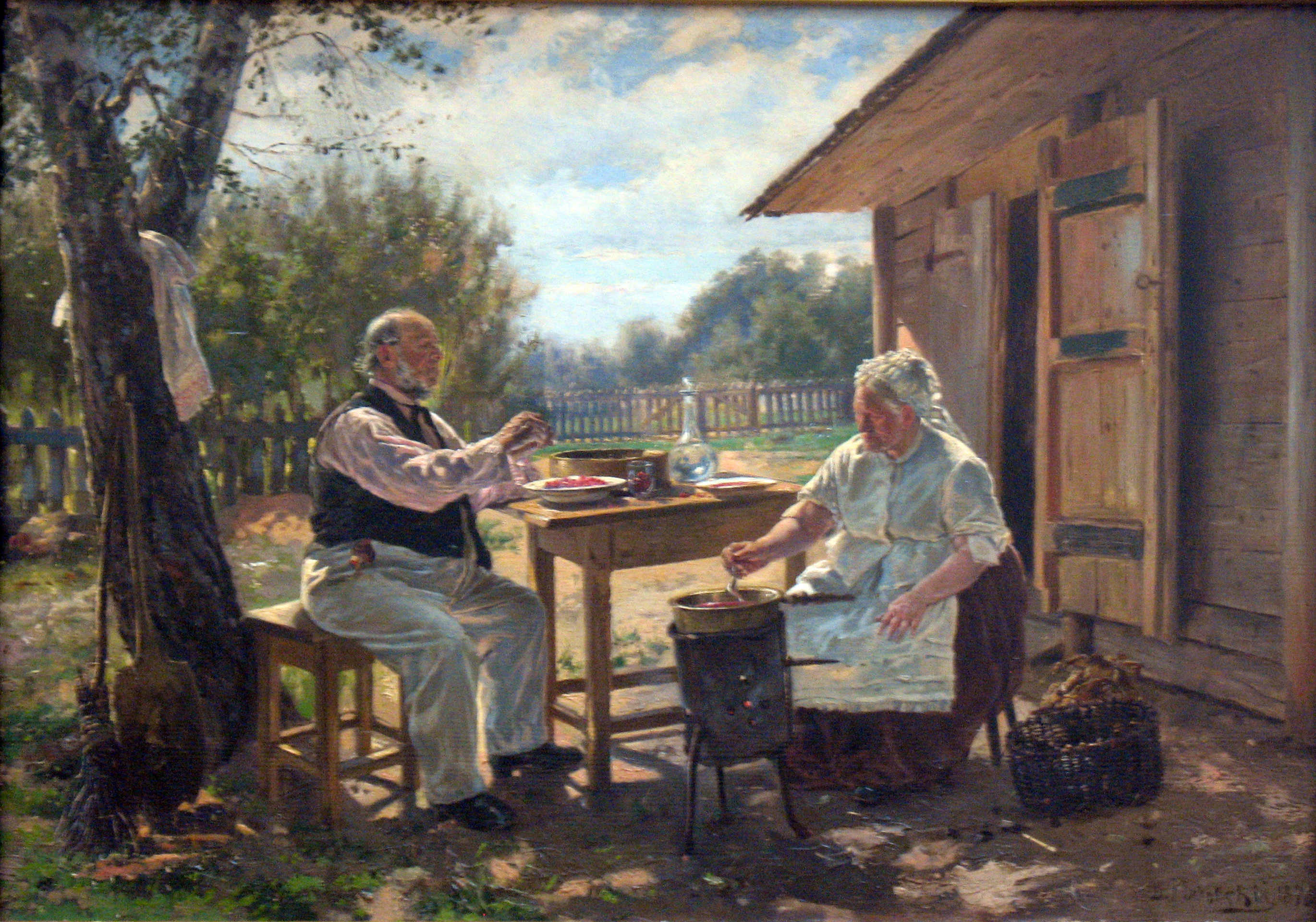
«Варят варенье», 1876 г. Третьяковская галерея
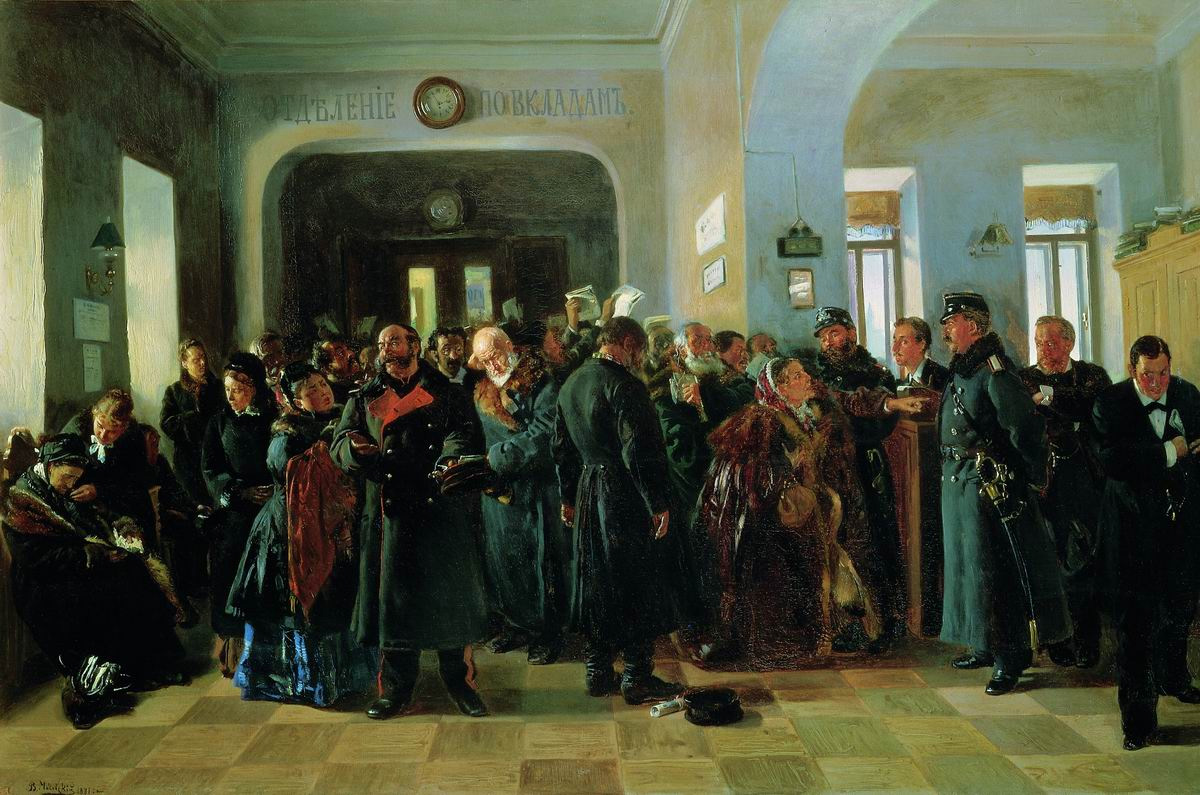
«Крах банка», 1881 г. Третьяковская галерея
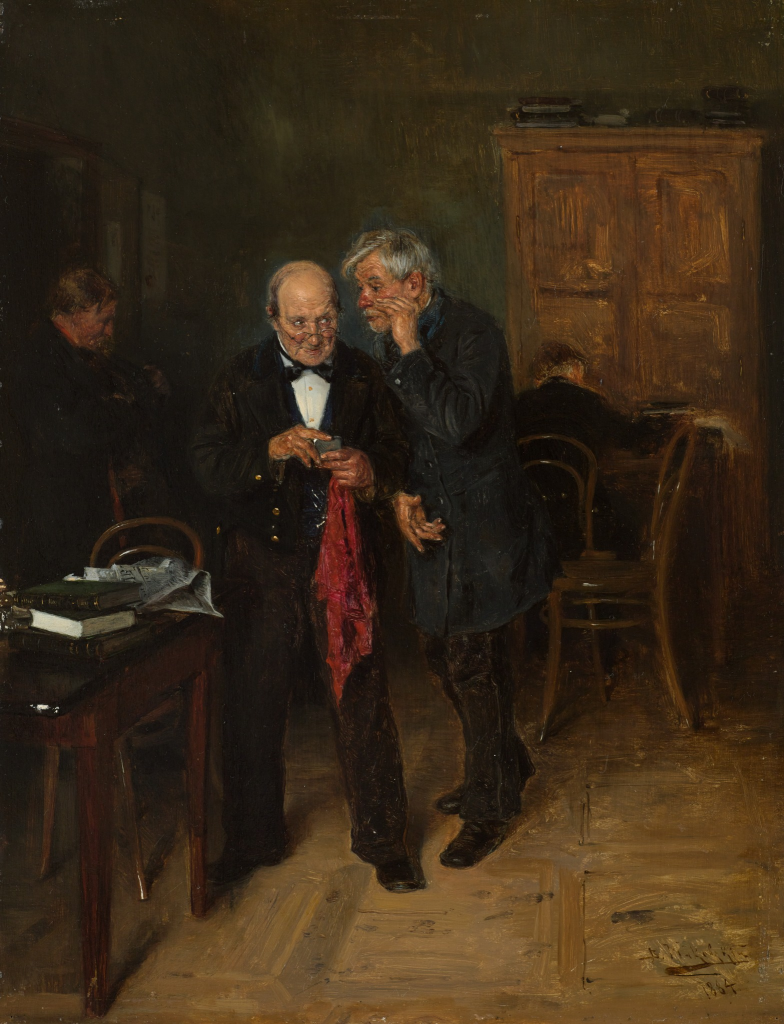
«Секрет», 1884 г. Третьяковская галерея
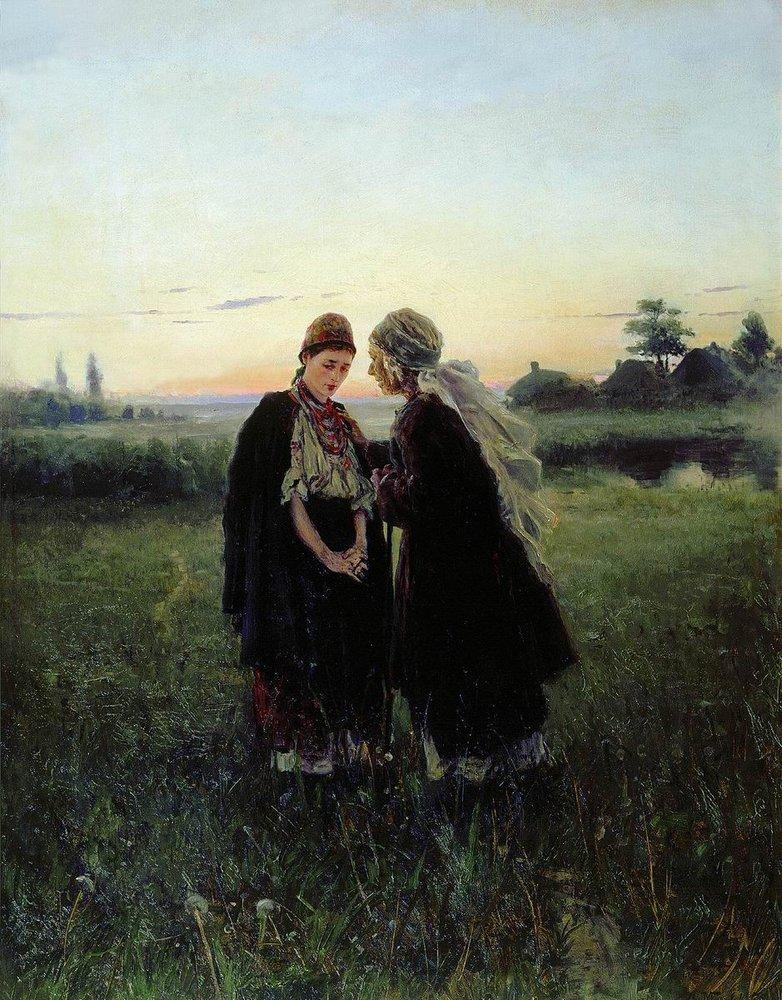
«Мать и дочь», 1886 г. Третьяковская галерея
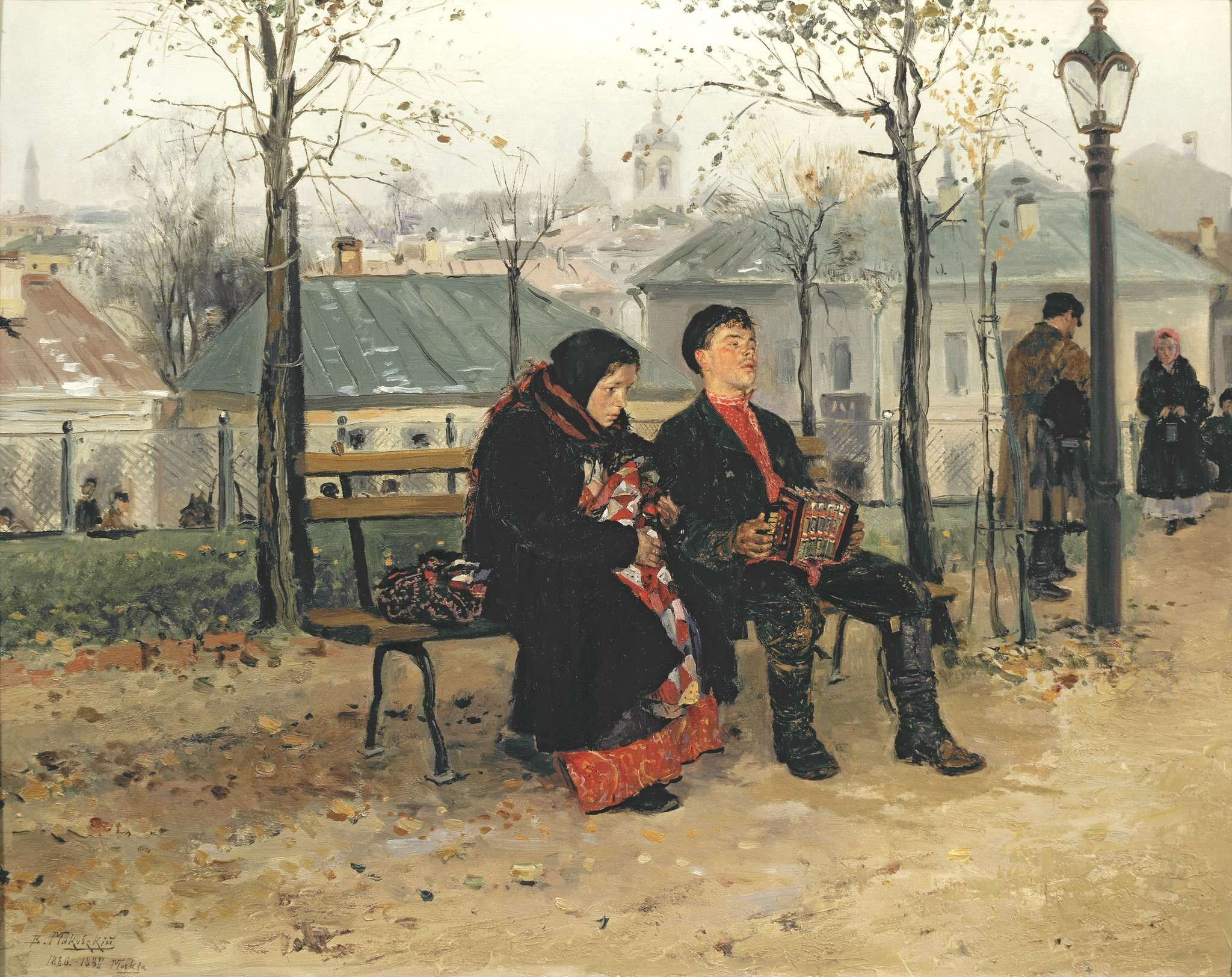
«На бульваре», 1886 г. Третьяковская галерея
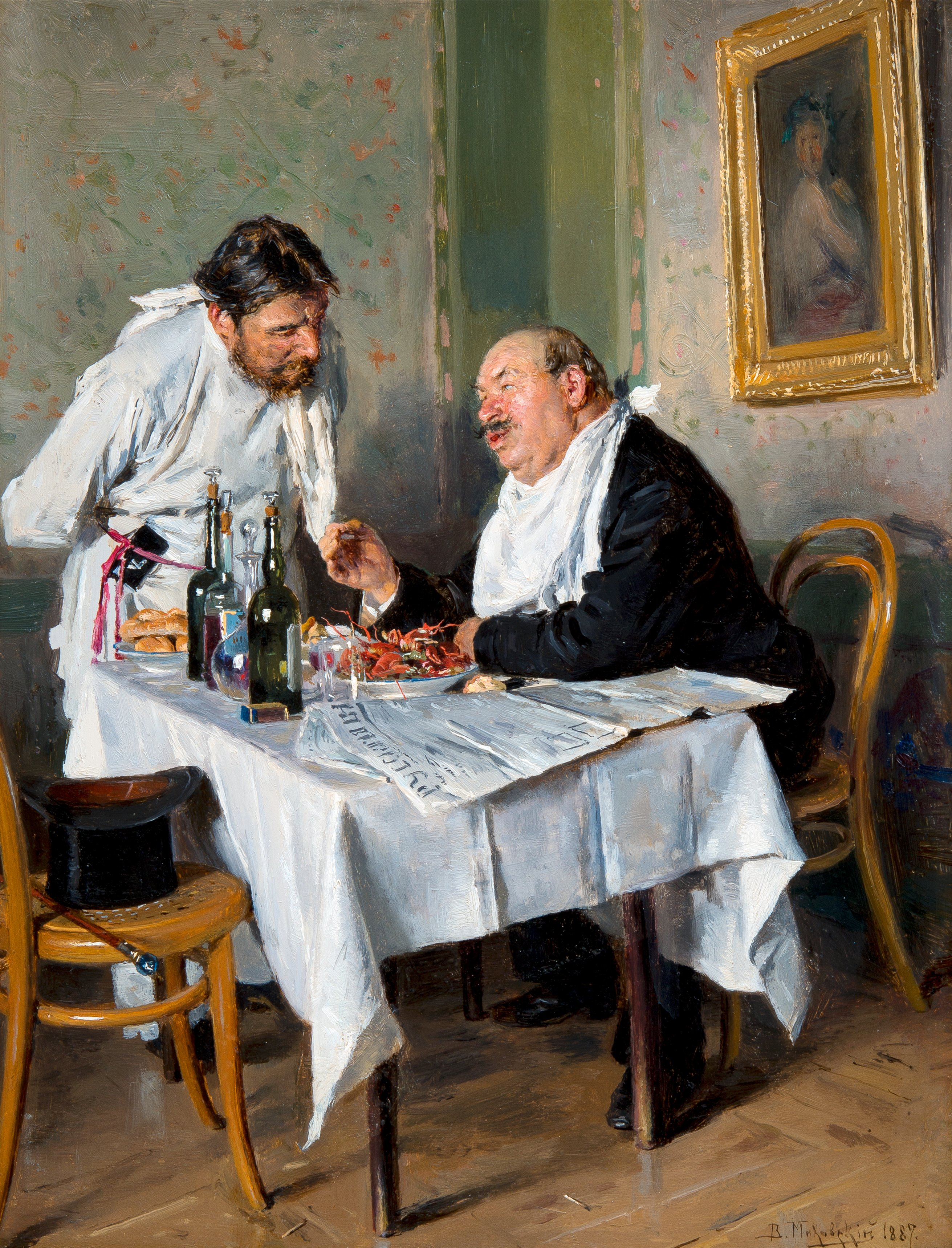
«В трактире», 1887 г. Частная коллекция
«Свёкор», 1888 г. Музеи Вирумаа, Таллин, Эстония
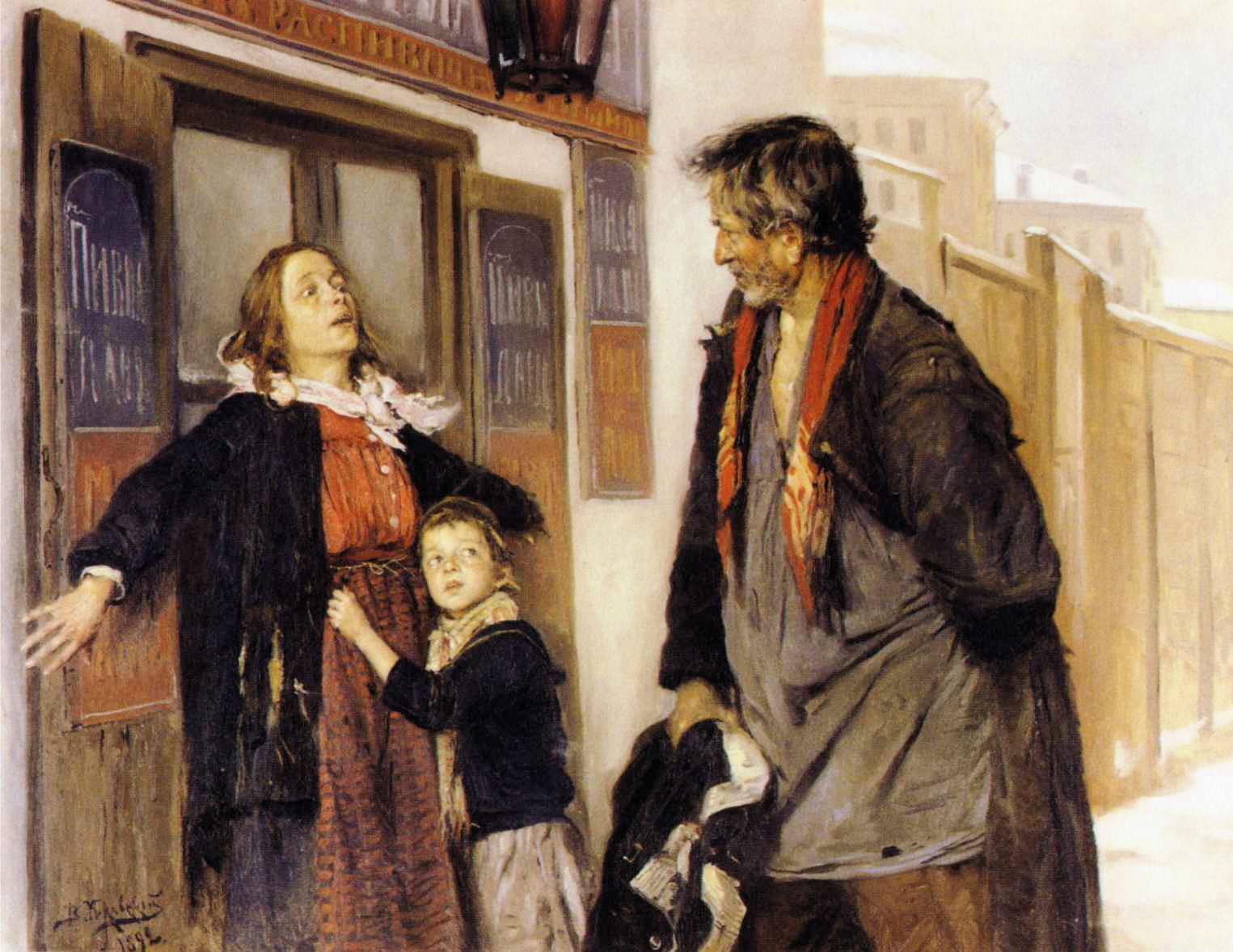
«Не пущу!», 1892 г. Киевская картинная галерея
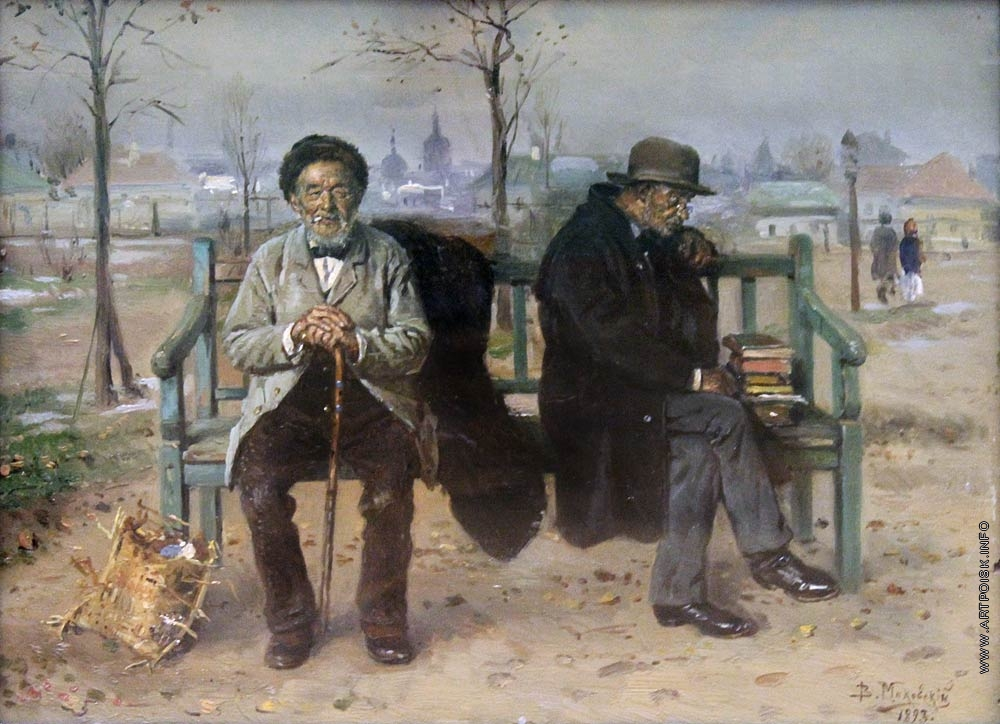
«Оптимист и пессимист», 1893 г. Национальный художественный музей Республики Беларусь
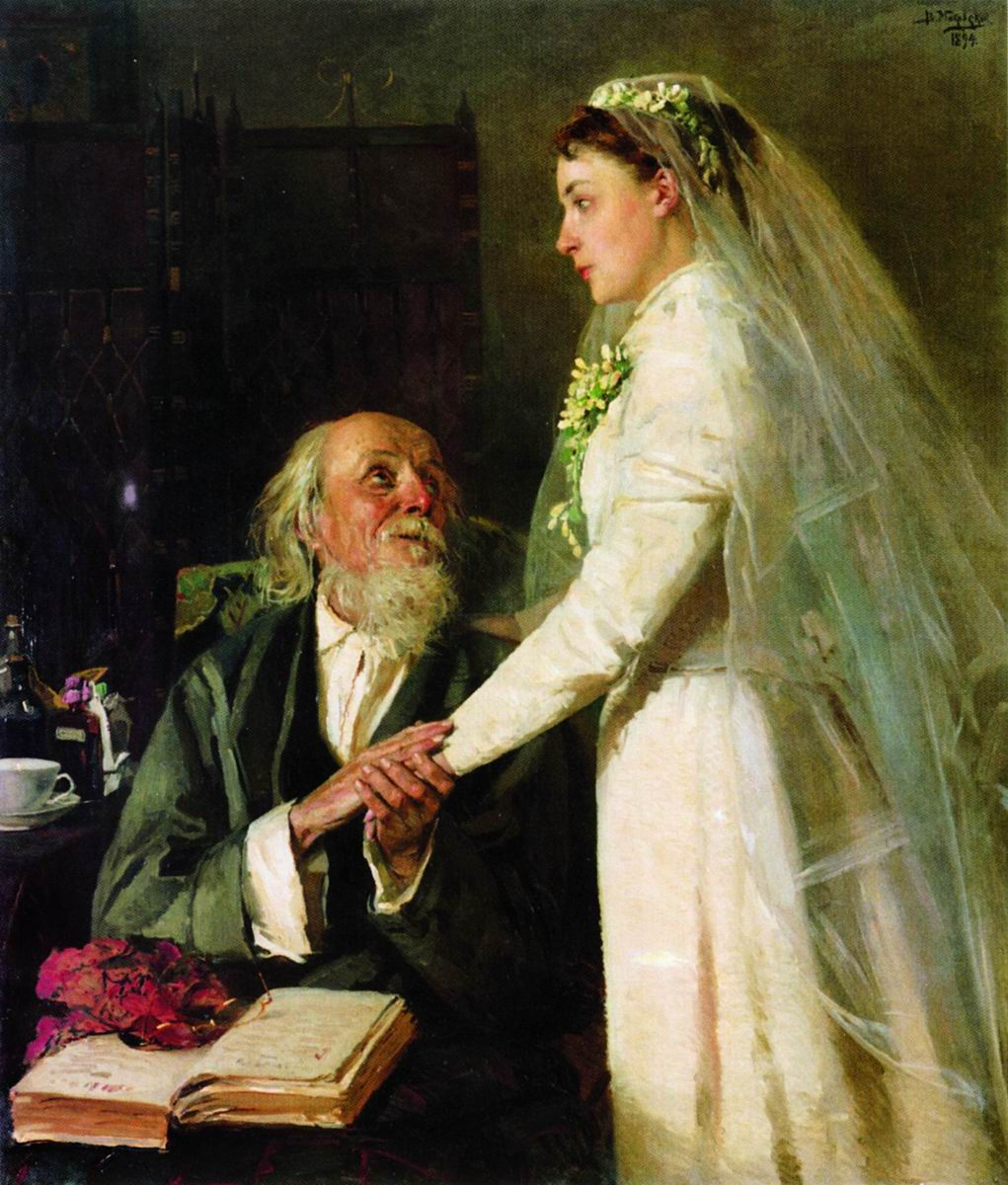
«К венцу. Прощание», 1894 г. Самарский областной художественный музей
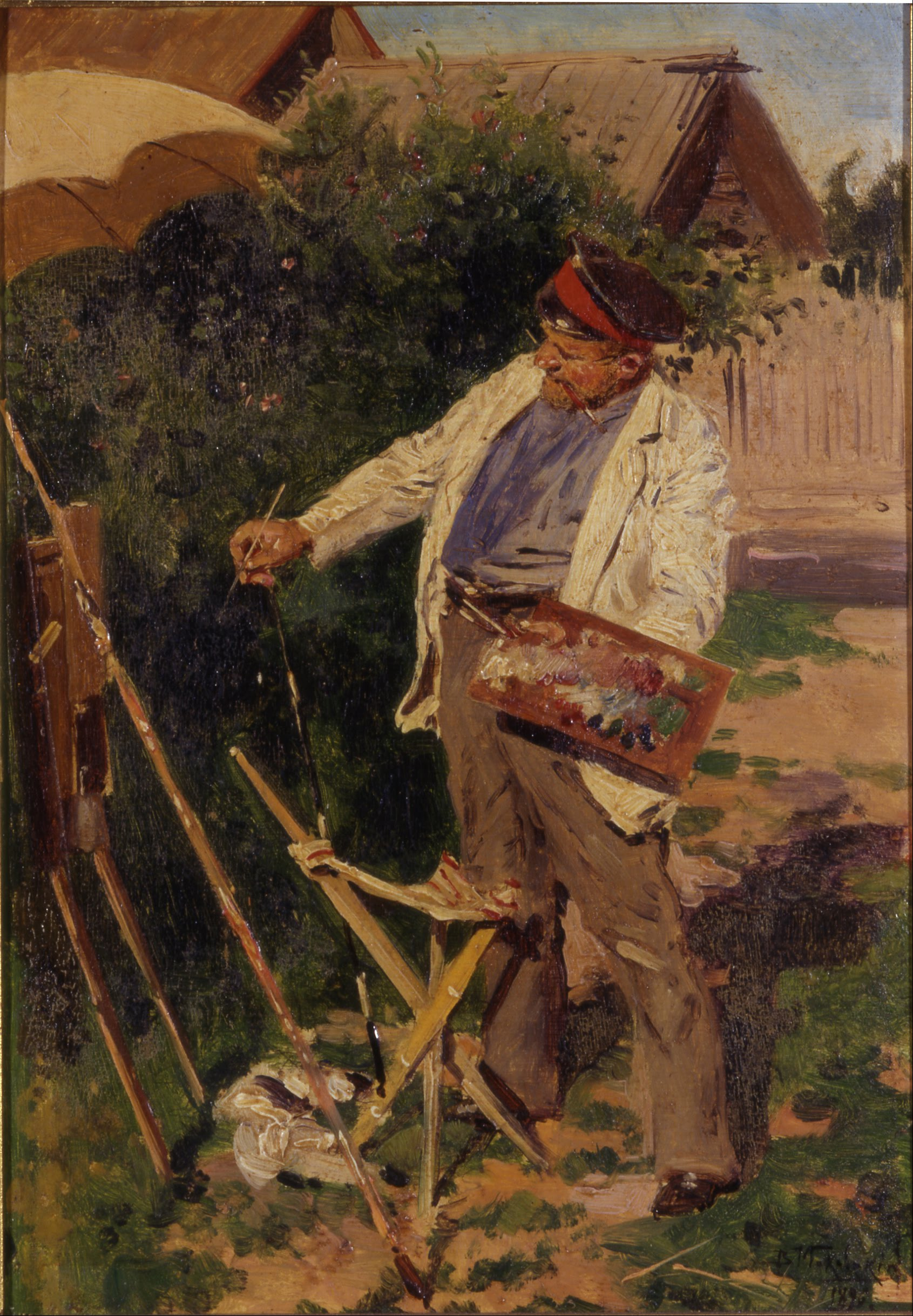
«Дилетант», 1896 г. Художественный музей Джейн Ворхиз Зиммерли, Ратгерский университет,  Нью-Брансуик, штат Нью-Джерси, США
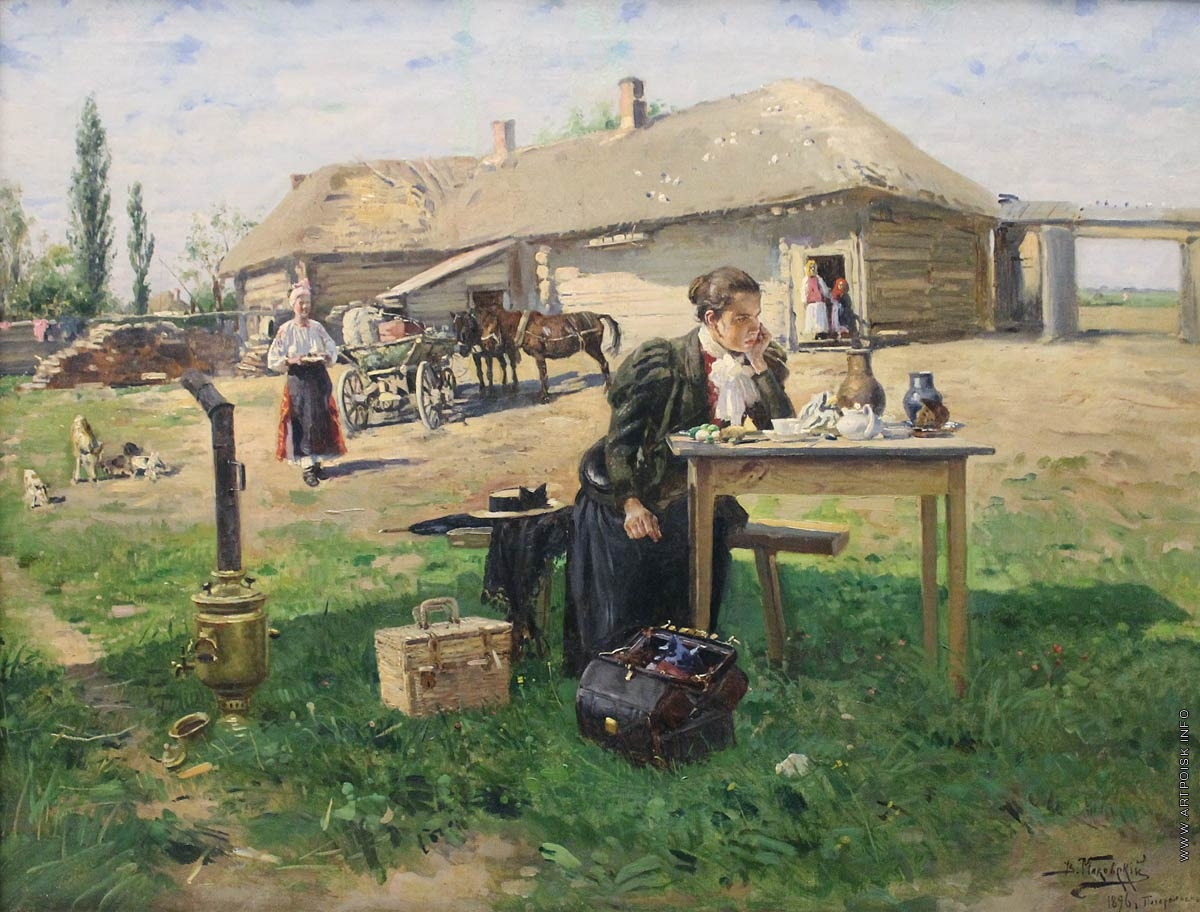
«Приезд учительницы», 1896 г. Национальный художественный музей Республики Беларусь
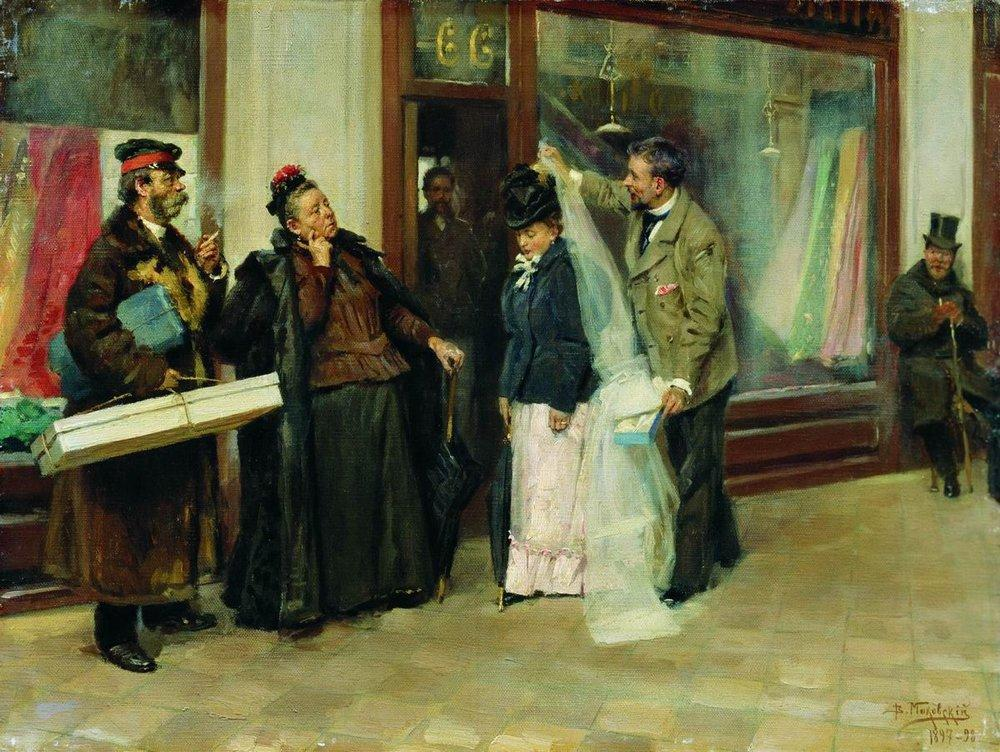
«Выбор приданного», 1897-1898 гг. Харьковский художественный музей
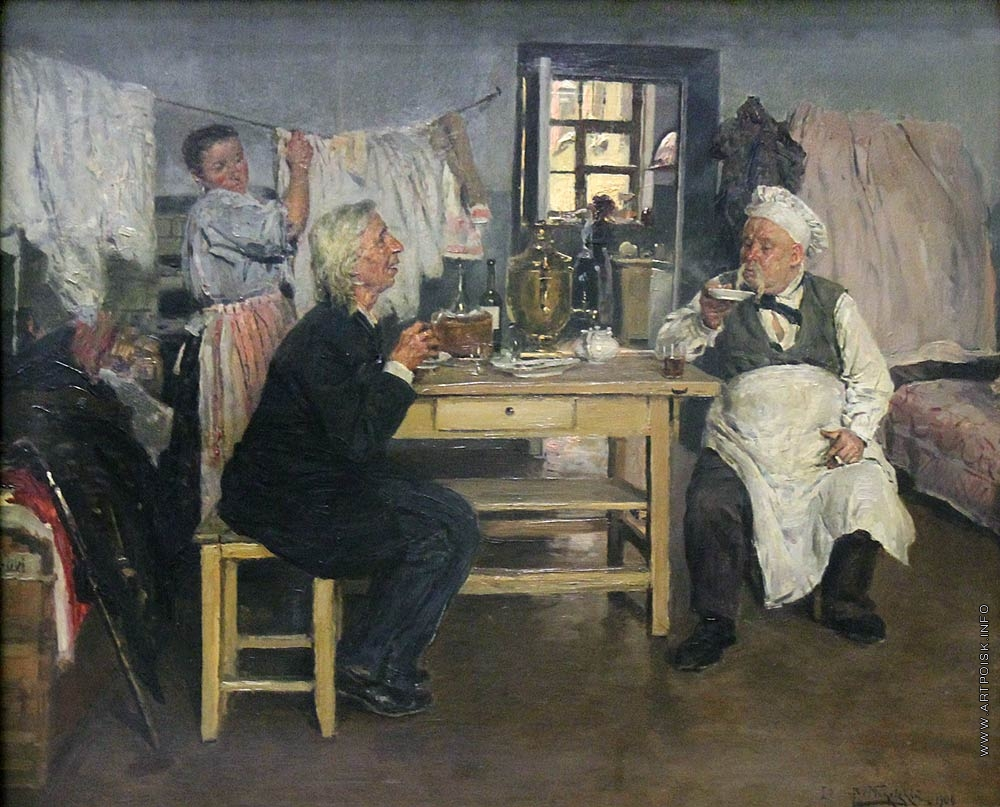
«Беседа. Идеалист-практик и материалист-теоретик», 1900 г. Национальный художественный музей Республики Беларусь
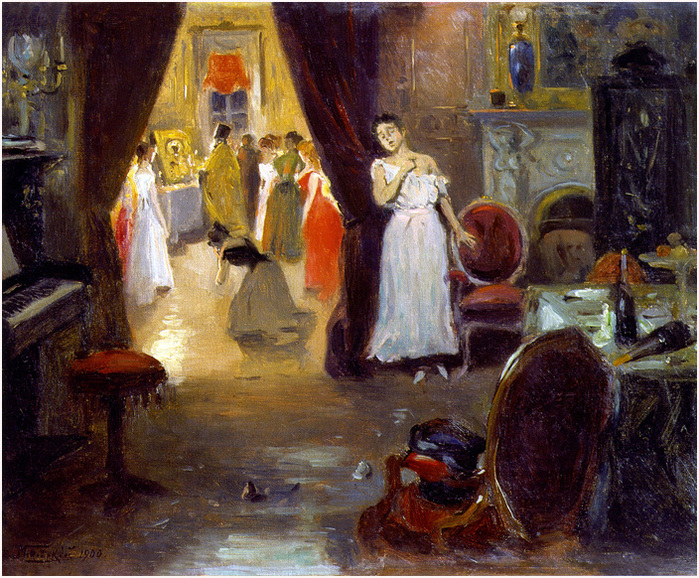
«Освящение публичного дома» (эскиз), 1900 г. Государственный музей истории религии

#### Социальная тематика
В своём творчестве Владимир Маковский неоднократно затрагивал и острые социальные и политические вопросы нищеты и народного протеста.

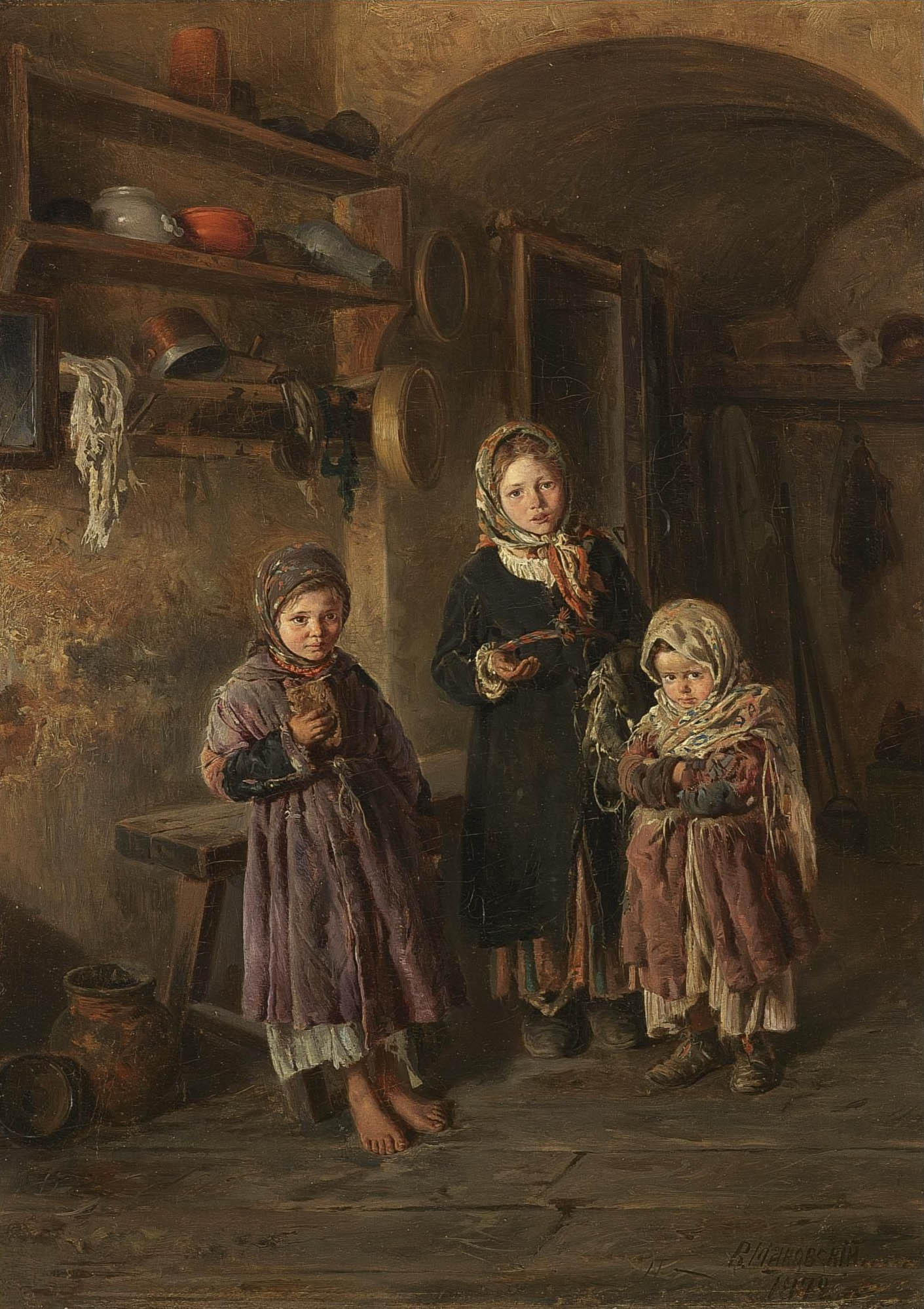
«Беспризорные дети», 1872 г. Частная коллекция
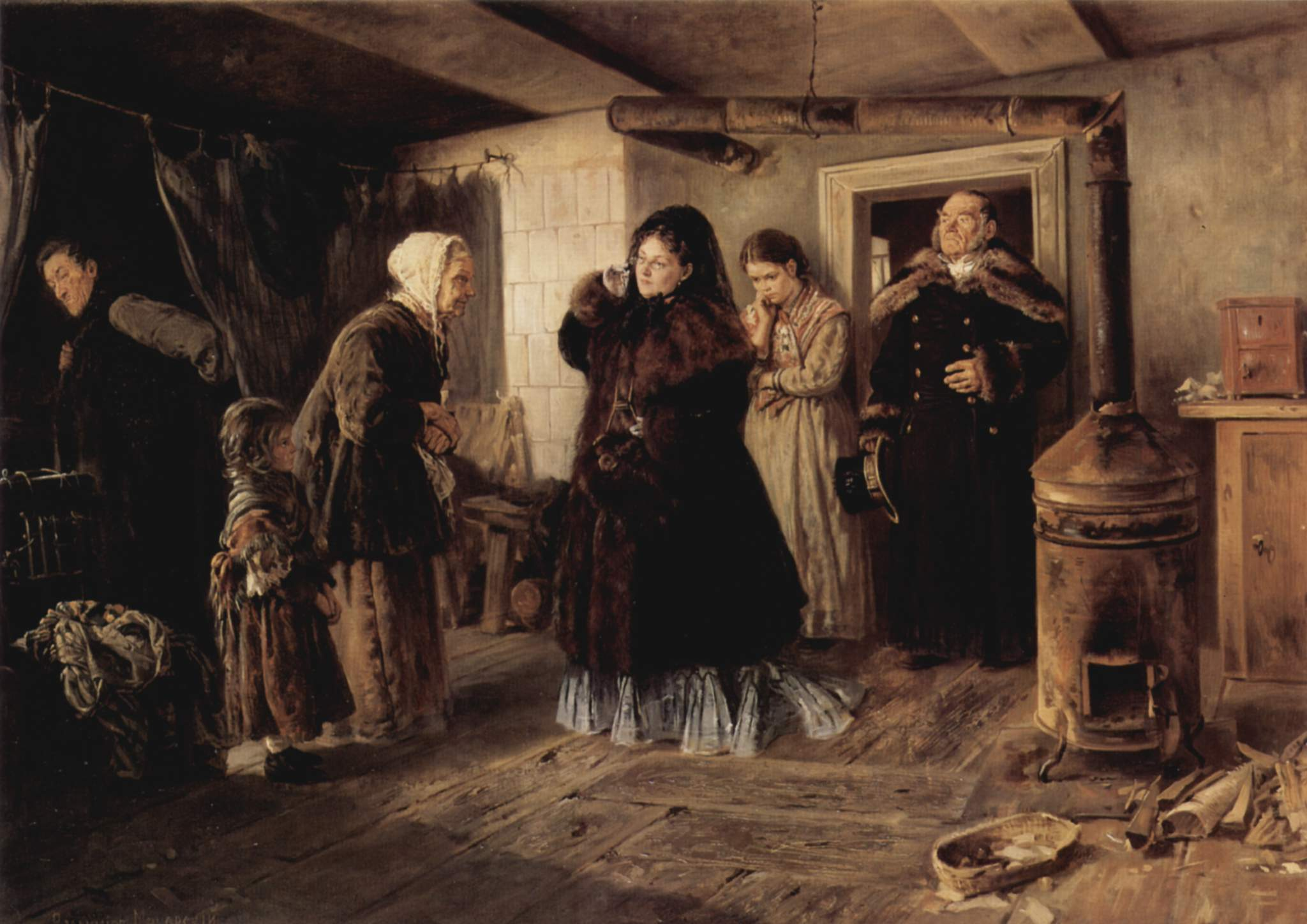
«Посещение бедных» / «Благотворительница», 1874 г. Третьяковская галерея
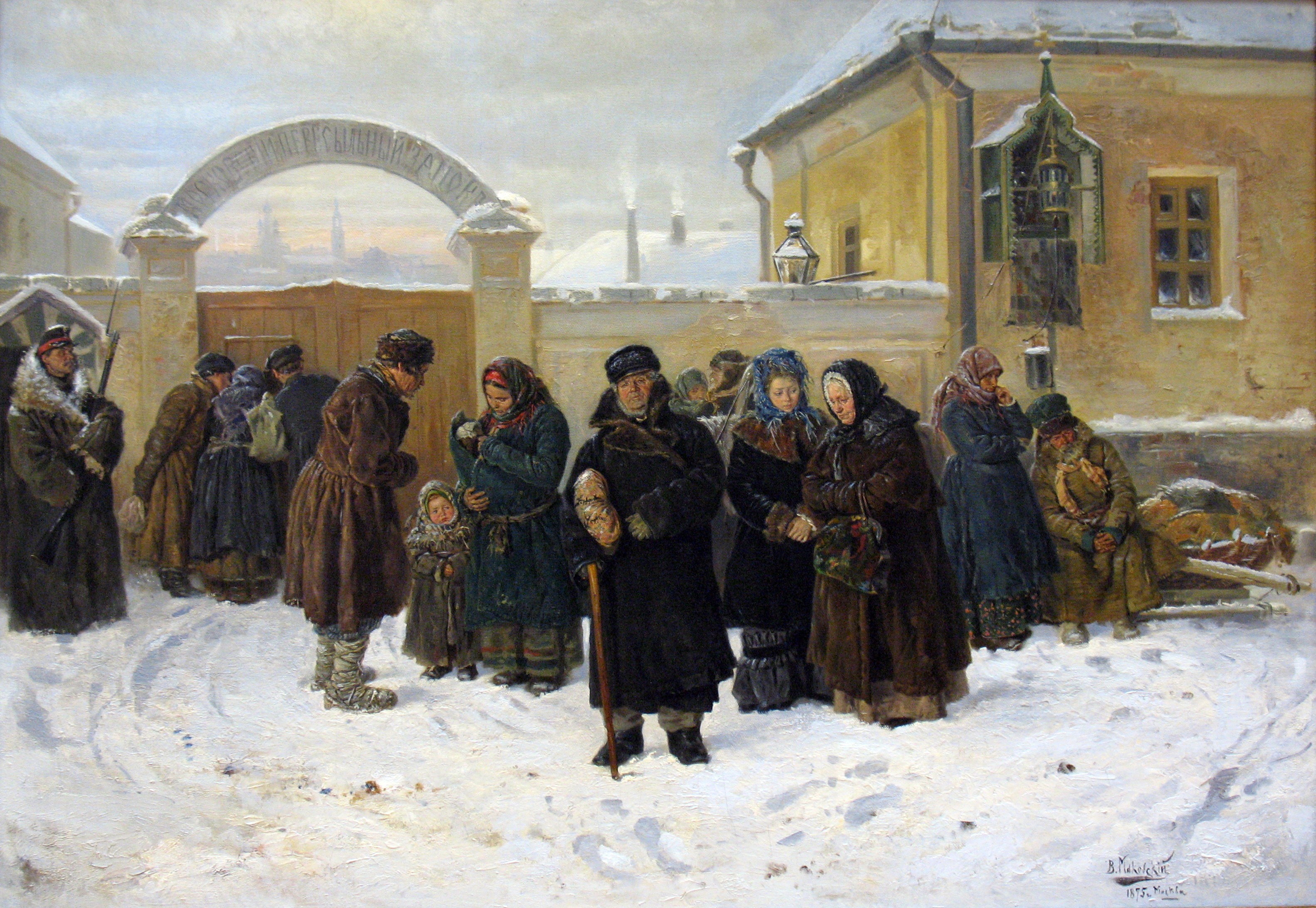
«Ожидание» / «У острога», 1875 г. Третьяковская галерея
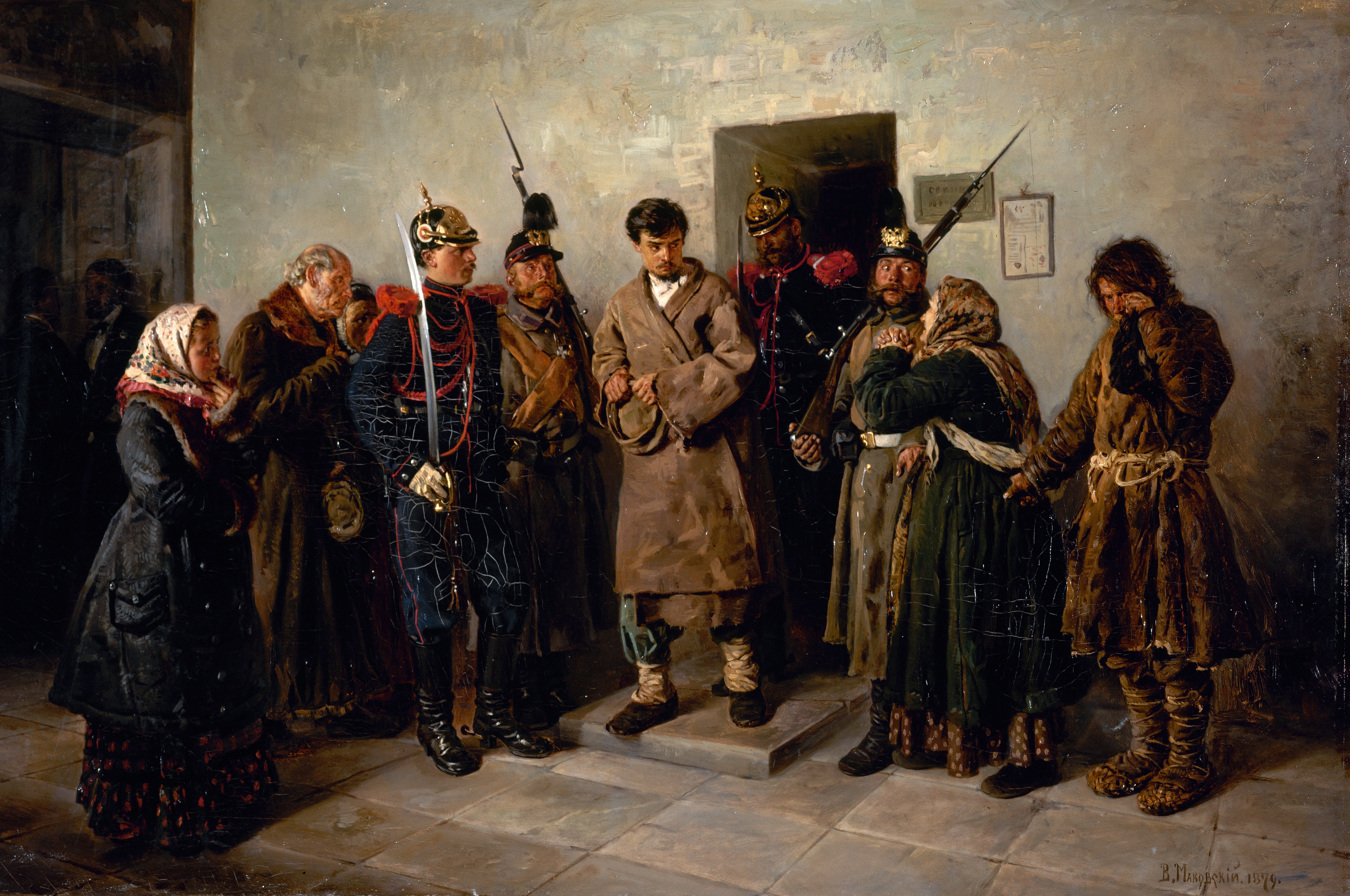
«Осужденный», 1879 г. Русский музей
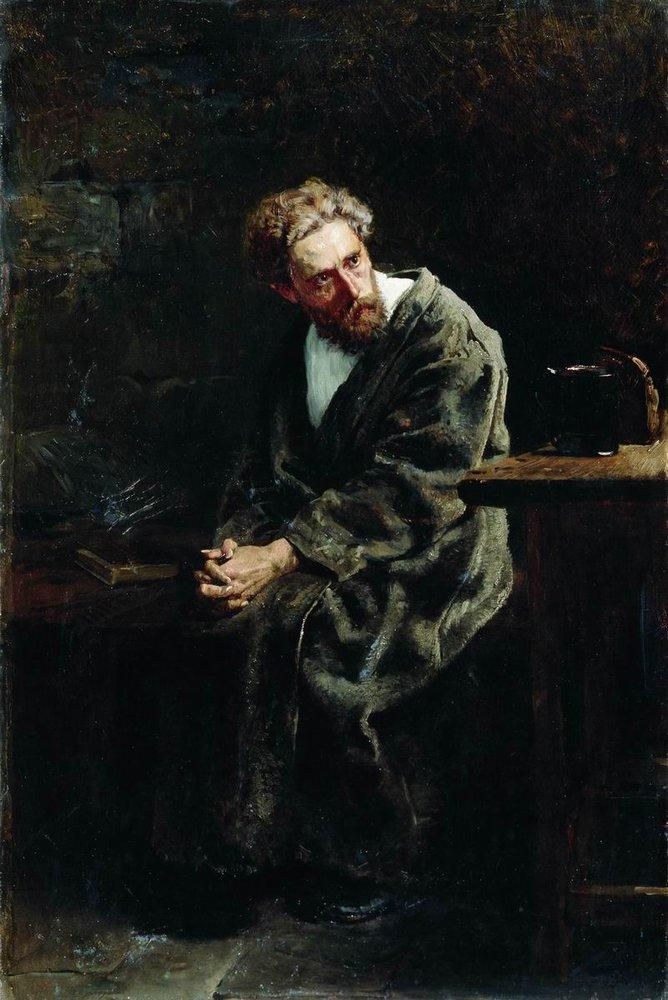
«Узник», 1882 г. Харьковский художественный музей
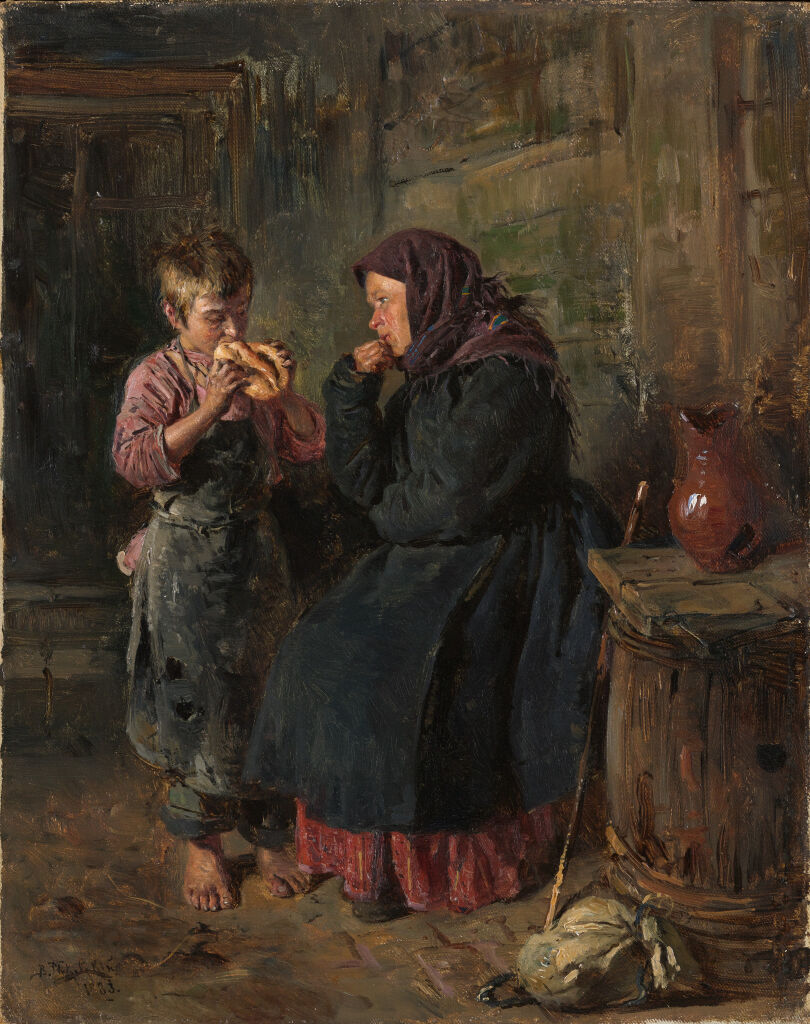
«Свидание», 1883 г. Третьяковская галерея
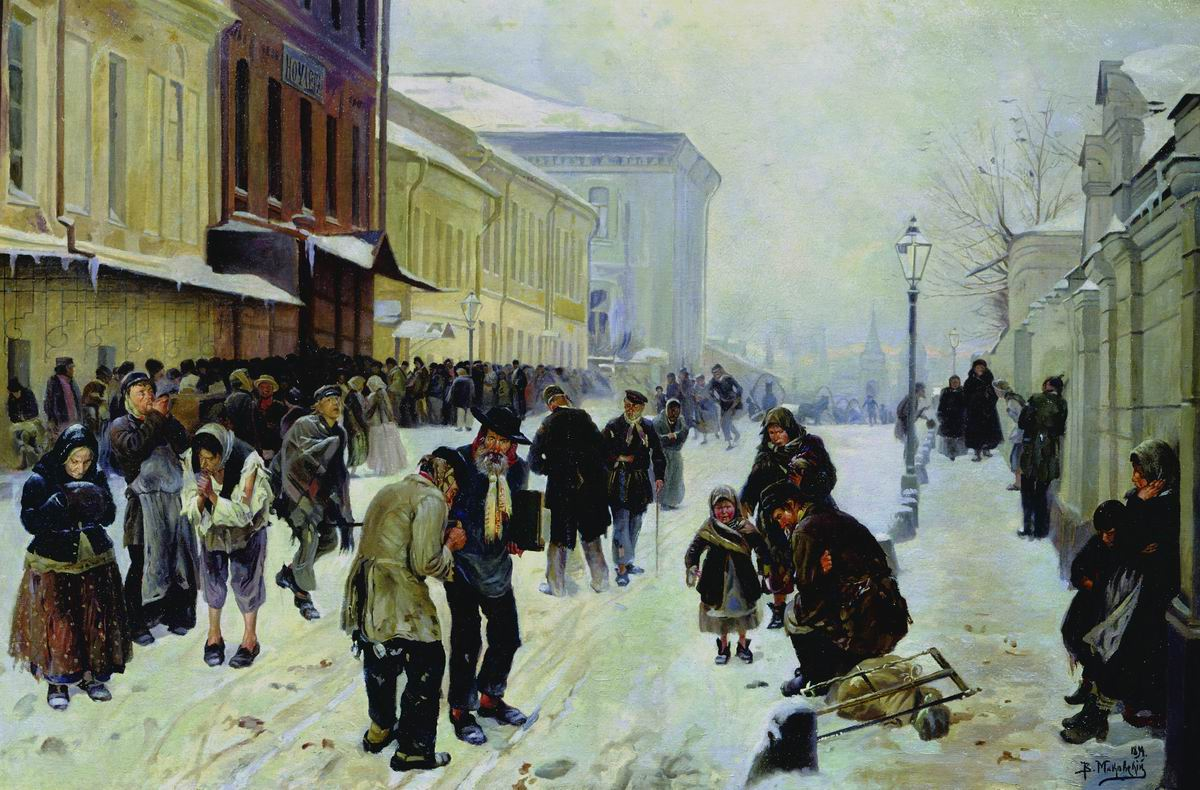
«Ночлежники» / «Ночлежный дом в Москве», 1889 г. Русский музей
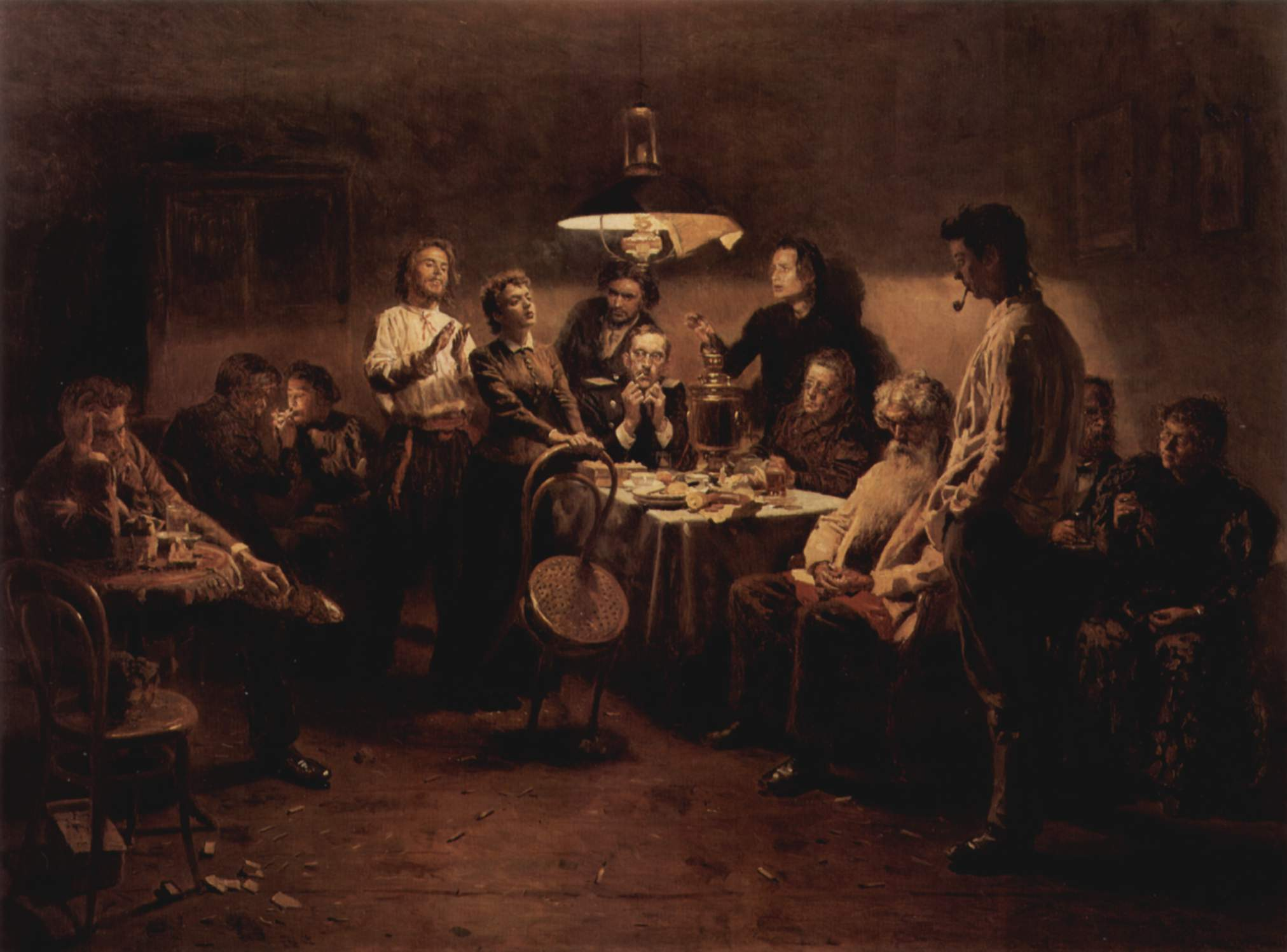
«Вечеринка», 1897 г. Третьяковская галерея
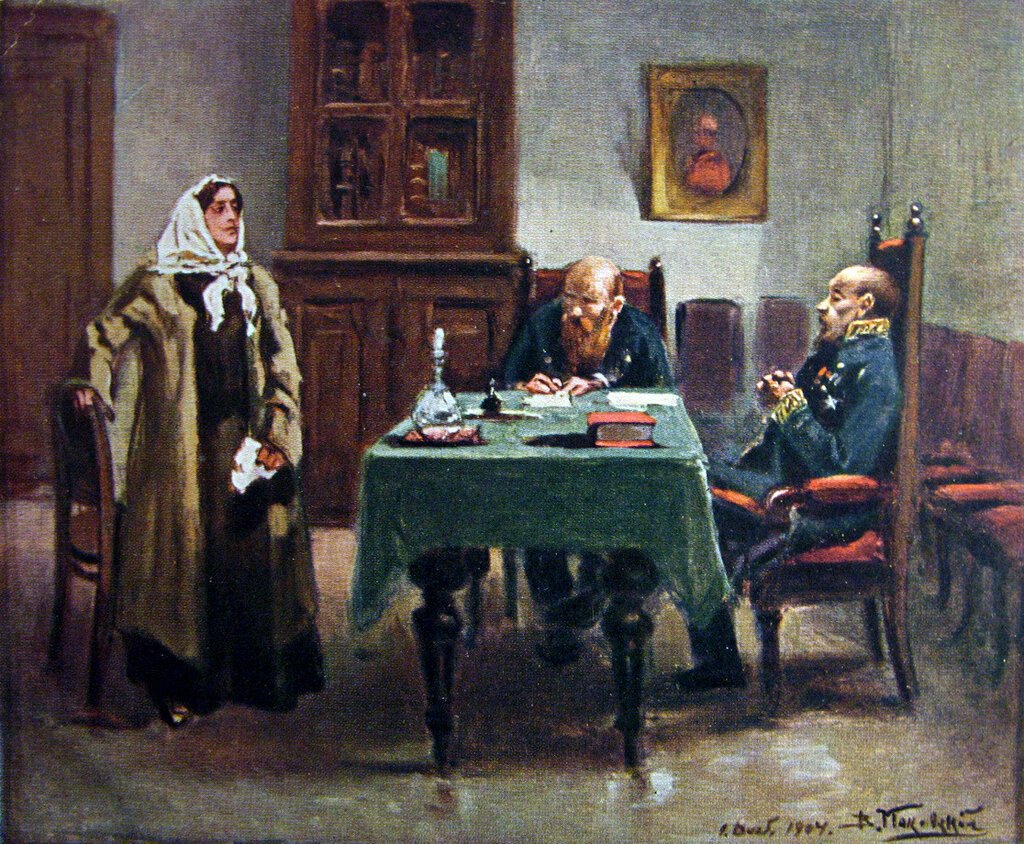
«Допрос революционерки», 1904 г. Государственный центральный музей современной истории России, Москва
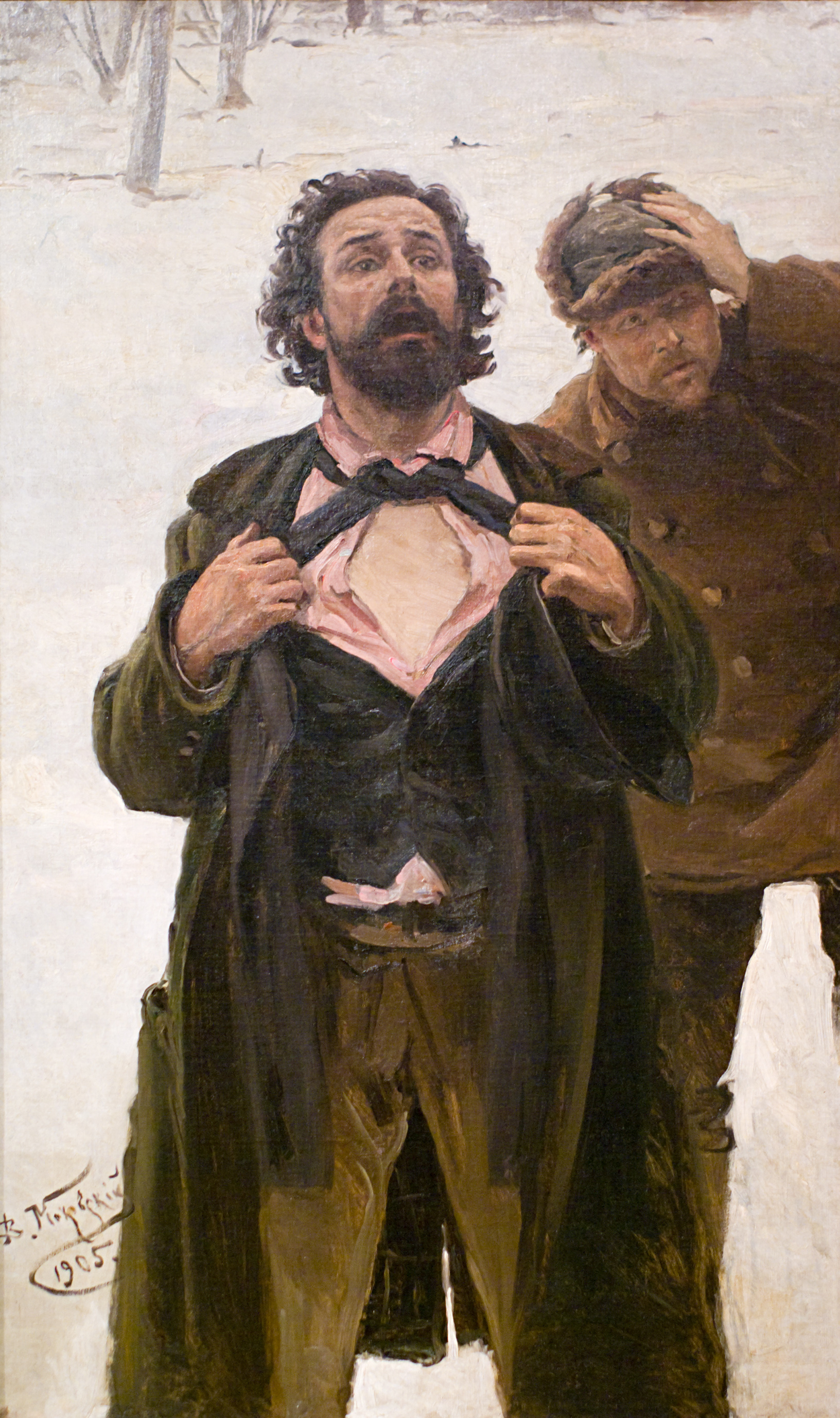
Этюд к картине «9 января 1905 года на Васильевском острове» / «Кровавое воскресенье», 1905 г. Государственный музей политической истории России, Санкт-Петербург
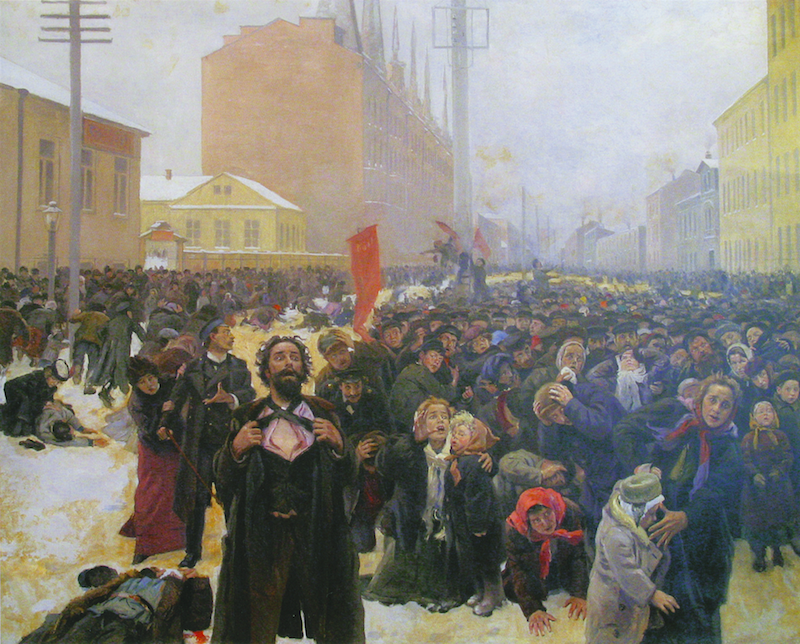
Этюд к картине «9 января 1905 года на Васильевском острове» / «Кровавое воскресенье», 1905 г. Частная коллекция Михаила Золотарёва
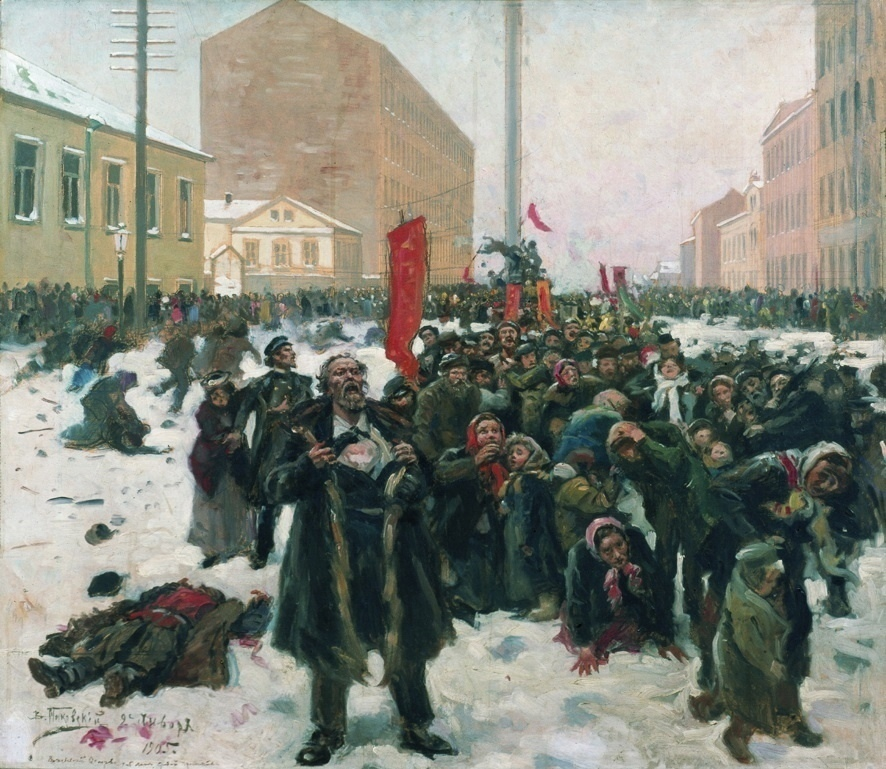
«9 января 1905 года на Васильевском острове» / «Кровавое воскресенье», 1905 г. Государственный центральный музей современной истории России, Москва

#### Книжная иллюстрация и альбомы
В 1871 году Владимир Маковский создаёт 14 иллюстраций к сборнику «Сказок дедушки Иринея» В. Ф. Одоевского. В 1871—1872 годах пишет 21 жанровую картину для альбома фотографий «Эпизоды Севастопольской жизни 1854—1855 годов», изданного к Политехнической выставке 1872 года. В 1882 году создаёт иллюстрации для издания «Сказки про Щелкуна и Мышиного царя» Эрнста Теодора Амадея Гофмана в переводе С. В. Флёрова.
В 1883—1885 годах Владимир Маковский вместе с 13 другими именитыми художниками своего времени участвует в создании иллюстраций к церемониальному альбому «Описание священного коронования их императорских величеств императора Александра Третьего и государыни императрицы Марии Феодоровны». Художник создает две акварели к шестой и седьмой главе «Описания…». Альбом был издан Экспедицией заготовления государственных бумаг в Санкт-Петербурге в 1885 году ограниченным тиражом в 500 экземпляров.

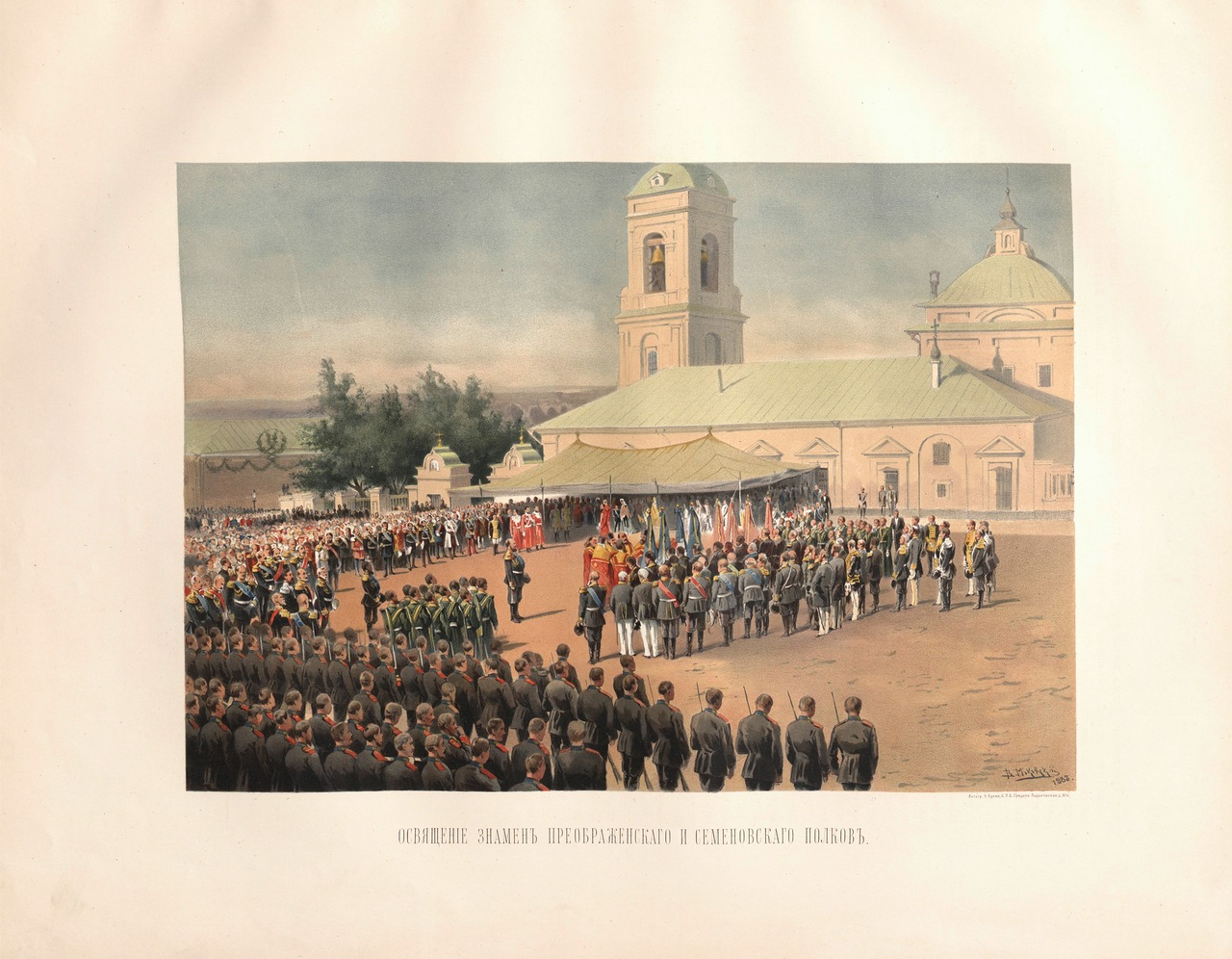
«Освящение знамён Преображенского и Семёновского полков». Коронационный альбом Александра III, глава VI, л. 20, 1885 г.
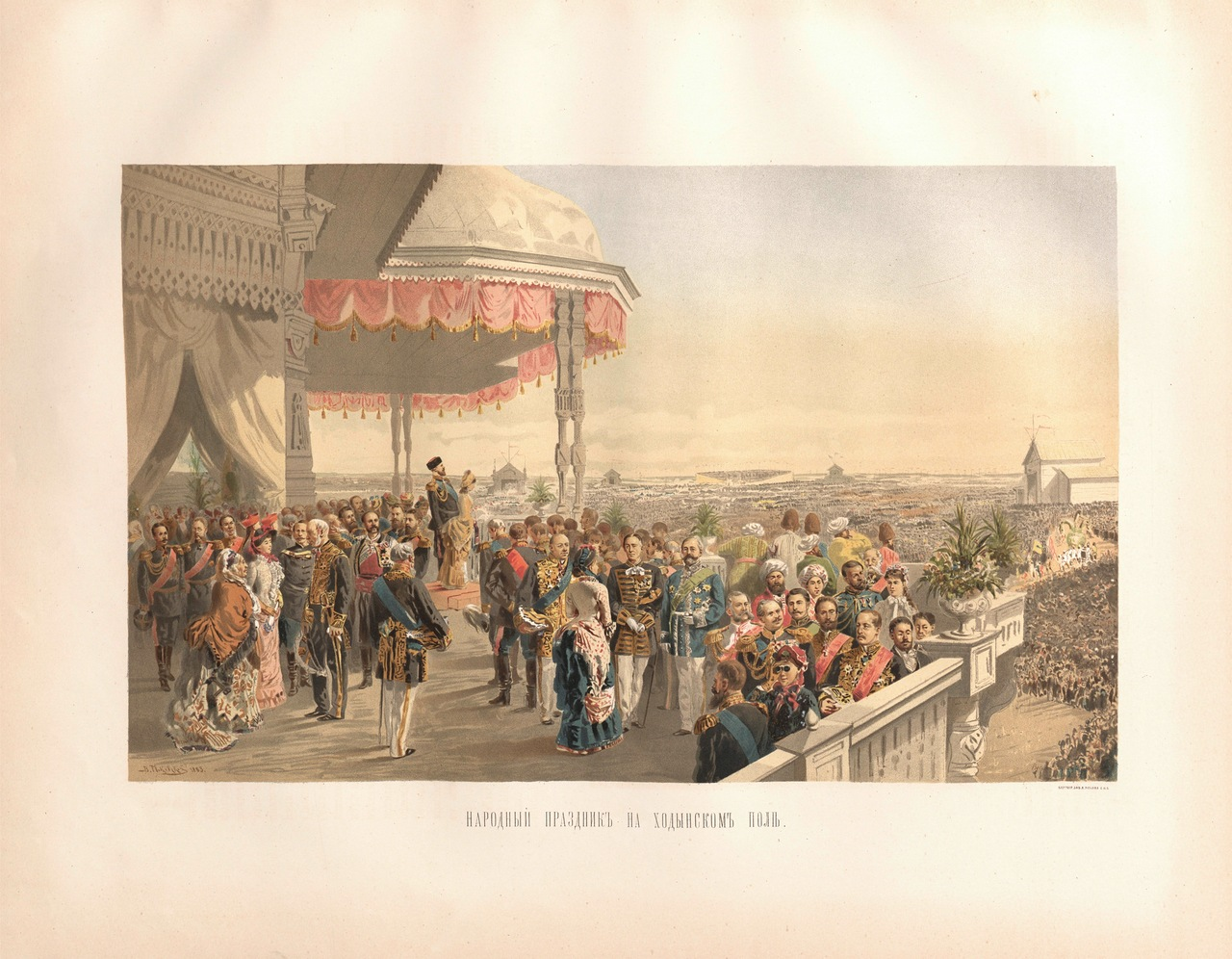
«Народный праздник на Ходынском поле». Коронационный альбом Александра III, глава VII, л. 21, 1885 г.

В 1912 году принимает участие в создании иллюстраций к полному собранию сочинений Н. В. Гоголя в 8 томах под редакцией А. Е. Грузинского.

#### Портреты
Профессор Академии художеств П. П. Чистяков отмечал исключительную способность Владимира Маковского к изображению лиц. Это качество ярко проявилось в портретной живописи.

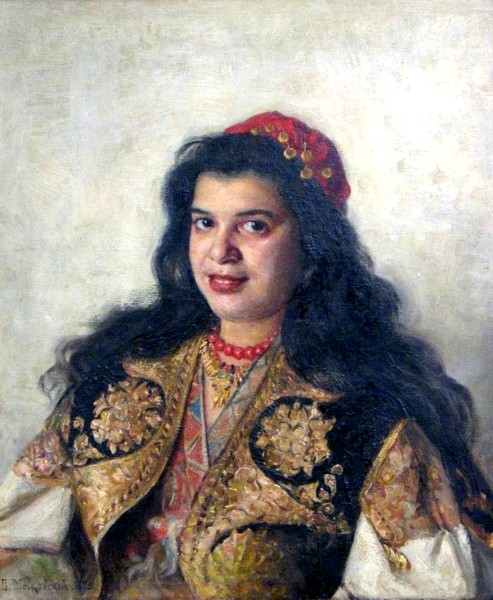
«Цыганка», 1875 г. Частная коллекция
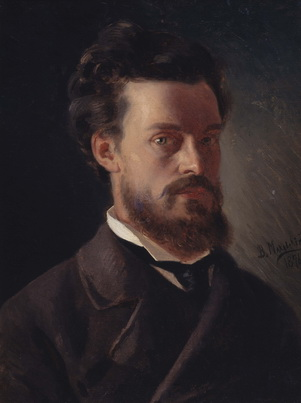
«Автопортрет», 1876 г. Музей-усадьба художника Н.А. Ярошенко, Кисловодск
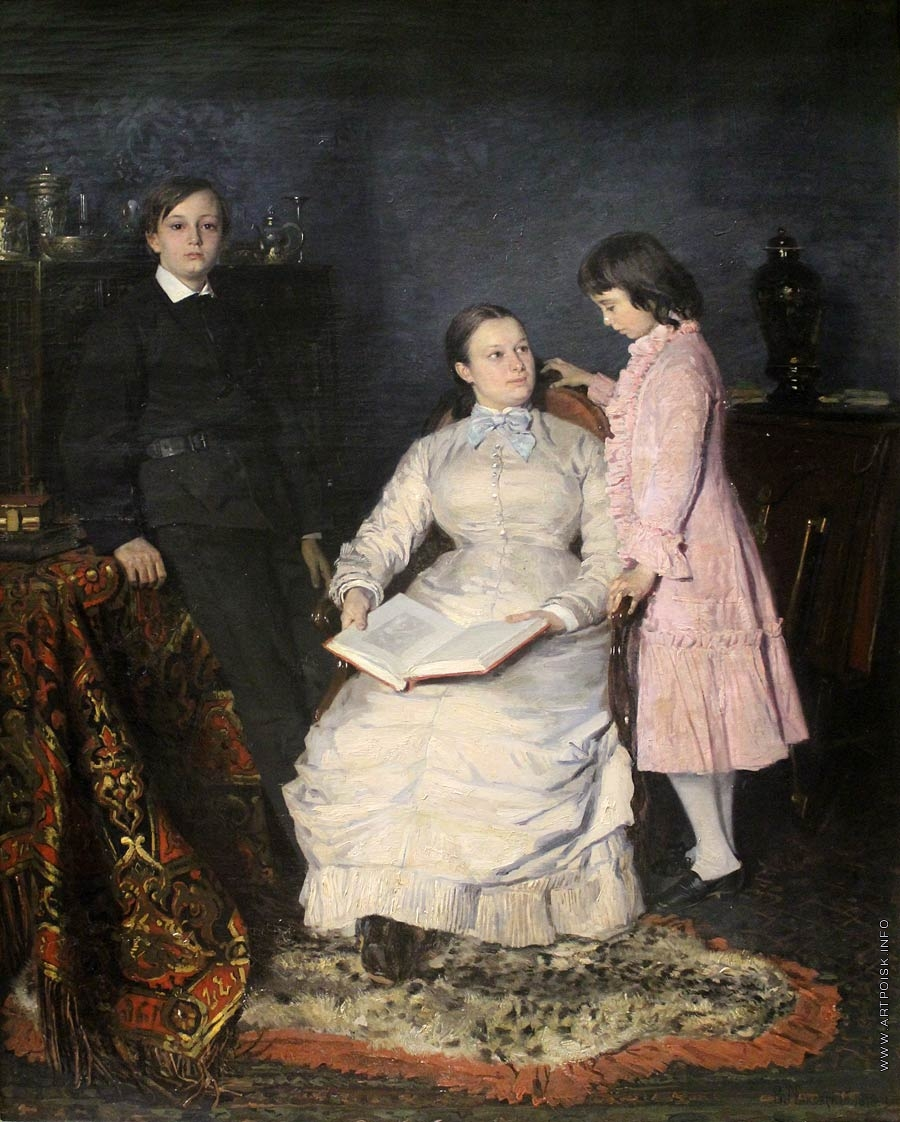
«Семейный портрет Орловских», 1878 г. Национальный художественный музей Республики Беларусь
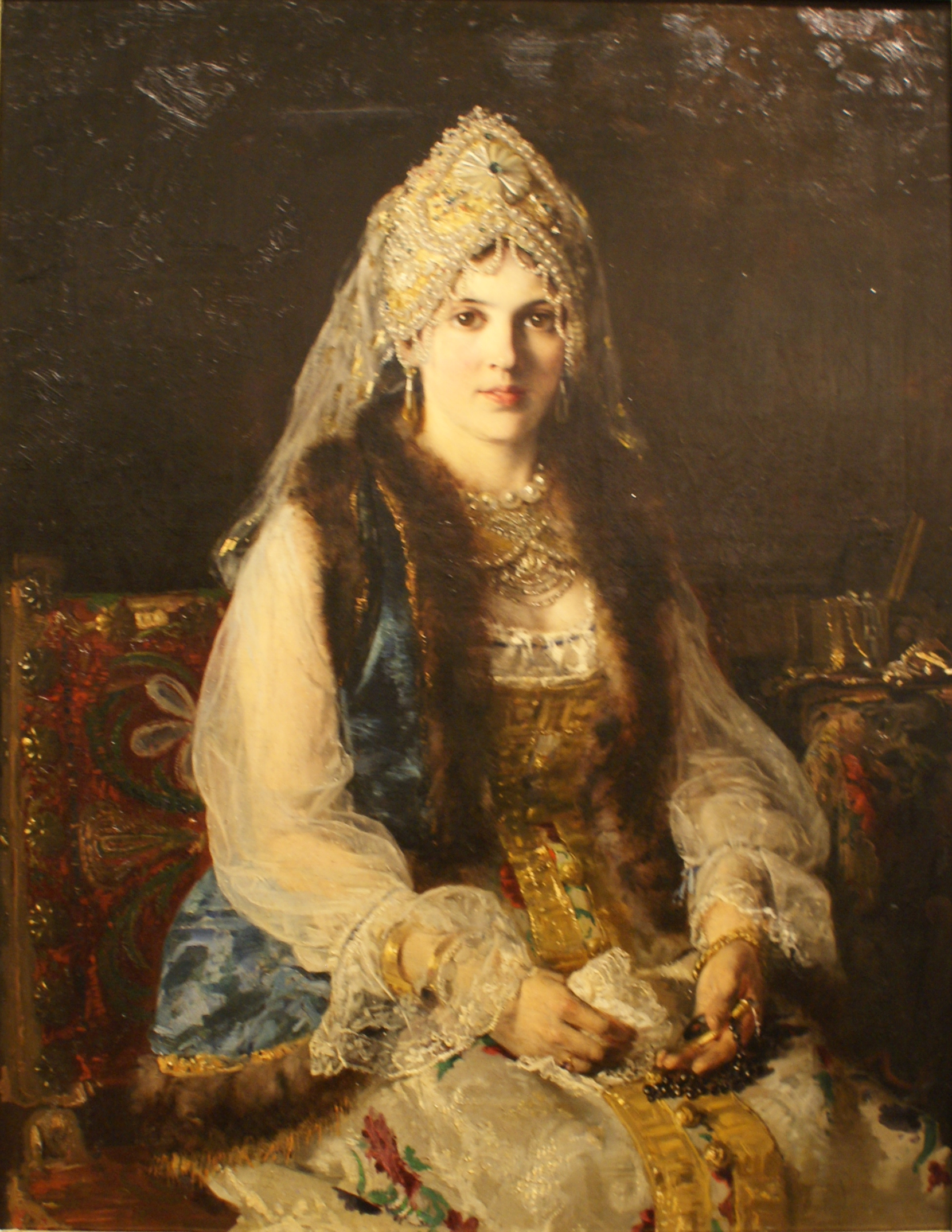
«Боярыня», 1880 г. Национальный художественный музей Республики Беларусь
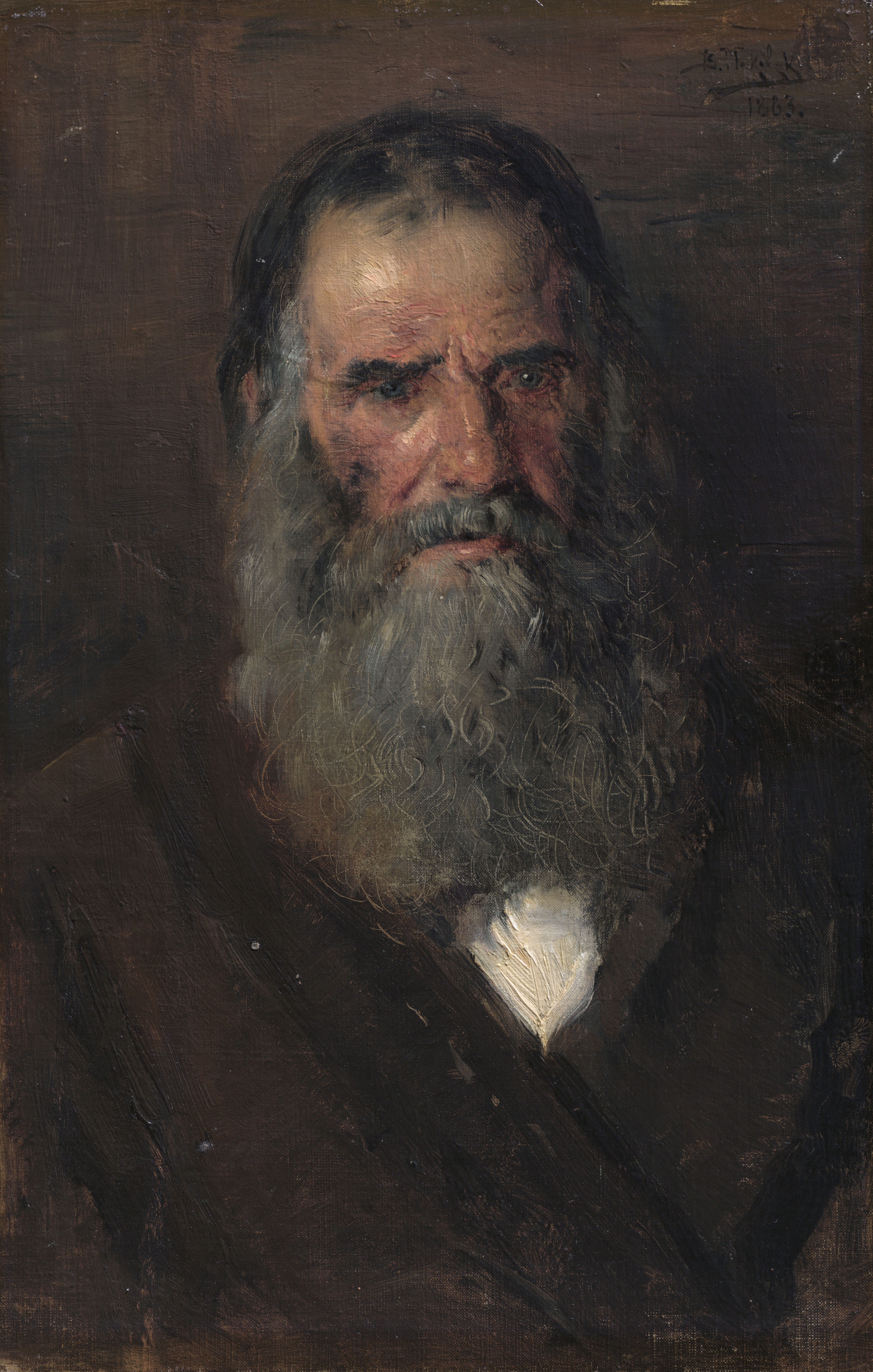
«Этюд головы старика», 1883 г. Художественный музей Кливленда, штат Огайо, США
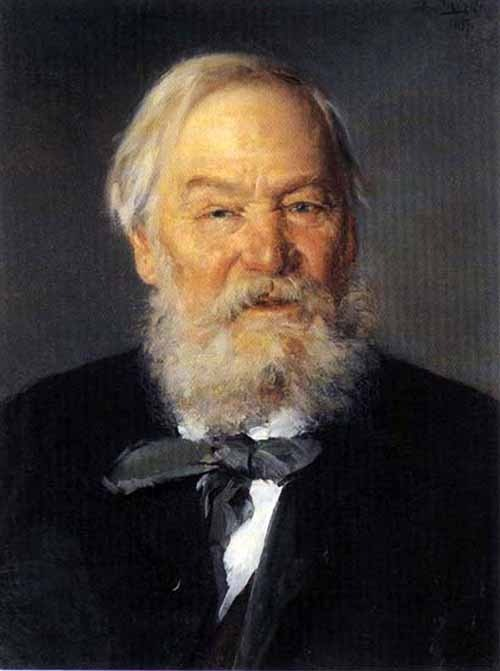
«Портрет академика А. И. Стрелковского», 1889 г. Третьяковская галерея
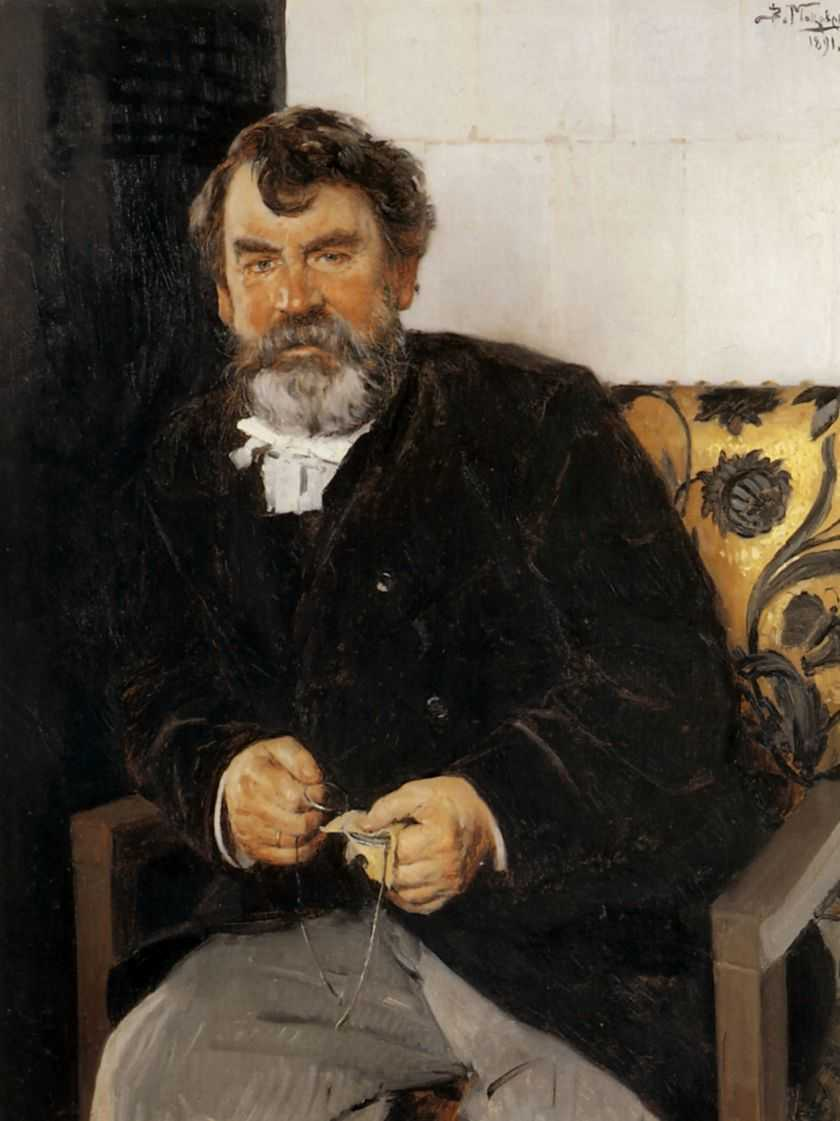
«Портрет художника Е. С. Сорокина», 1891 г. Третьяковская галерея
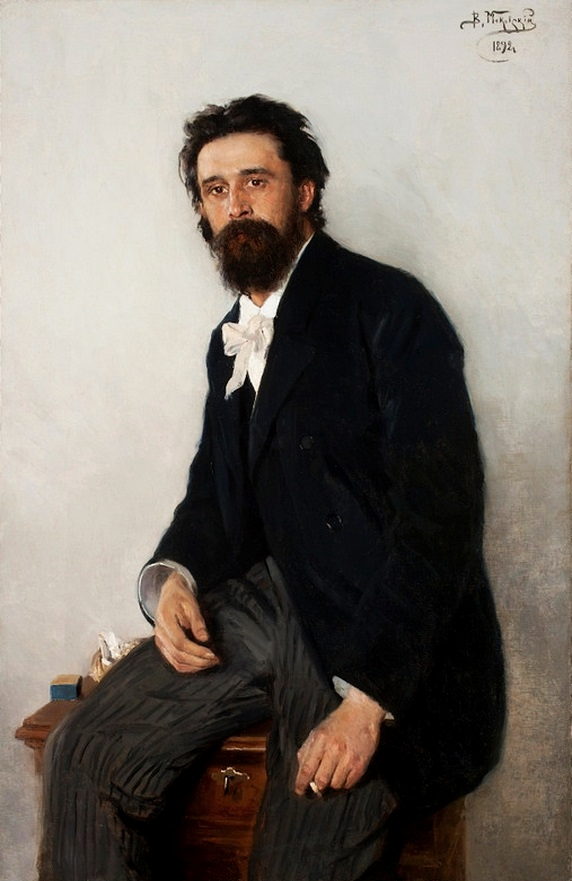
«Портрет художника С. А. Коровина», 1892 г. Национальный музей в Варшаве, Польша
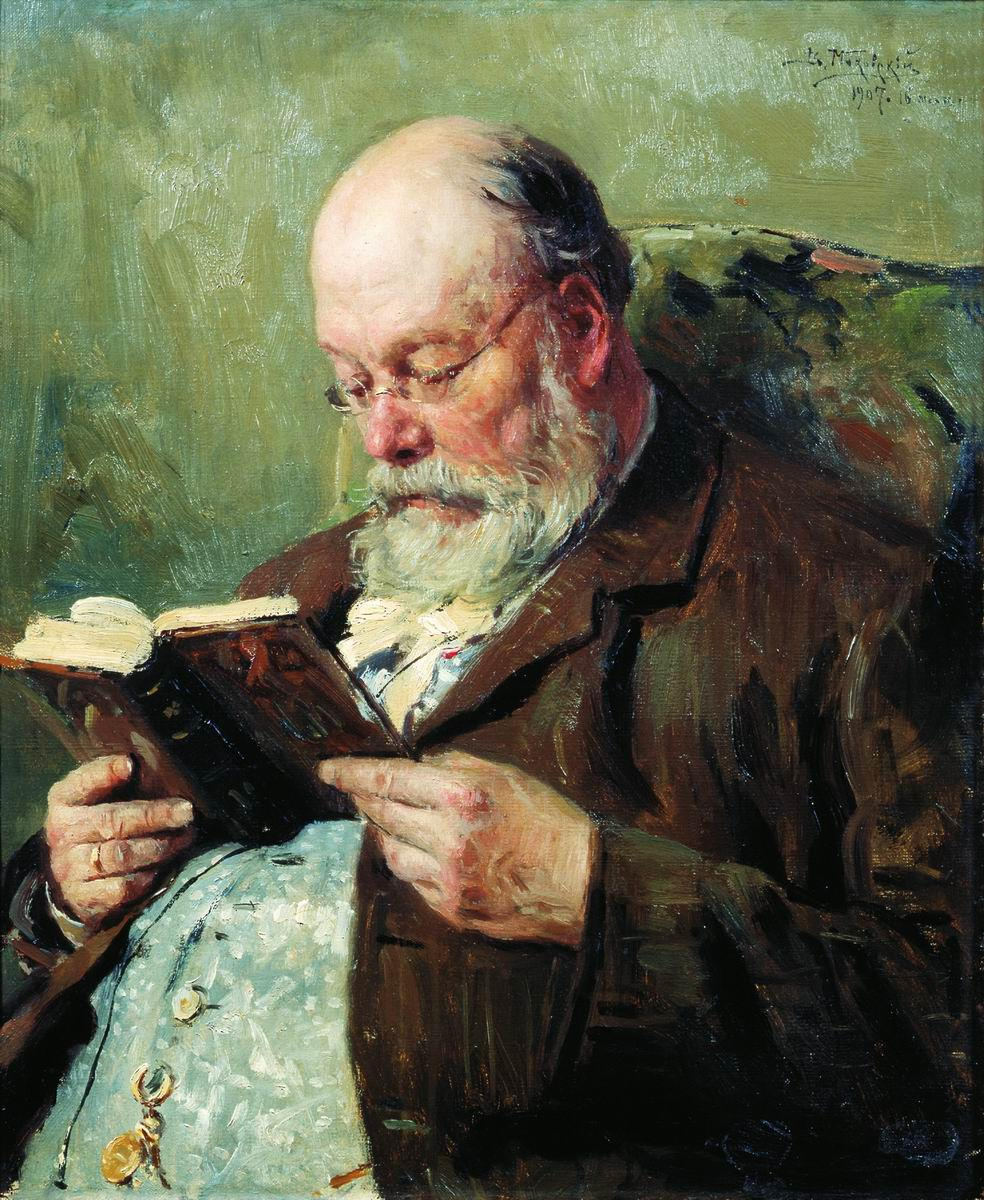
«Портрет академика И. И. Янжула», 1907 г. Владимиро-Суздальский музей-заповедник
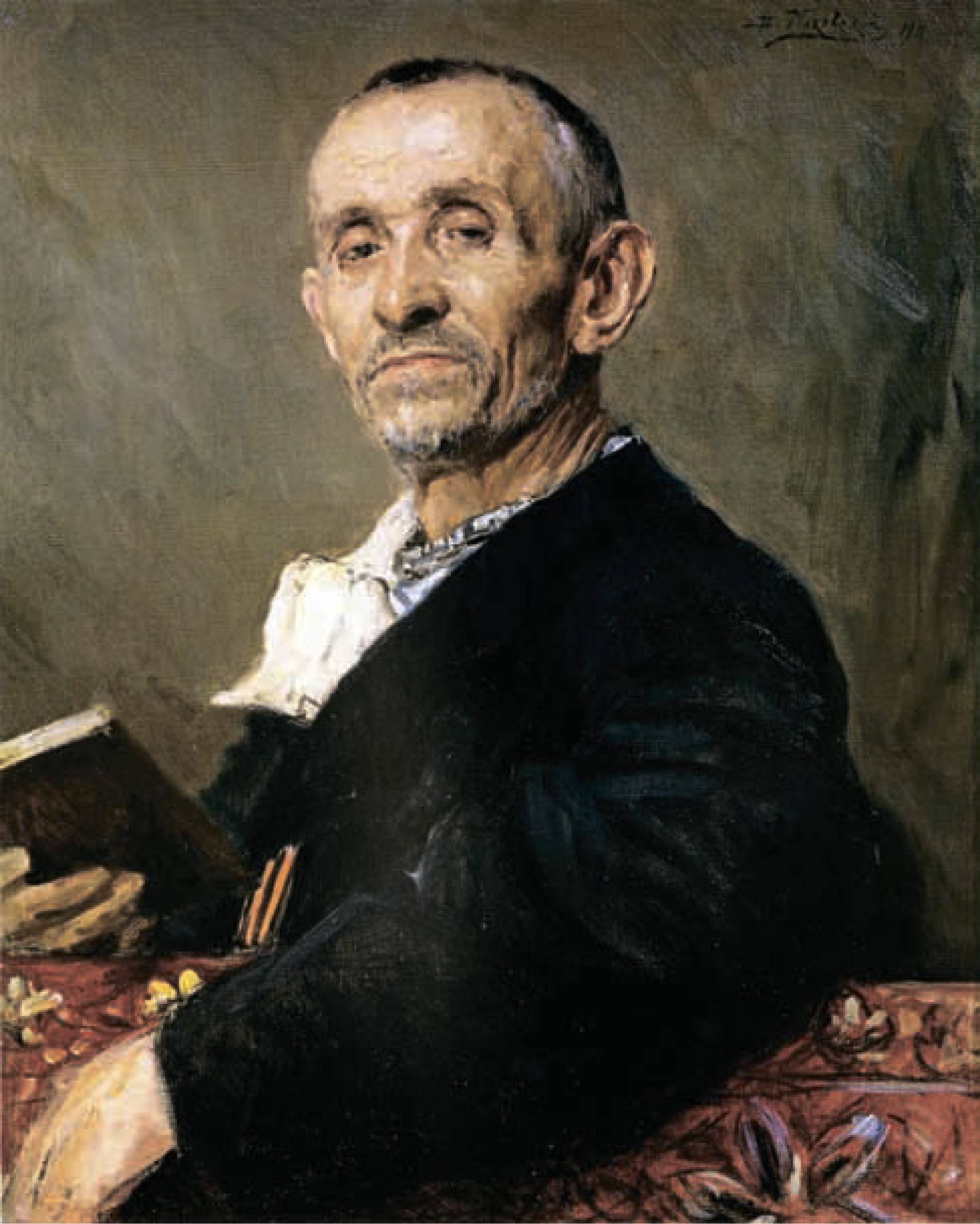
«Гоголевский тип», 1911 г. Русский музей
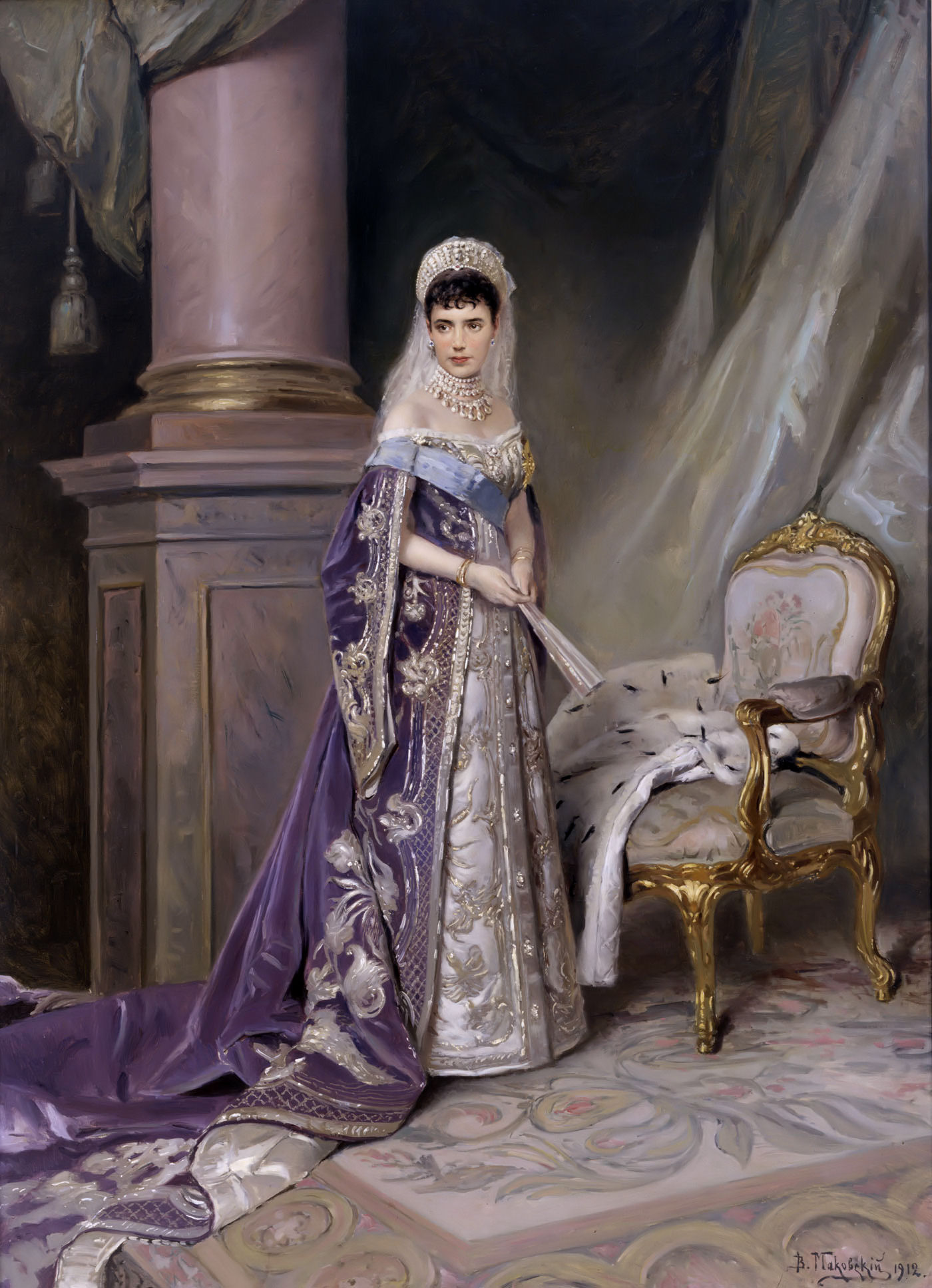
«Портрет императрицы Марии Фёдоровны», 1912 г. Русский музей
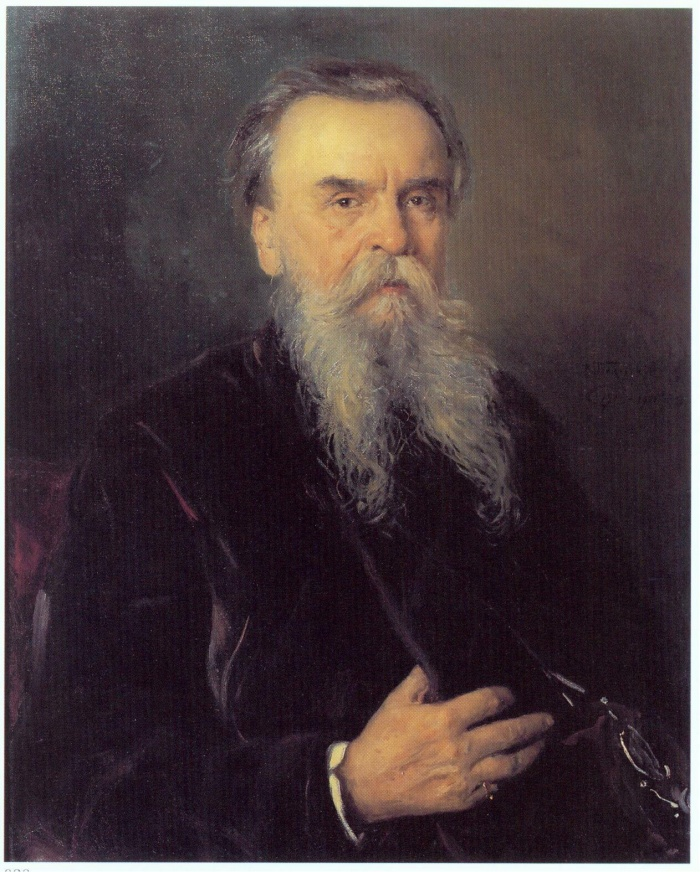
«Портрет коллекционера И. Е. Цветкова», 1912-1913 гг. Третьяковская галерея

#### Пейзажи и анималистика
Одновременно, Владимир Маковский пишет картины в жанре пейзажа.

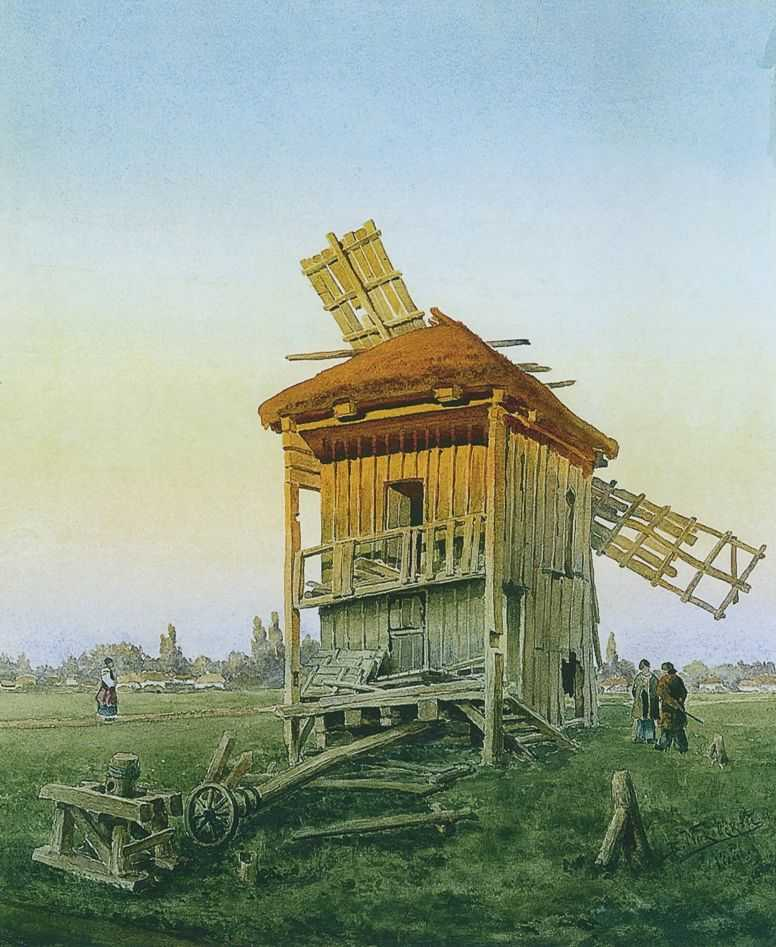
«Ветряная мельница», 1881 г. Частная коллекция
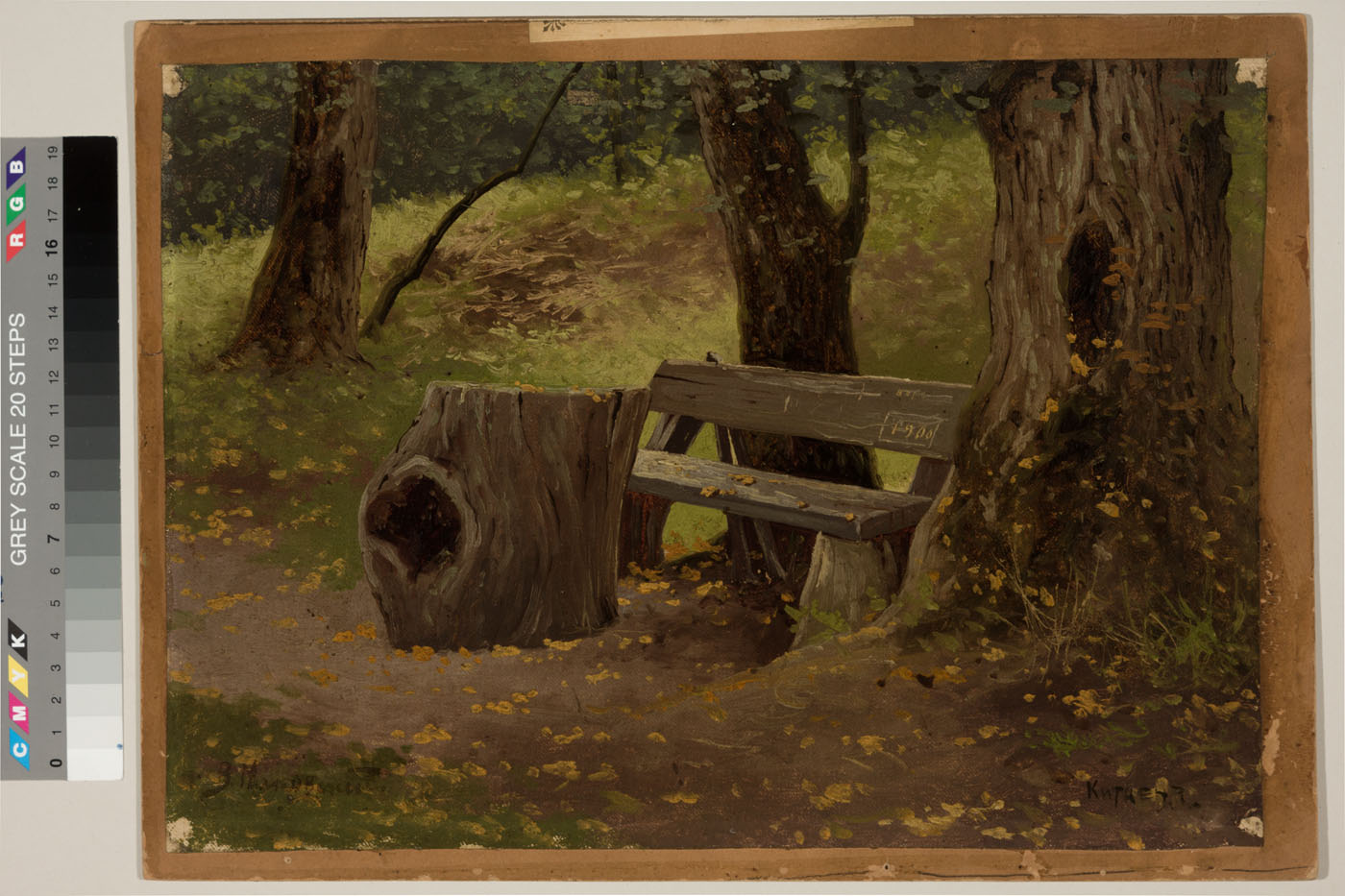
«Скамейка в парке», 1900 г. Тартуский художественный музей, Эстония
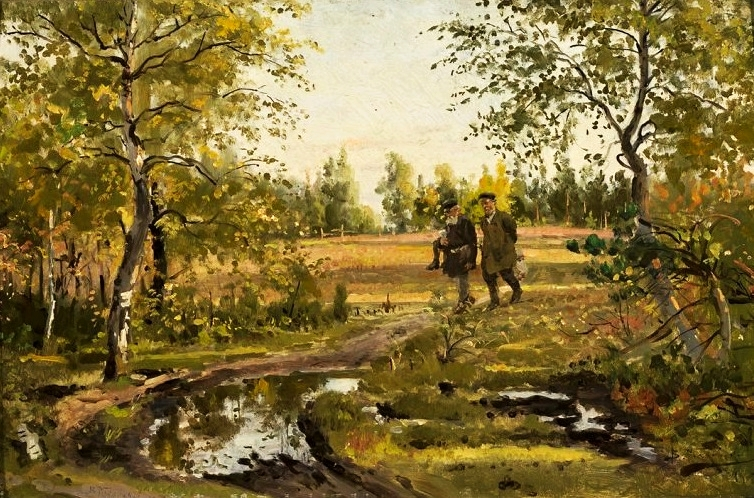
«В берёзовом лесу», 1905 г. Национальный музей в Варшаве, Польша
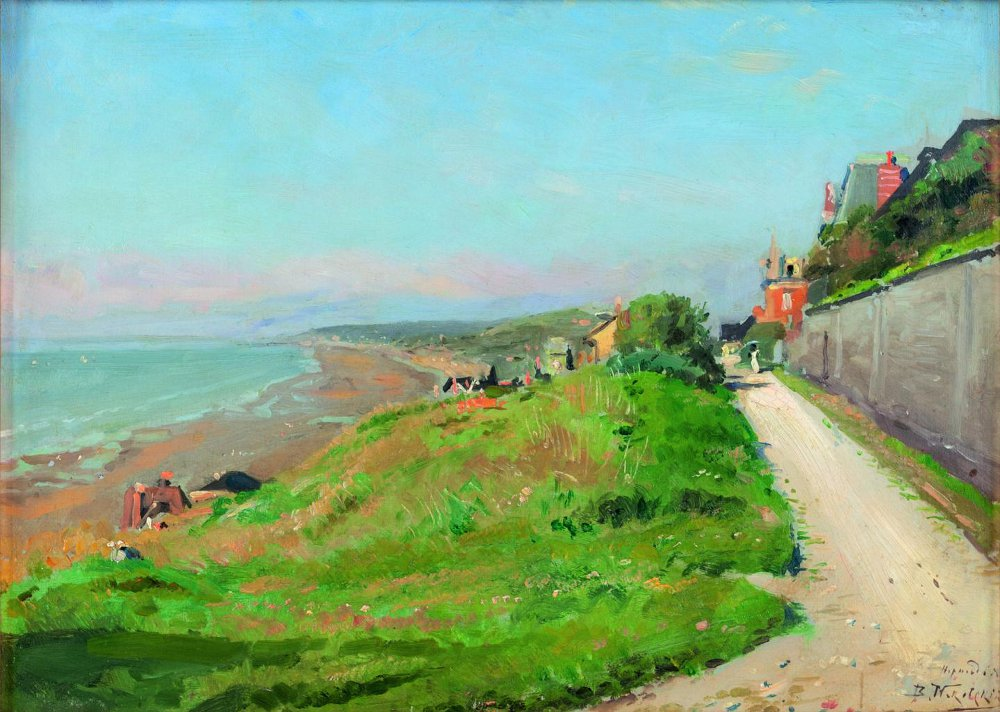
«Нормандия», 1909 г. Музей-квартира И. И. Бродского

Также создает произведения с изображением животных.

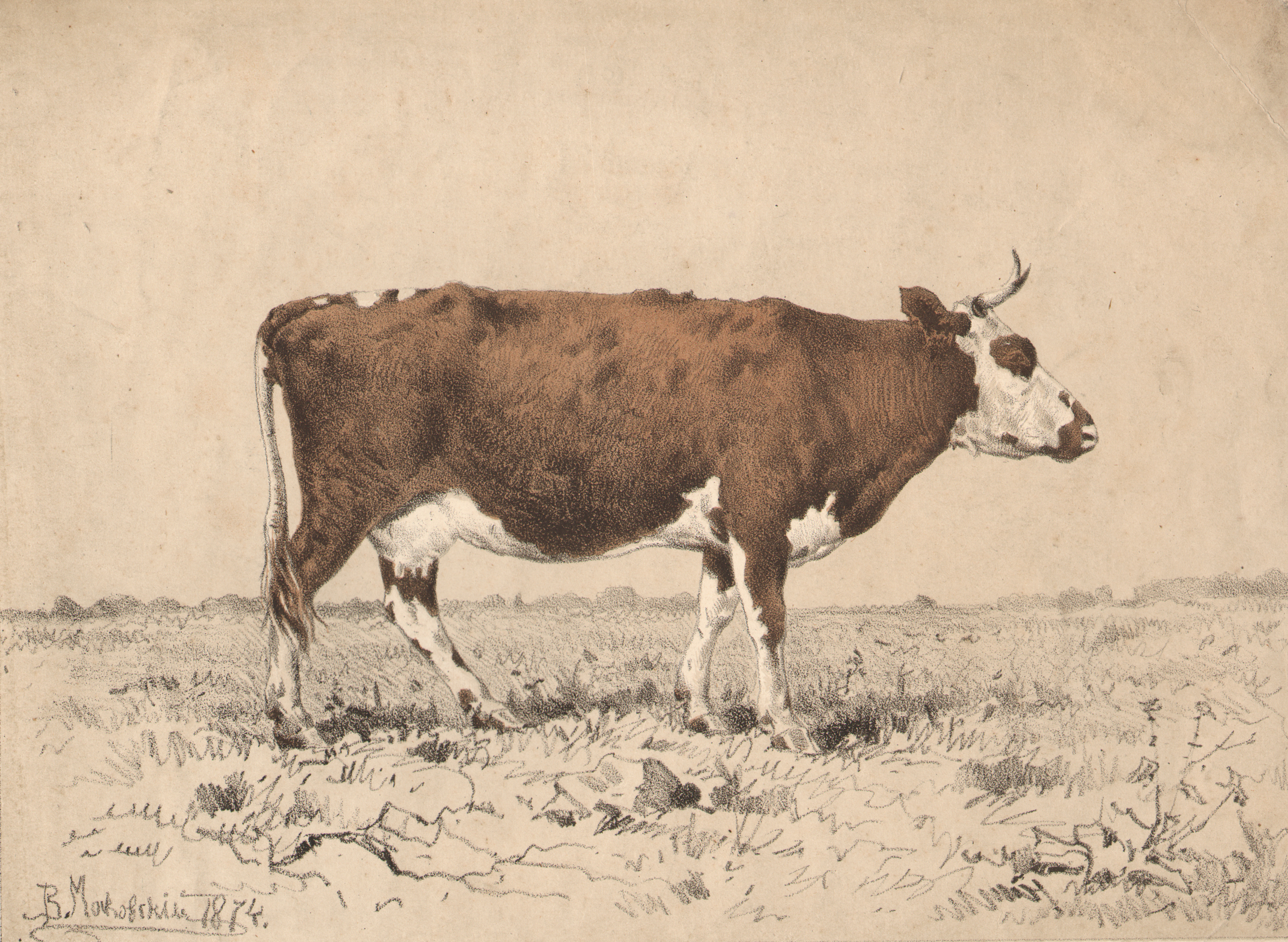
«Корова ярославского скота», 1874 г. Частная коллекция Алексея Парыгина, Санкт-Петербург, Россия.
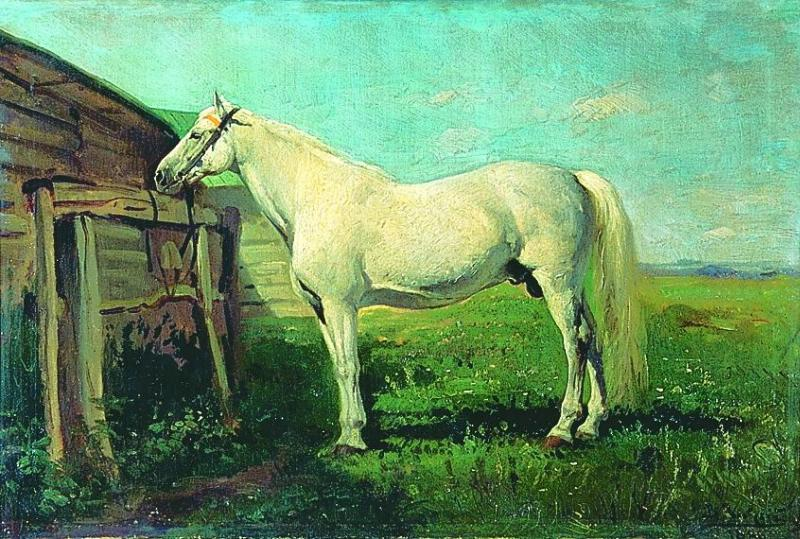
«Белый конь», 1880 г. Саратовский художественный музей имени А. Н. Радищева
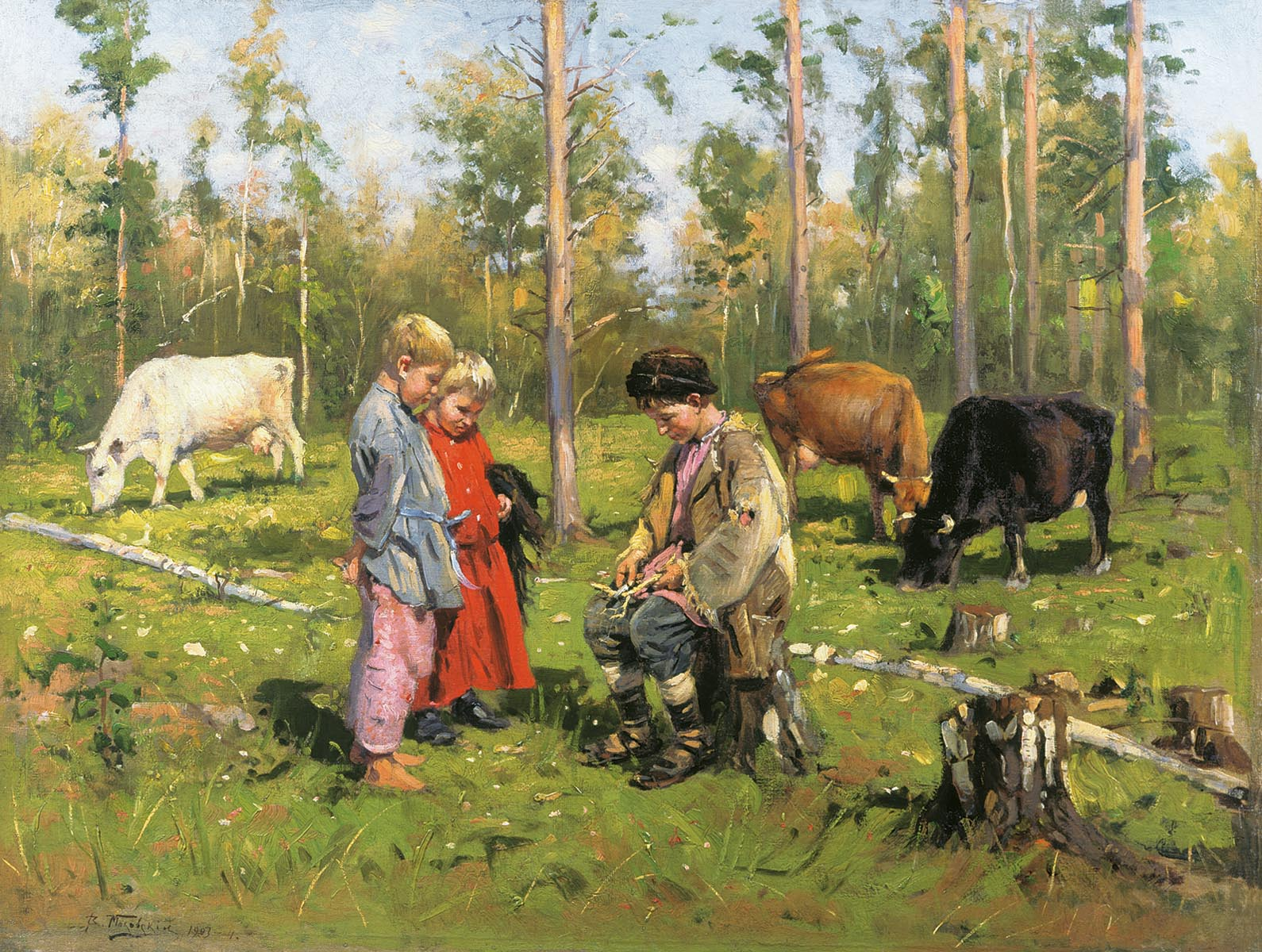
«Пастушки», 1903 г. Рязанский художественный музей
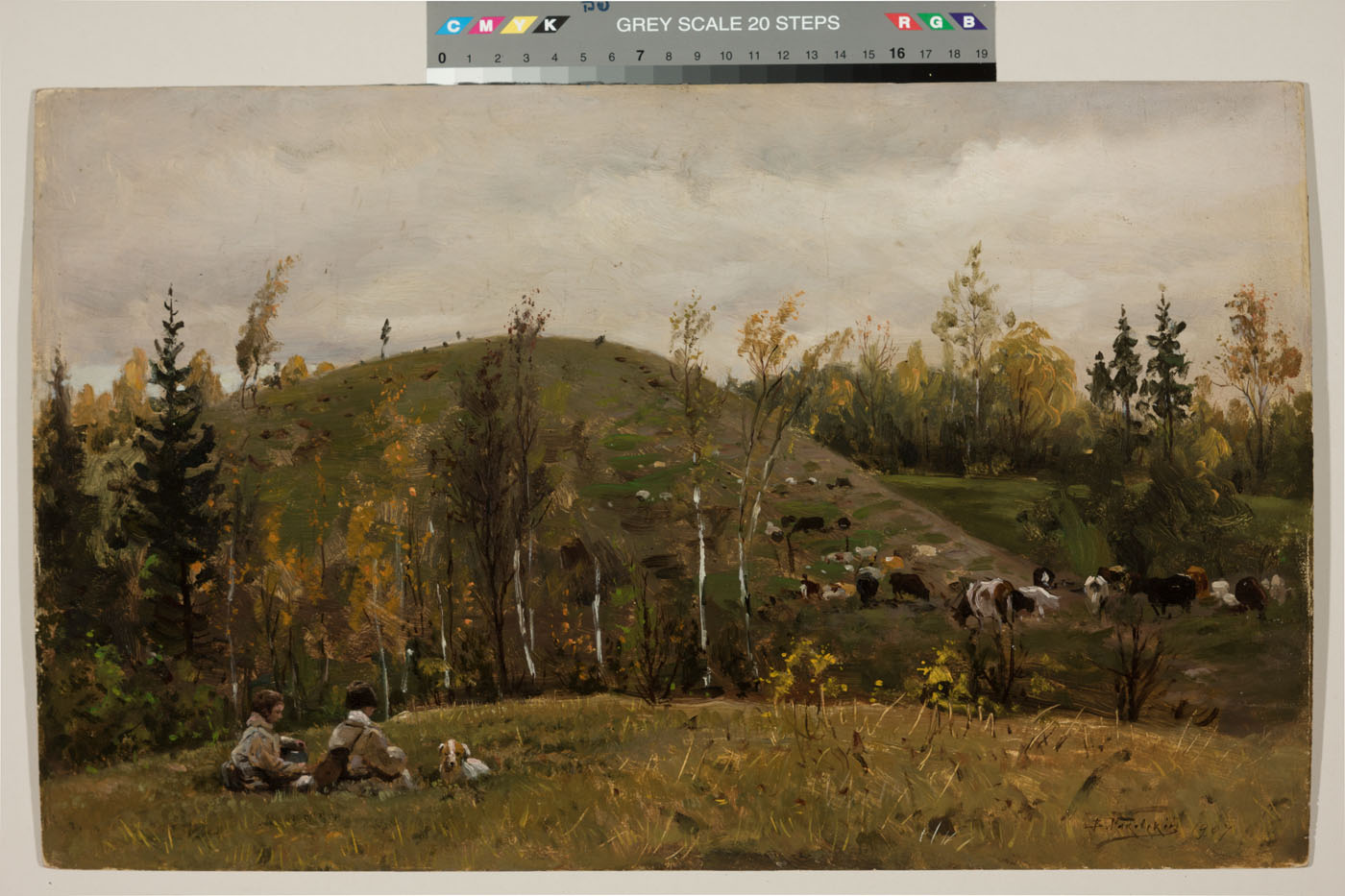
«Пейзаж со стадом», 1907 г. Тартуский художественный музей, Эстония

#### Религиозная живопись и иконопись
В своём творчестве неоднократно обращался к религиозным сюжетам. В 1870-е годы участвовал в росписи храма Христа Спасителя в Москве. В 1890 году получил заказ на создание фресок и иконостаса для храма Христа Спасителя рядом с селом Борки Харьковской губернии, построенного на месте крушения императорского поезда в 1888 году. Также участвовал в создании иконостаса для Спасо-Преображенского собора в Сумах.

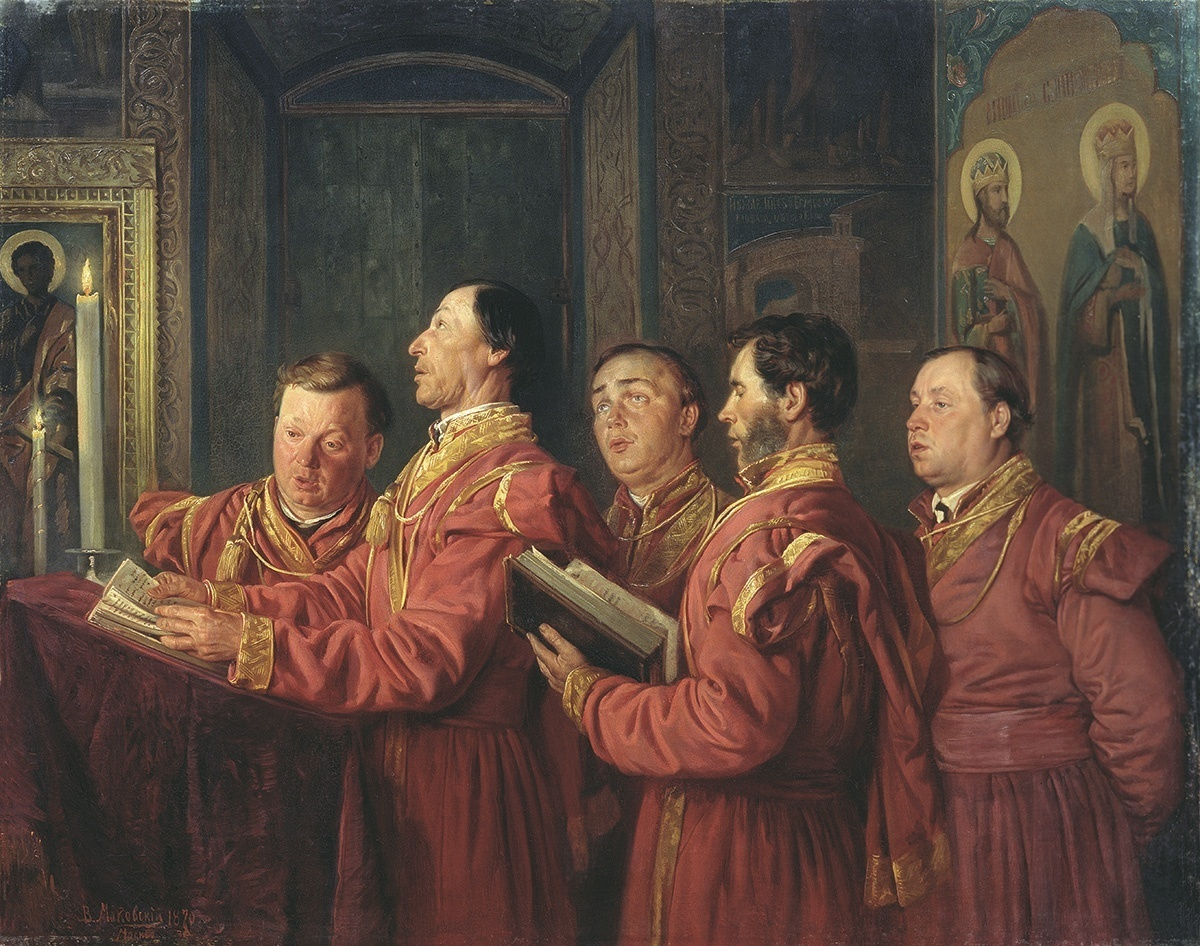
«Певчие на клиросе», 1870 г. Севастопольский художественный музей имени М. П. Крошицкого
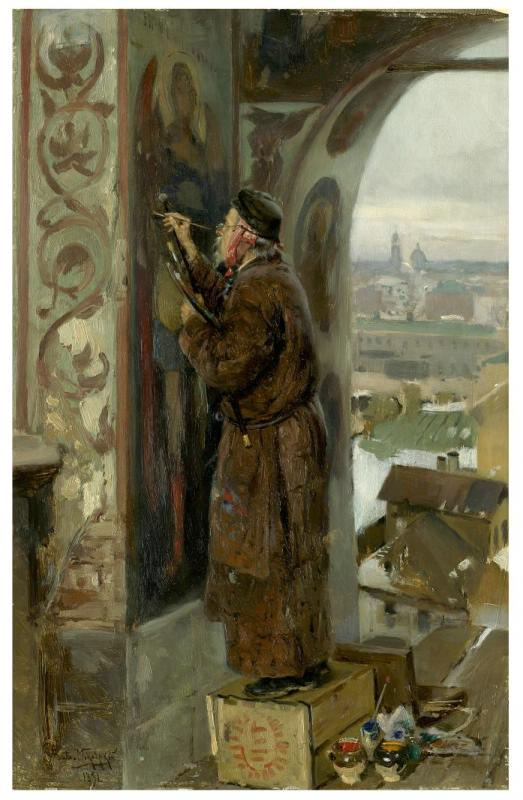
«Иконописец», 1891 г. Вологодская областная картинная галерея
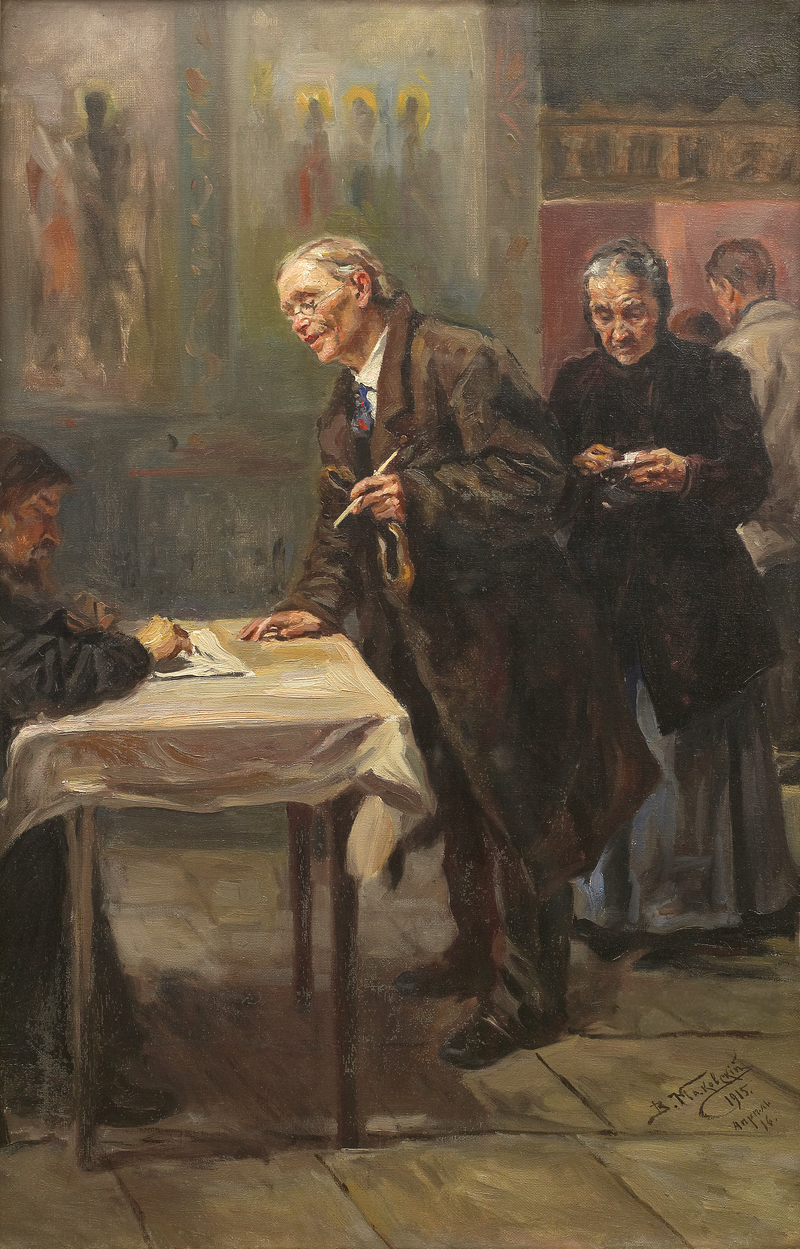
«У дьячка», 1915 г. Екатеринбургский музей изобразительных искусств

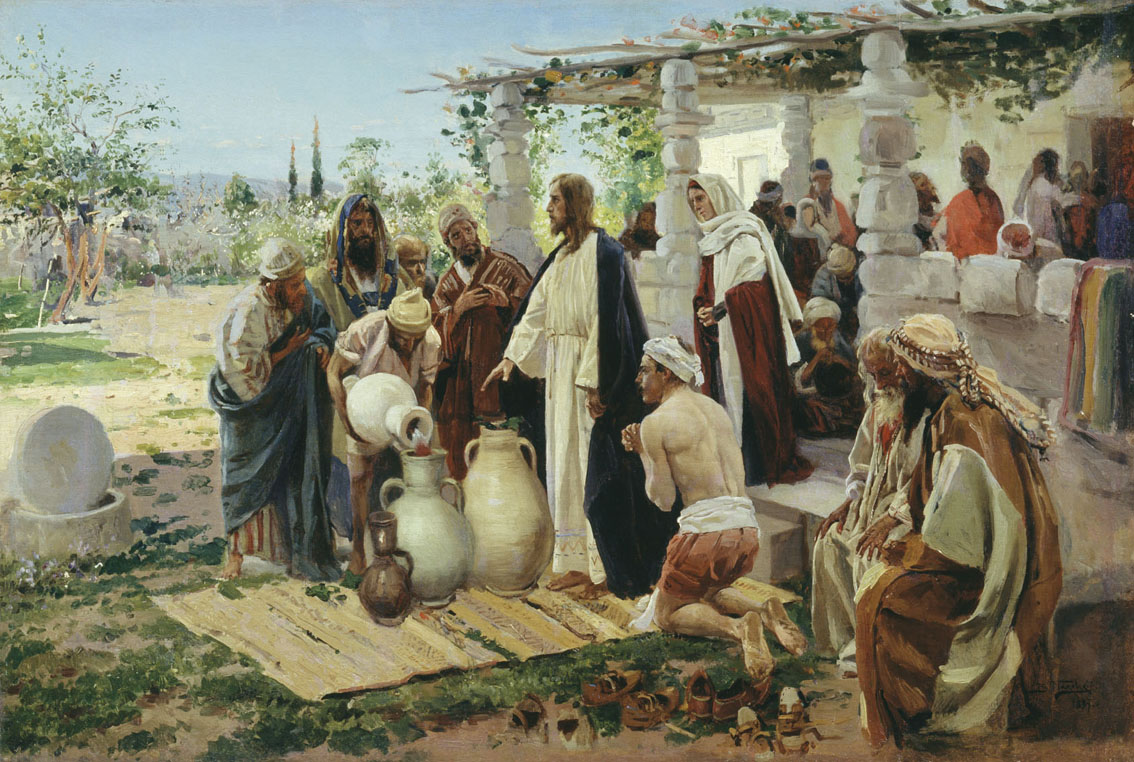
«Чудо в Кане», 1887 г. Витебский художественный музей, Белоруссия
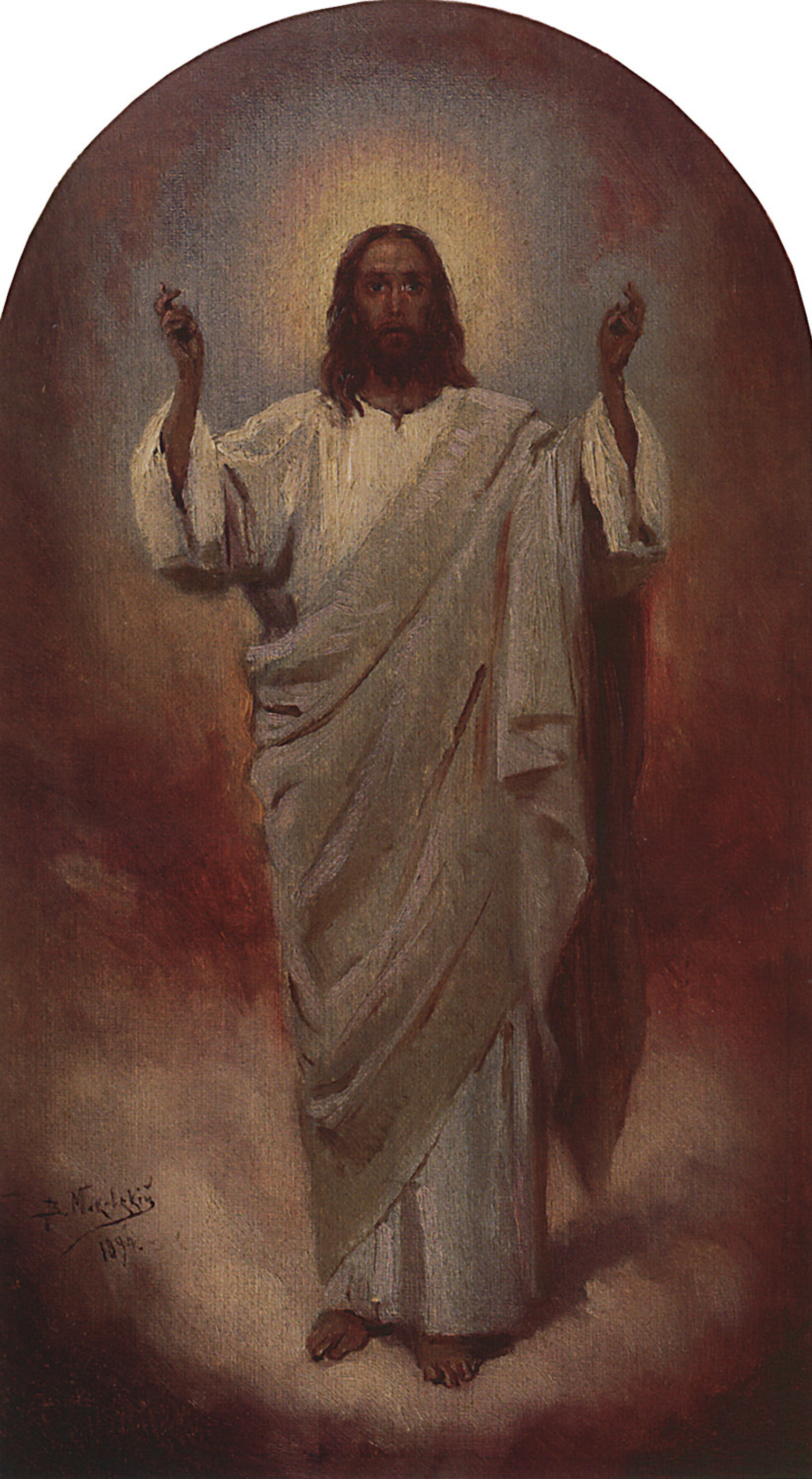
Икона «Иисус Христос», 1894 г. Томский областной художественный музей
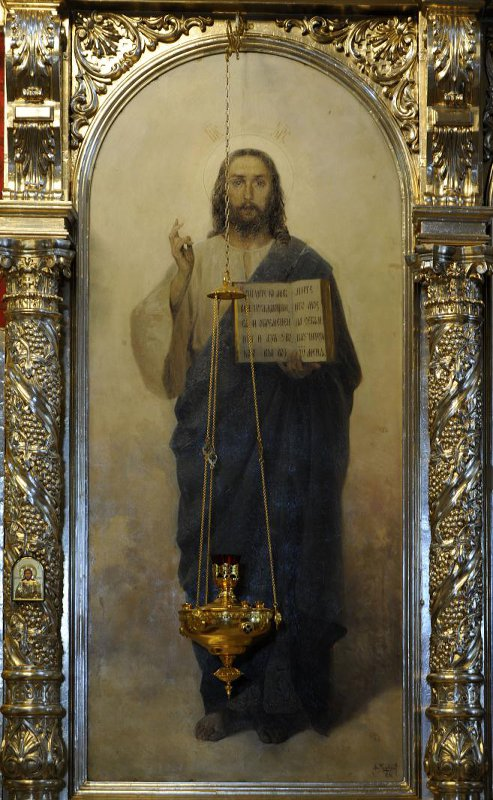
Икона «Спас Вседержитель», 1894 г. Оренбургский областной музей изобразительных искусств
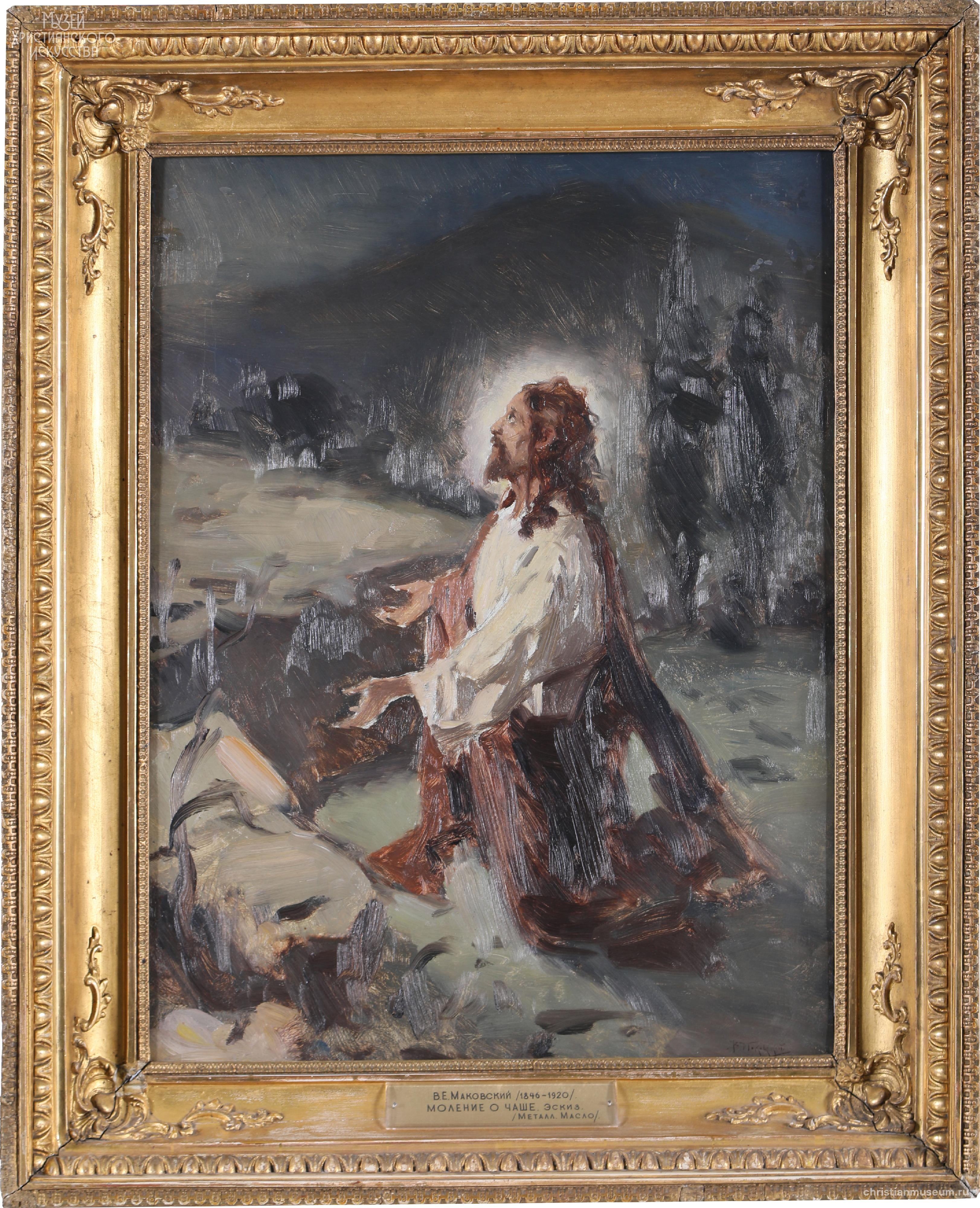
«Моление о чаше», 189(5?) г. Церковно-археологический кабинет, Троице-Сергиева лавра, Сергиев Посад

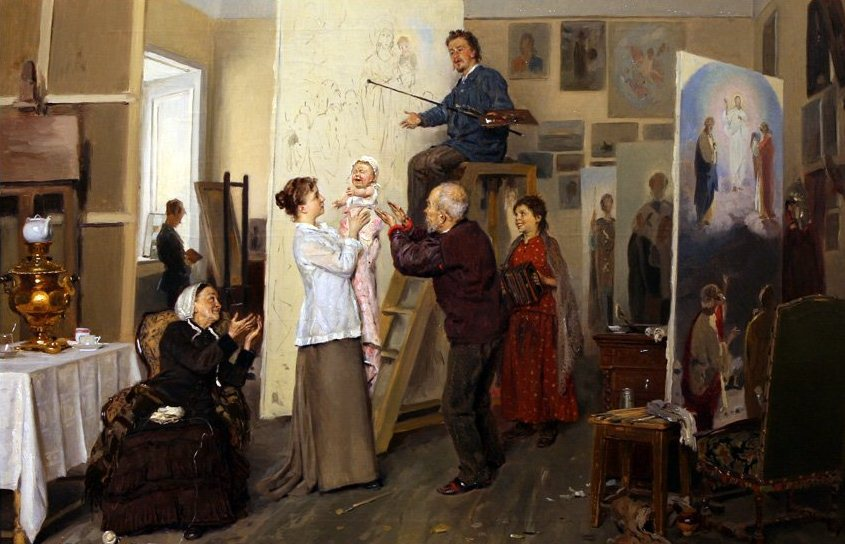
«Семья художника» / «Деспот семьи», 1893 г. Азербайджанский национальный музей искусств, Баку, Азербайджан
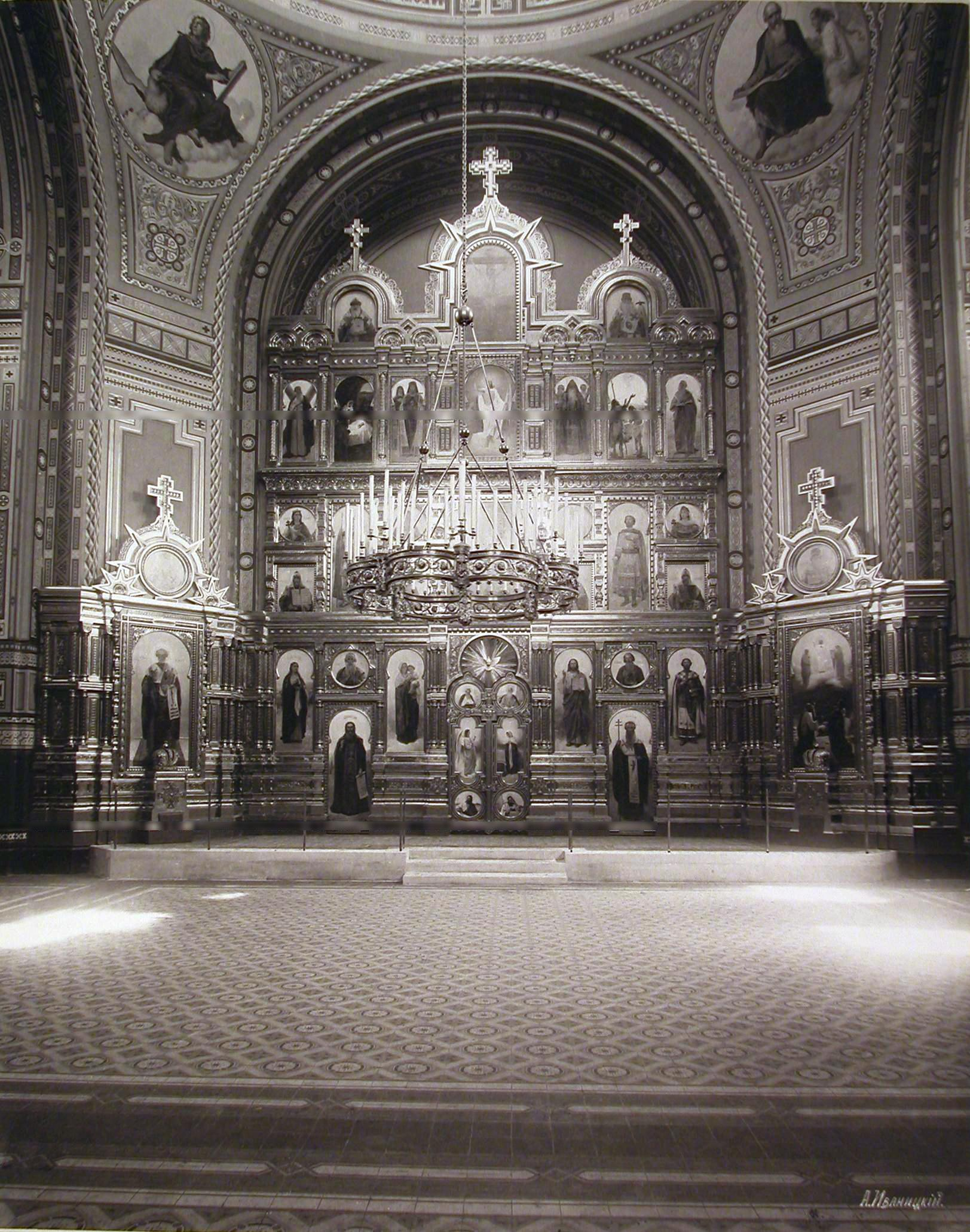
Фотография алтарной части храма Христа Спасителя в Борках. Разрушен в 1943 г.

### Преподавательская деятельность

#### Московское училище живописи, ваяния и зодчества
С 1882 по 1894 год Владимир Маковский преподавал в Московском училище живописи, ваяния и зодчества.

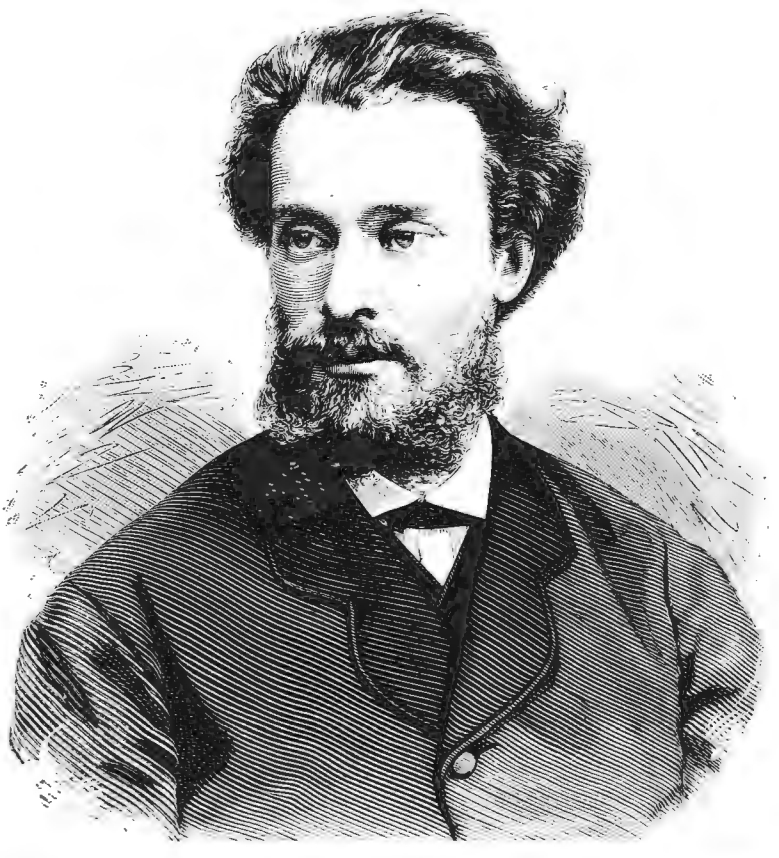
«В. Е. Маковский». Гравюра Ю. Барановского с фотографии И. Г. Дьяговченко. Журнал «Нива», № 20, 1883 г.
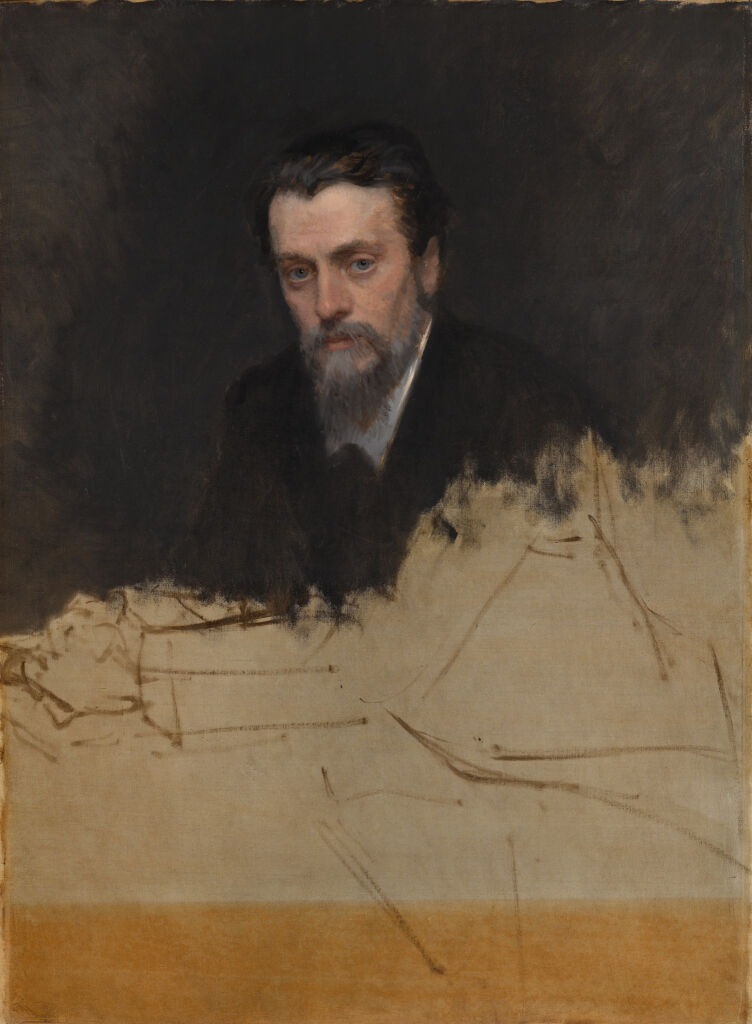
Иван Крамской. «Портрет В. Е. Маковского», 1887 г., незавершенный. Третьяковская галерея

В 1892 году Владимиру Егоровичу было присвоено звание профессора.

#### Императорская Академия художеств
С 1894 по 1918 год Владимир Маковский преподавал в Санкт-Петербурге — Петрограде, в реорганизованной Императорской Академии художеств, куда он был приглашен на должность руководителя жанровой мастерской. В 1895 году он был назначен ректором академии.

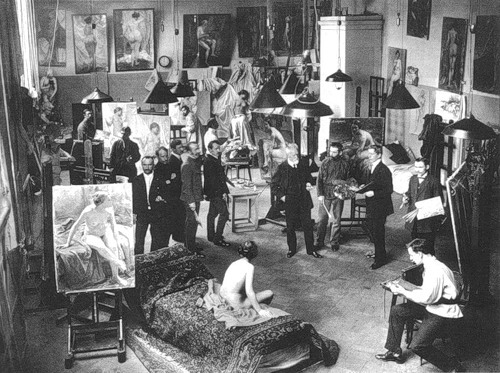
Персональная мастерская профессора В. Е. Маковского в ИАХ, 1913 г.
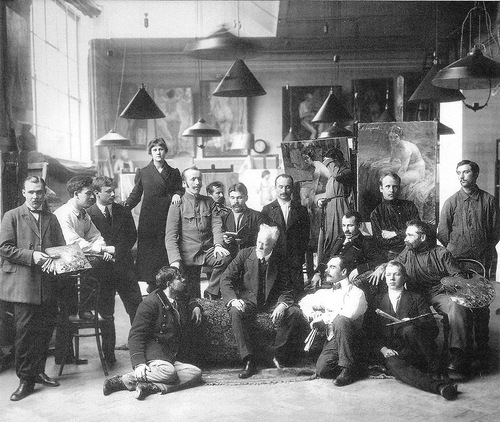
Персональная мастерская профессора В. Е. Маковского в ИАХ, 1913 г.
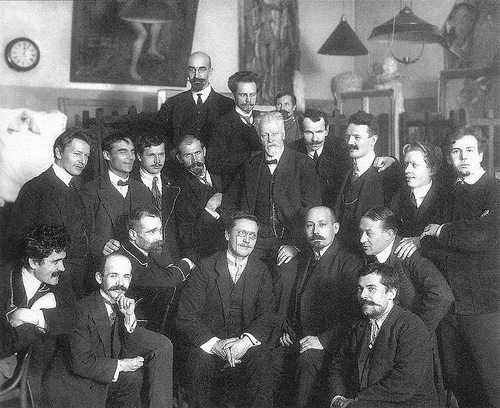
Персональная мастерская профессора В. Е. Маковского в ИАХ, 1913 г.
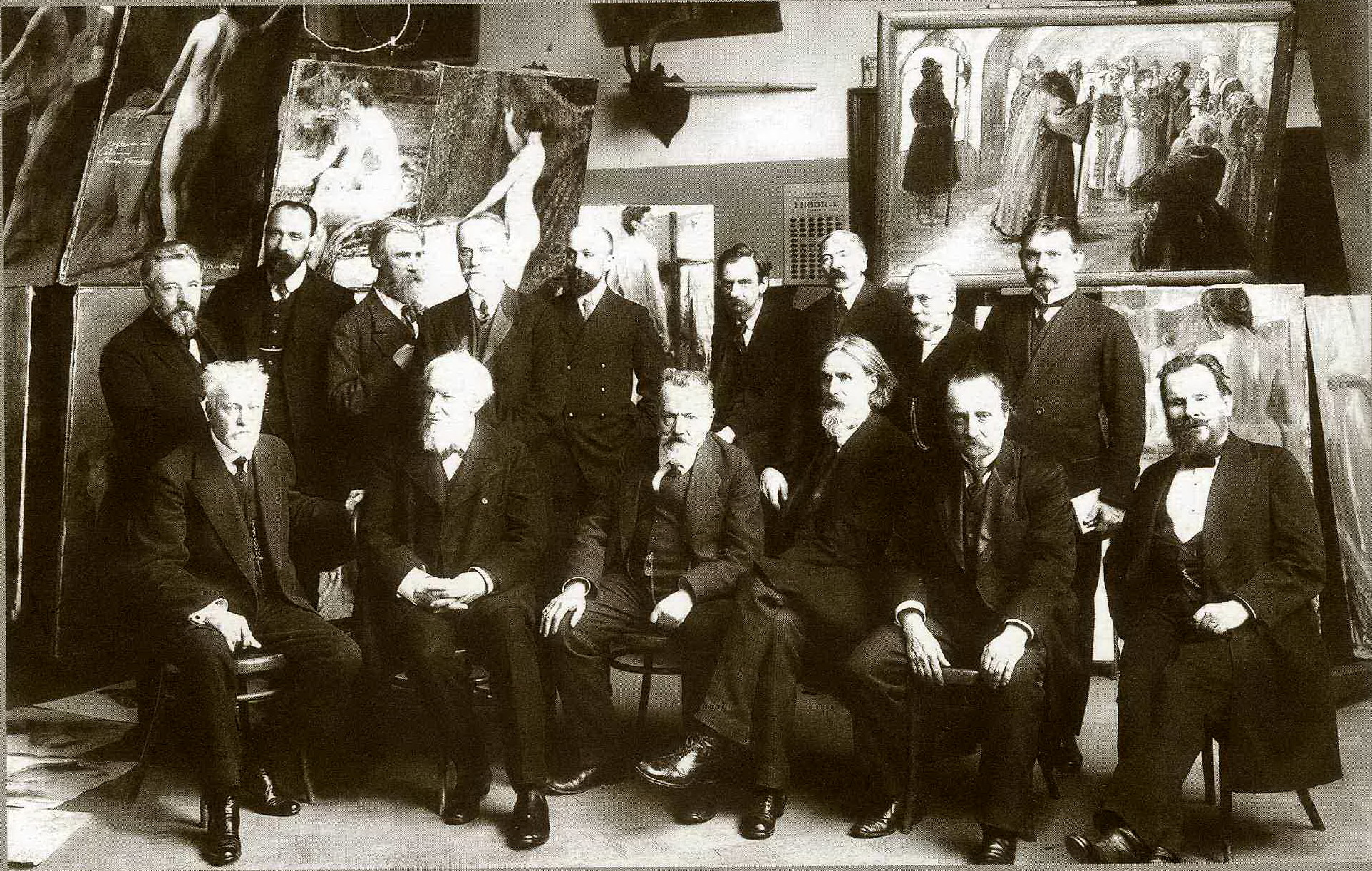
Фотография членов Совета Высшего художественного училища при ИАХ (1913 г.). Слево направо (сидят): В. Е. Маковский, М. П. Боткин, П. А. Брюллов, В. А. Беклемишев, В. Е. Савинский, И. И. Творожников. Стоят: Н. А. Бруни, В. В. Матэ, ?, Н. Н. Дубовской, Д. Н. Кардовский, ?, Н. С. Самокиш, Р. Р. Бах, В. И. Альбицкий (?)
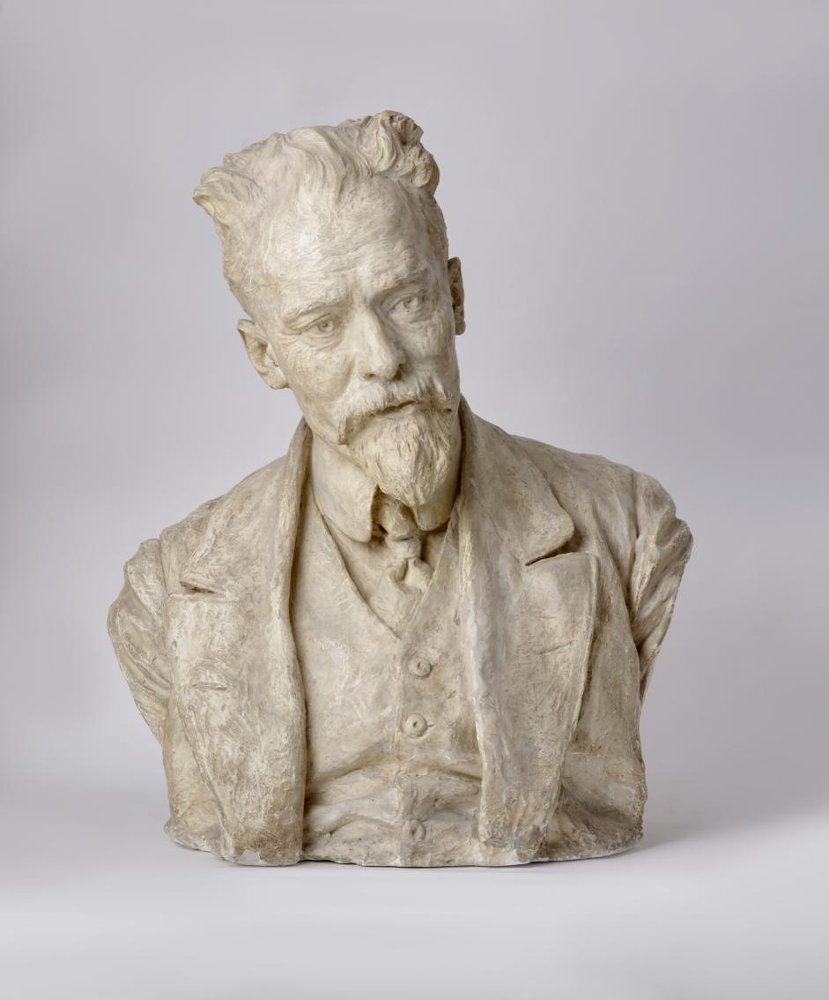
Р. Р. Бах. «Бюст В. Е. Маковского», 1913 г. Музей Российской академии художеств

##### Известные ученики
Учениками профессора В. Е. Маковского в Императорской Академии художеств были:
- А. Е. Архипов,
- В. Н. Бакшеев,
- С. Н. Зенков,
- В. А. Кузнецов,
- Е. М. Чепцов.

### Награды
- Серебряная медаль Московского училища живописи, ваяния и зодчества (1866).
- Золотая медаль имени Виже-Лебрен (1869).
- Орден Святой Анны 3-й степени (1883)[8].
- Орден Святого Владимира 3-й степени.
- Орден Святого Станислава 1-й степени.

### Адреса
Вплоть до 1894 года жил и работал в Москве в Доме Дворцового ведомства в Денежном переулке.

### Смерть
Владимир Маковский скончался 21 февраля 1920 года в Петрограде. Похоронен на Смоленском православном кладбище (уч. 165, угол Прямой и Богоявленской дорожек).

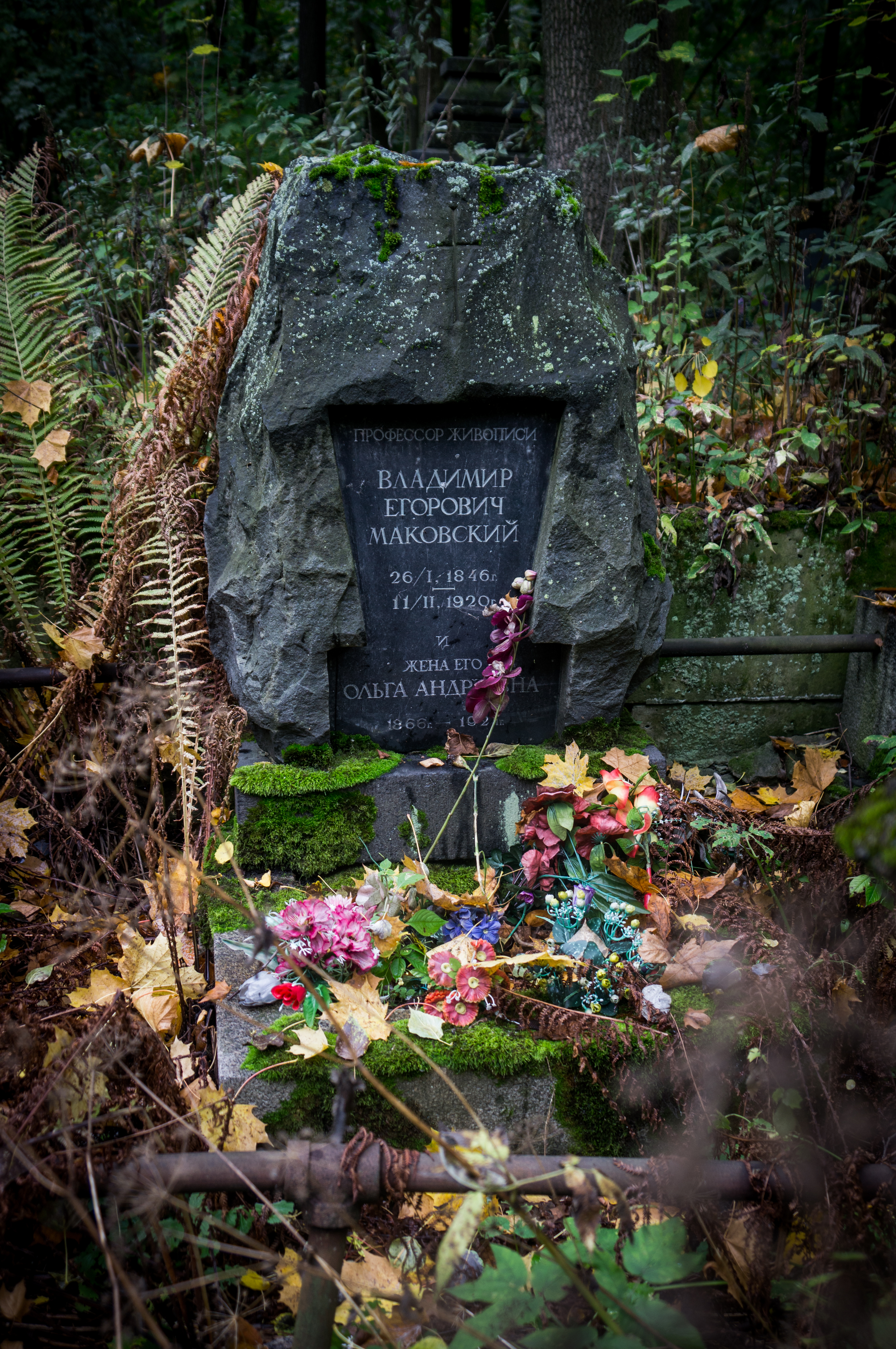
Могила Владимира Егоровича и Ольги Андреевны Маковских на Смоленском кладбище в Санкт-Петербурге

### Список работ
- «Собиратель картин и рисунков», 1869, ГТГ ()
- «Игра в бабки», 1870, ГТГ
- «Приемная доктора» 1870, ГТГ
- «Придворные певчие» 1870, ГТГ
- «Любители соловьев» 1873, ГТГ
- «Ожидание», 1875, ГТГ
- «Вечеринка», 1875—1897 гг.
- «Друзья-приятели», 1878, ЧОКГ
- «Осуждённый», 1879, ГРМ
- «Благотворительница», 1878
- «Толкучий рынок в Москве», 1879
- «У мирового», 1880
- «В четыре руки», 1880
- «Казначейство в день выдачи пенсии»
- «Крах банка», 1881
- «Оправданная», 1882
- «Моление о Чаше» ЦАК МПДА
- Портрет И. М. Прянишникова, 1883, ГТГ
- «Свидание», 1883, ГТГ
- «Секрет», 1884, ГТГ
- «На бульваре», 1886—87, ГТГ
- Портрет И. Е. Цветкова, 1890, ГТГ
- Портрет И. Е. Сорокина, 1891, ГТГ
- Портрет Д. А. Ровинского, 1894, ГТГ
- «Семейное дело», 1884
- «Материалист и идеалист», 1900
- «Освящение публичного дома», 1900
- «Пастушки», 1903
- «9 января 1905 года на Васильевском острове», 1905
- «Проводы новобранца», 1912, ГМИИ им. А. С. Пушкина, отдел личных коллекций
- «Девочка-сиротка», 1913; холст, масло
- «В сельской школе», 1883

## В филокартии и филателии
Репродукции картин Владимира Маковского многократно печатались на открытках и почтовых марках.

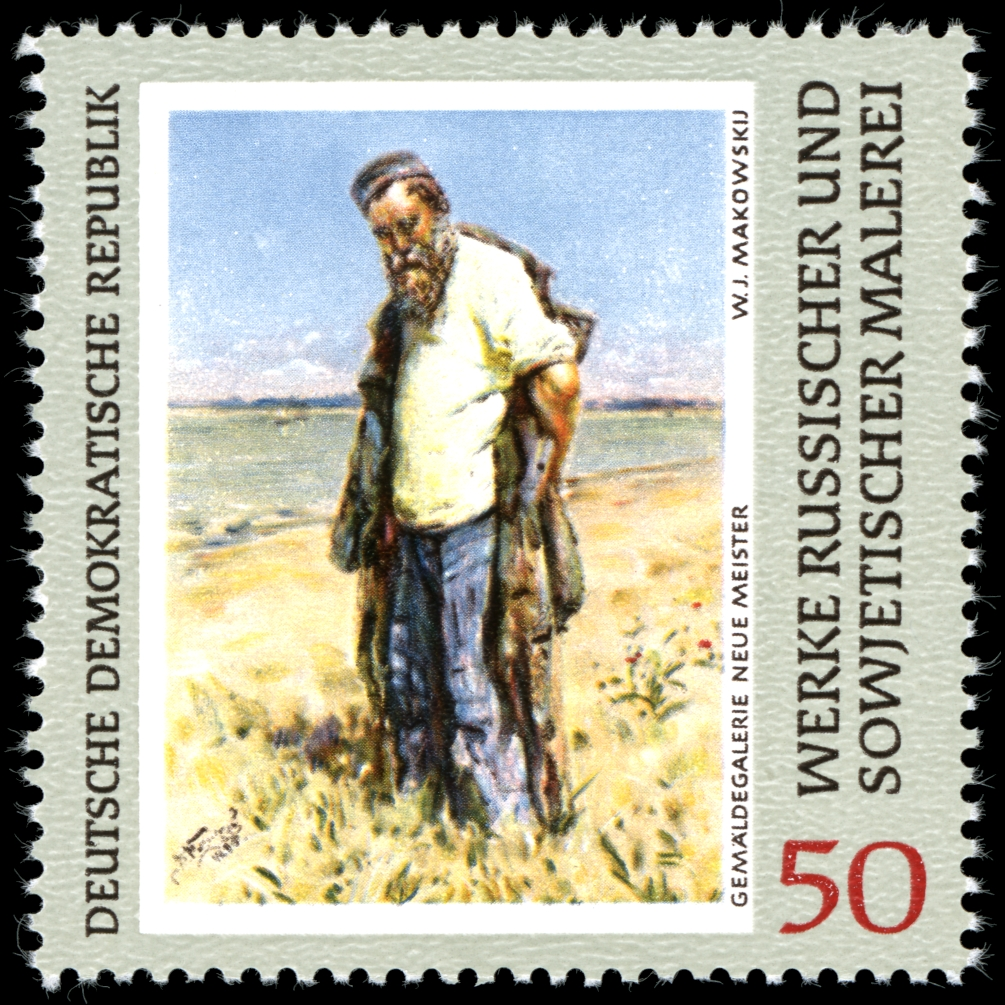
Почтовая марка ГДР 1969 г. с изображение картины «Мужчина у реки» (1896) из Галереи новых мастеров Государственных художественных собраний Дрездена
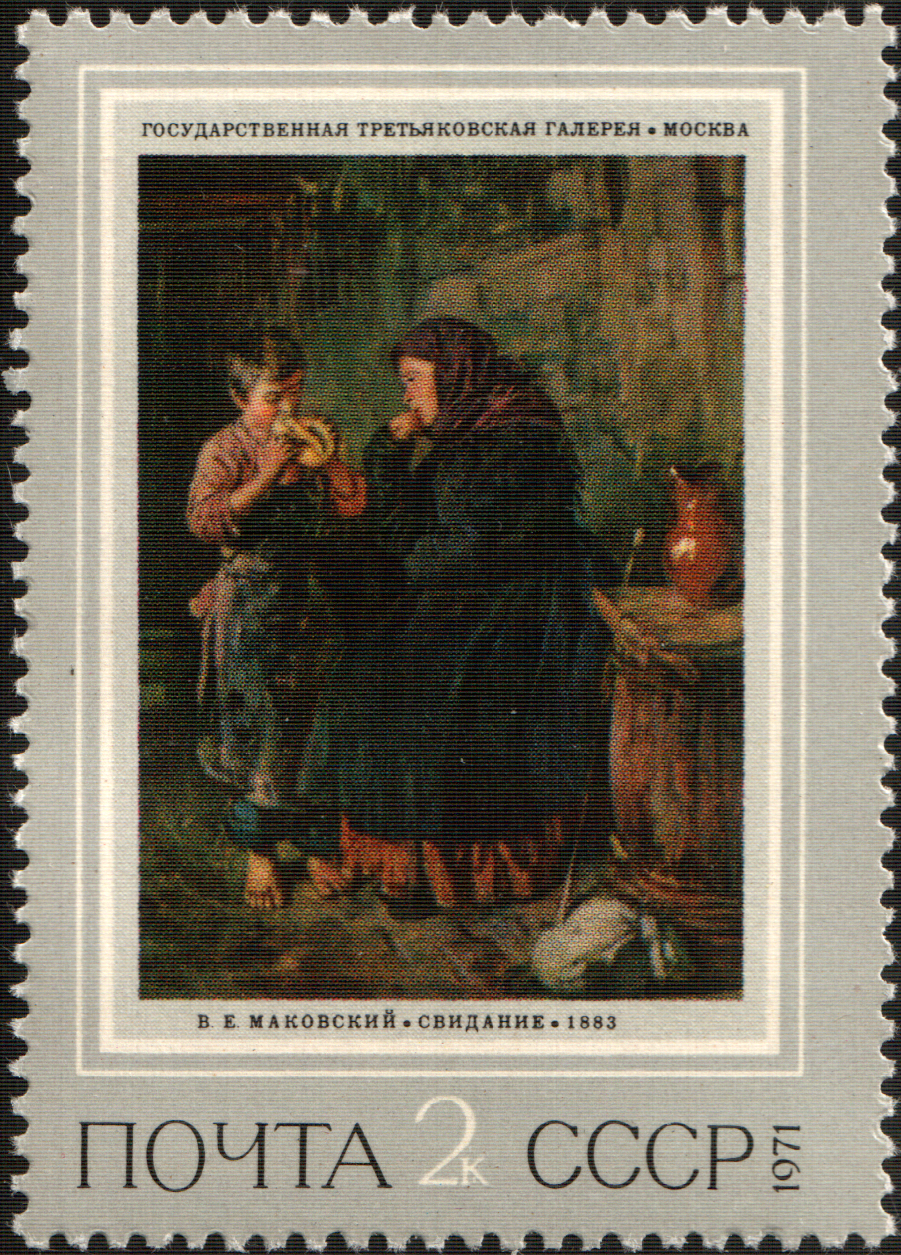
Почтовая марка СССР 1971 г. с изображением картины «Свидание» (1883) из Третьяковской галереи